# Melle

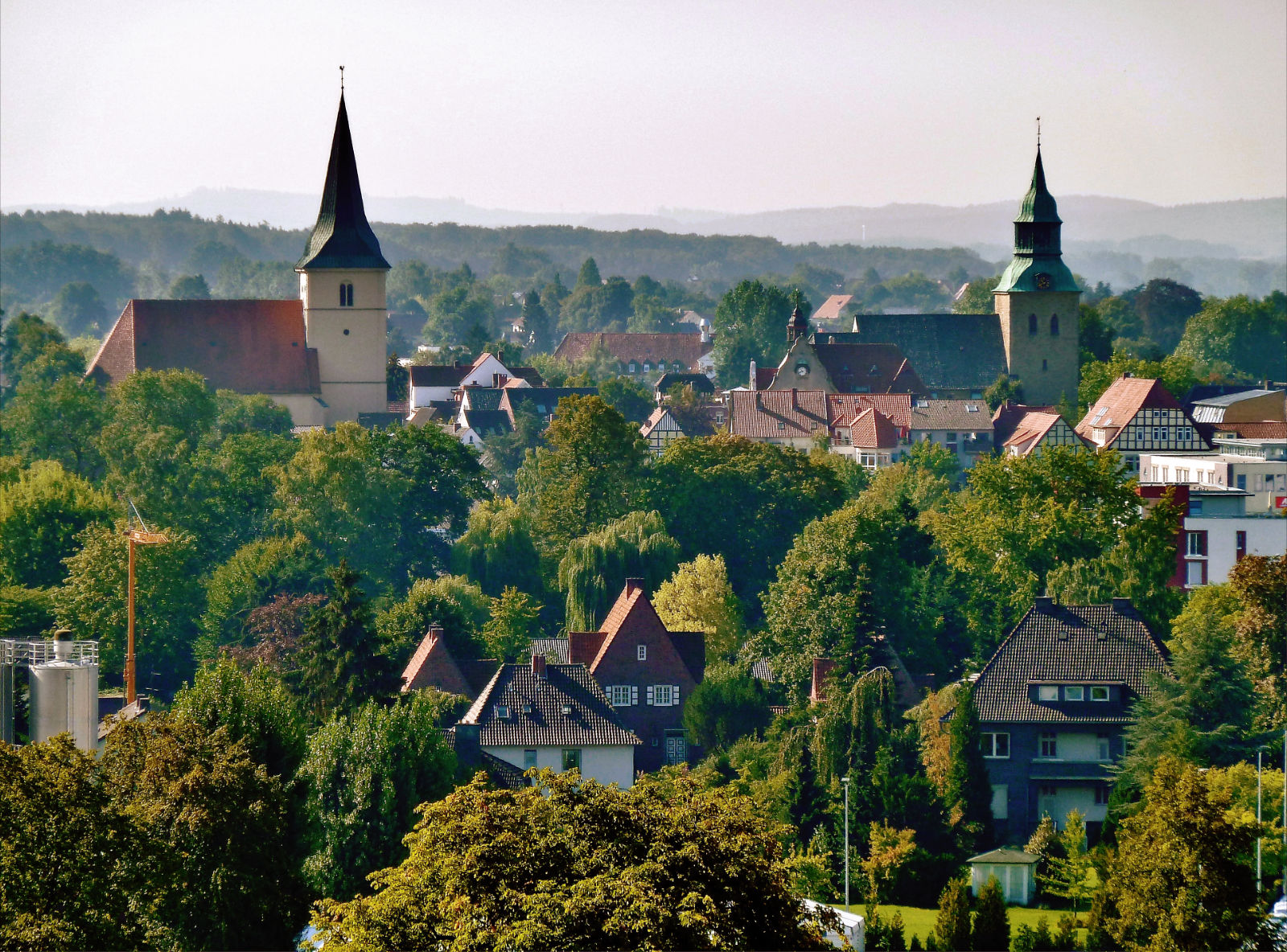
Melle im Grönegau

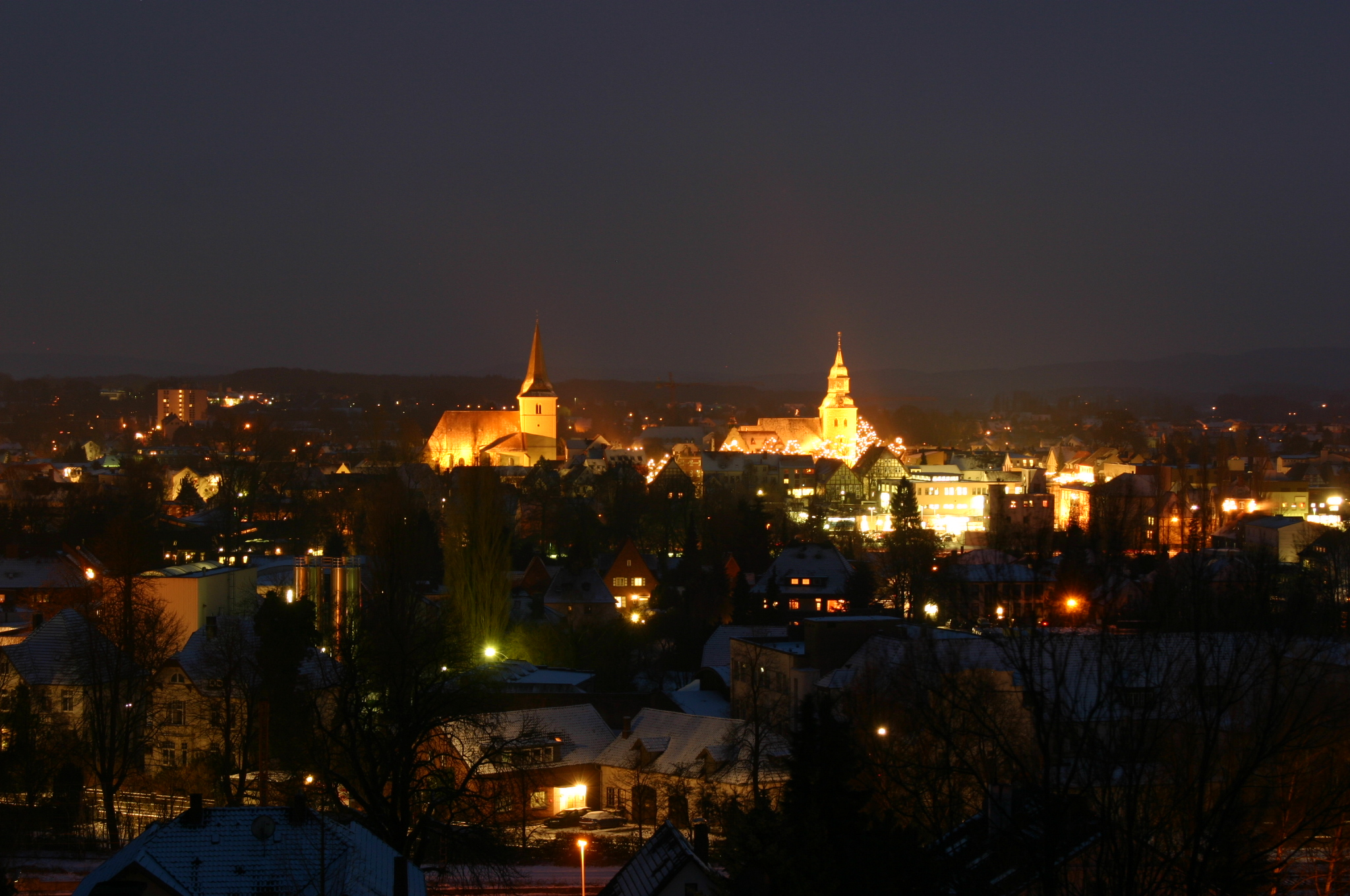
Nachtpanorama der Meller Innenstadt

Melle ist mit rund 48.700 Einwohnern die größte Stadt im Landkreis Osnabrück und eine selbständige Gemeinde in Niedersachsen etwa in der Mitte zwischen Osnabrück (27 km westlich), Herford (30 km östlich) und Bielefeld (28 km südlich). Die Stadt liegt zwischen dem Wiehengebirge im Norden und dem Teutoburger Wald im Süden. Die Stadtteile Buer, Bruchmühlen, Riemsloh, Neuenkirchen und Wellingholzhausen grenzen an das Land Nordrhein-Westfalen. Unter den bundesweit flächengrößten Gemeinden Deutschlands steht Melle auf Platz 41.
Die erste urkundliche Erwähnung stammt aus dem Jahr 1169. Im Jahre 2019 feierte die Stadt ihr 850-jähriges Bestehen. Bereits zu ihrer Gründungszeit wurde die sie umgebende Landschaft als Grönegau oder auch Graingau bezeichnet. „Grain“ ist altsächsisch und bedeutet Korn. Auch heute ist Melle mit seinen Park- und Waldflächen eine Stadt im Grünen und mit seinen fruchtbaren Böden von Landwirtschaft geprägt.
Seit der Auflösung des Landkreises Melle und der Eingliederung aller Gemeinden des Landkreises am 1. Juli 1972 ist Melle die größte Stadt im Landkreis Osnabrück und flächenmäßig aktuell die viertgrößte Stadt in Niedersachsen (Stand: 2023).

## Geographie

### Geographische Lage
Melle liegt in einem Tal 76 m ü. NN, zwischen dem Wiehengebirge im Norden und dem Teutoburger Wald im Süden etwa je 25 km von den beiden Großstädten Osnabrück (Niedersachsen) und Bielefeld (Ostwestfalen) entfernt an der A 30 (Amsterdam–Berlin). Der Flughafen Münster-Osnabrück ist etwa 60 km entfernt.
Im Meller Ortsteil Wellingholzhausen entspringt die Hase. Gespeist wird sie neben der Hasequelle von der Almaquelle und der Rehquelle. Bei einer von nur zwei Bifurkationen in Deutschland zweigt die Else im Ortsteil Gesmold von der Hase ab. Die Else fließt weiter durch die Stadtteile Gesmold in östliche Richtung durch Melle-Mitte und Bruchmühlen auf einer Gesamtlänge von 35 Kilometern in die Werre die ihrerseits in die Weser mündet. Die Hase verlässt die Stadt Melle nordwestlich Richtung Osnabrück. Sie mündet bei Meppen in die Ems. Mit einer Länge von 189 Kilometern ist die Hunte nach der Aller der zweitlängste Nebenfluss der Weser. Das Quellgebiet liegt zwischen den Meller Stadtteilen Oldendorf und Buer und gehört zum Naturpark TERRA.vita. In einem kleinen Durchbruchstal des Wiehengebirges erreicht sie nach zehn Kilometern die Norddeutsche Tiefebene. In nördlicher Richtung durchfließt sie den Dümmer See.
Beim Oldendorfer Ortsteil Oberholsten befindet sich mit dem Hesterbrink (Moselerberg; 232,5 m) im Wiehengebirge die höchste Erhebung im Stadtgebiet von Melle. Der Diedrichsberg (220 m) mit der Diedrichsburg ist höchste Erhebung der Meller Berge, einem Nebenhöhenzug des Wiehengebirges, und guter Aussichtspunkt bei Oldendorf. Im Gebiet der Stadt Melle liegt in Wellingholzhausen der 220 m hohe Beutling, dessen Fläche von 42,8 ha seit 1937 unter Naturschutz steht. Auf der Kuppe befindet sich ein 30 m hoher Aussichtsturm.
Der tiefste Punkt Melles befindet sich im Ascherbruch mit 63,3 m über N. N.

### Ausdehnung und Nutzung des Stadtgebiets
Die Stadt umfasst eine Fläche von 254 km². Der überwiegende Teil besteht mit Stand 1. Januar 2011 aus landwirtschaftlich genutzter Fläche und Waldfläche, zusammen etwa 83,2 %, gefolgt von Gebäude-, Frei- und Verkehrsfläche mit rund 14,7 %. Die größte Ausdehnung in Nordsüdrichtung liegt bei rund 20,4 km, in Ostwestrichtung beträgt sie etwa 21,6 km.
| Fläche nach Nutzungsart     | Landwirt- schafts- fläche | Wald- fläche | Gebäude- und Freifläche | Verkehrs- fläche | Betriebs- fläche | Wasser- fläche | Erholungs- fläche | sonstige Nutzung |
| --------------------------- | ------------------------- | ------------ | ----------------------- | ---------------- | ---------------- | -------------- | ----------------- | ---------------- |
| Fläche in km²               | 163,97                    | 47,35        | 23,10                   | 14,11            | 0,65             | 2,86           | 1,58              | 0,37             |
| Anteil an Gesamtfläche in % | 64,56                     | 18,64        | 9,09                    | 5,56             | 0,26             | 1,13           | 0,62              | 0,15             |

### Nachbargemeinden
Die Stadt Melle grenzt an zehn Städte und Gemeinden. Beginnend im Nordosten sind dies: Preußisch Oldendorf im nordrhein-westfälischen Kreis Minden-Lübbecke, Rödinghausen, Bünde und Spenge im nordrhein-westfälischen Kreis Herford, Werther (Westfalen), und Borgholzhausen im nordrhein-westfälischen Kreis Gütersloh sowie Dissen, Hilter, Bissendorf und Bad Essen im Landkreis Osnabrück.
| Bissendorf 16 km        | Bad Essen 18 km                             | Rödinghausen 18 km |
| Georgsmarienhütte 27 km | Kompassrose, die auf Nachbargemeinden zeigt | Bünde 18 km        |
| Dissen 19 km            | Borgholzhausen 12 km                        | Spenge 17 km       |

### Stadtgliederung
In der heutigen Form ist die Stadt Melle bei der Gebietsreform in Niedersachsen am 1. Juli 1972 aus dem Landkreis Melle durch Eingemeindung mehrerer Gemeinden hervorgegangen. Seitdem ist die Stadt mit 254 km² die flächenmäßig drittgrößte im Lande nach Neustadt am Rübenberge und Walsrode. Melle setzt sich aus acht Ortschaften zusammen. Sie gliedern sich in 56 Ortsteile, deren Grenzen denen der Gemeinden des früheren Landkreises entsprechen.
| Stadtteil         | Fläche (in km²) Stand: 1. Januar 2011 | Einwohner Stand: 31. Dezember 2023 | Stadt- und Ortsteile der Stadt Melle |
| ----------------- | ------------------------------------- | ---------------------------------- | ------------------------------------ |
| Melle-Mitte       | 46,48 (Stand 31.12.1984)              | 19.602                             | Stadt- und Ortsteile der Stadt Melle |
| Buer              | 47,51 (Stand 31.12.1984)              | 5.009                              | Stadt- und Ortsteile der Stadt Melle |
| Bruchmühlen       | 10,54 (Stand 31.12.1984)              | 2.975                              | Stadt- und Ortsteile der Stadt Melle |
| Gesmold           | 19,98 (Stand 31.12.1984)              | 3.205                              | Stadt- und Ortsteile der Stadt Melle |
| Neuenkirchen      | 33,96 (Stand 31.12.1984)              | 4.876                              | Stadt- und Ortsteile der Stadt Melle |
| Oldendorf         | 25.38 (Stand 31.12.1984)              | 4.760                              | Stadt- und Ortsteile der Stadt Melle |
| Riemsloh          | 28,7                                  | 3.550                              | Stadt- und Ortsteile der Stadt Melle |
| Wellingholzhausen | 41,12                                 | 4.778                              | Stadt- und Ortsteile der Stadt Melle |
| Gesamt            | 253,95 (Stand 31.12.2023)             | 48.755                             | Stadt- und Ortsteile der Stadt Melle |

Die Kommunalreform in Melle fand in zwei Stufen statt. Die erste erfolgte 1970. Bis dahin gab es 56 Gemeinden im Landkreis Melle. Diese Gemeinden gehörten zu sieben Samtgemeinden. Im ersten Schritt wurden die beiden Samtgemeinden Riemsloh-Hoyel und Wellingholzhausen in Einheitsgemeinden umgewandelt sowie die Stadt Melle mit der Samtgemeinde Melle zu einer Einheitsgemeinde zusammengeschlossen. Die restlichen vier Samtgemeinden mit ihren insgesamt 29 Gemeinden blieben zunächst bestehen. Im Jahre 1972 wurden die restlichen vier Samtgemeinden und die schon bestehenden drei Einheitsgemeinden zur Stadt Melle vereinigt. Bis auf eine Ausnahme sind aus den ehemaligen Samtgemeinden Stadtteile Melles geworden. Nur der Stadtteil Bruchmühlen hatte keine Samtgemeinde als Vorläufer. Er setzt sich aus der ehemaligen Gemeinde Bennien, die zur Samtgemeinde Riemsloh-Hoyel gehörte, und der ehemaligen Gemeinde Düingdorf, die zur Samtgemeinde Buer gehörte, zusammen.

### Klima
Melle liegt in der warm-gemäßigten Klimazone. Vorherrschend ist das subatlantische Seeklima. Bestimmend sind West- und Nordwestwinde, die im Sommer kühles und im Winter mildes regnerisches Wetter mit sich bringen können. Die Wetterlage ist daher unbeständig.
Die Jahresdurchschnittstemperatur beträgt 8,9 °C im langjährigen Mittel, wobei der Januar mit 1,0 °C der kälteste Monat ist und der Juli mit durchschnittlich 17,0 °C der wärmste. Damit sind die Winter milder als in Ost- oder Süddeutschland, die Sommer mäßig warm, wobei nicht nur Sommergewitter, sondern auch Regenperioden vorkommen können.
Melle hat mit 776 mm eine höhere Niederschlagsmenge im Jahr als der deutsche Mittelwert (700 mm), dabei halten sich Winter- und Sommerregen in etwa die Waage. Die Einfassung durch das Wiehengebirge (Nord) und den Osning (Süd) führen jedoch zu einem im Vergleich zu Osnabrück niederschlagsärmeren Klima. Der Unterschied beträgt etwa 70 Millimeter pro Jahr. Es herrscht ganzjährig ein humides Klima.
Eine Übersicht über die Klimadaten im langjährigen Mittel zeigt die nachstehende Tabelle:
|                        | Jan | Feb | Mär | Apr | Mai  | Jun  | Jul  | Aug  | Sep  | Okt | Nov | Dez |   |     |
| Mittl. Temperatur (°C) | 1,0 | 1,5 | 4,2 | 7,8 | 12,6 | 15,5 | 17,0 | 16,6 | 13,4 | 9,5 | 5,1 | 2,1 | ⌀ | 8,9 |
|                        |     |     |     |     |      |      |      |      |      |     |     |     |   |     |
| Niederschlag (mm)      | 69  | 51  | 61  | 53  | 67   | 72   | 68   | 67   | 66   | 58  | 68  | 76  | Σ | 776 |

|  |

|  |

|  |

|  |

|  |

|  |

|  |

|  |

|  |

|  |

|  |

|  |

|  |

|  |

|  |

|  |

|  |

|  |

|  |

|  |

|  |

|  |

|  |

|  |

## Geschichte

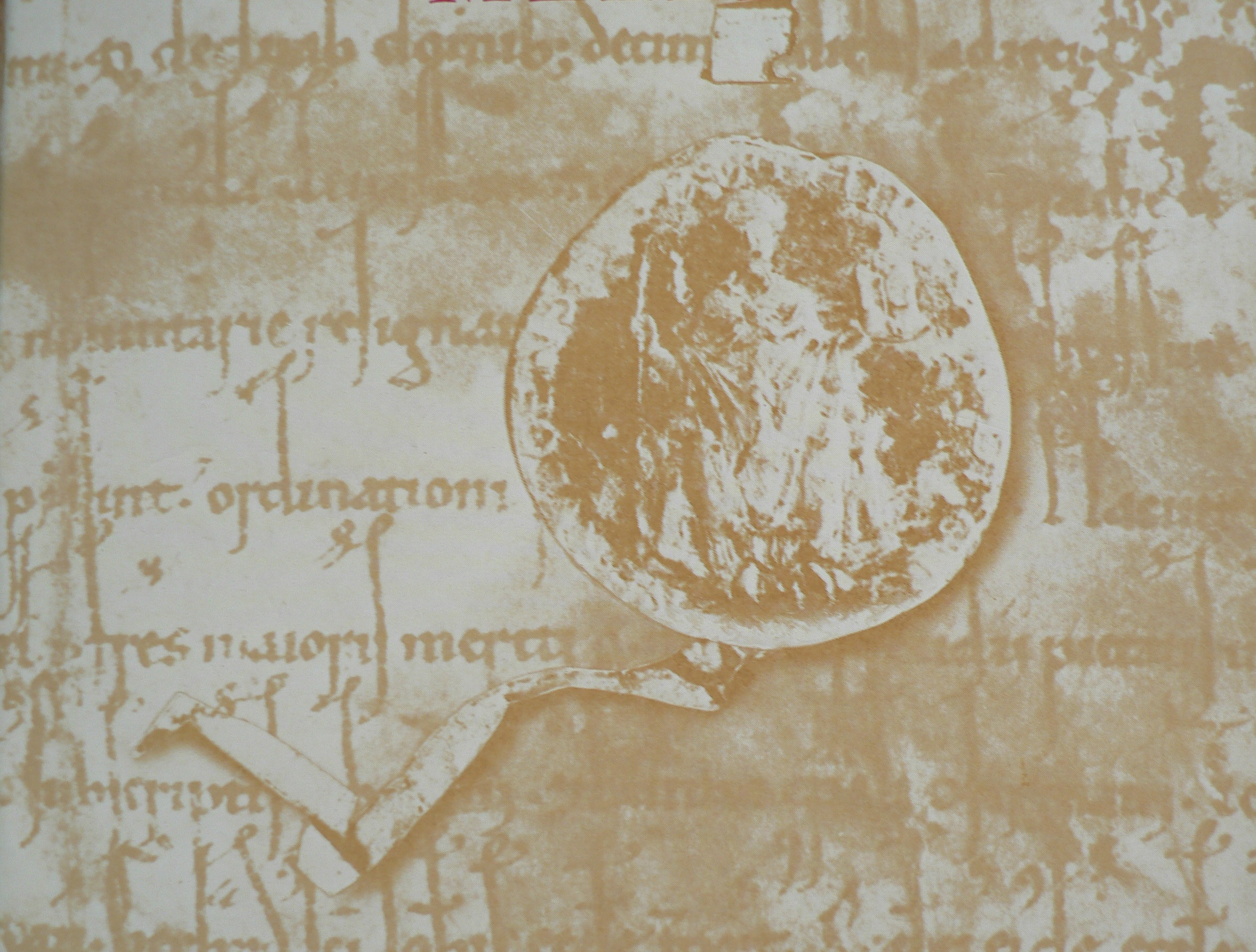
Erste urkundliche Erwähnung 1169

### Stadtgeschichte
Um 900 wurde auf fränkischem Königsgut, dem Meyerhof auf einer Erhöhung im Elseflusstal, dem Kohlbrink, im Zuge der Sachsenmission eine Taufkirche errichtet. Südlich des heutigen Stadtzentrums lag eine altsächsische Bauerschaft (heute Stadtteil Altenmelle) mit einer Gerichtslinde. Der Meyerhof gehörte zum bischöflichen Tafelgut. Eine erhaltene Urkunde erwähnt Melle erstmalig im Jahre 1169 als menele - menelo (= Siedlung in der gemeinen Mark). Um 1200 verfügte der Ort über eine Wallanlage mit Mauern von einem Meter Breite und vorspringenden Türmen. 1250 wurde die Landesburg (Motte) Grönenberg, besetzt mit 65 gewappneten Rittern, vom Osnabrücker Bischof Engelbert zum Schutz gegen die Grafen von Ravensberg errichtet.

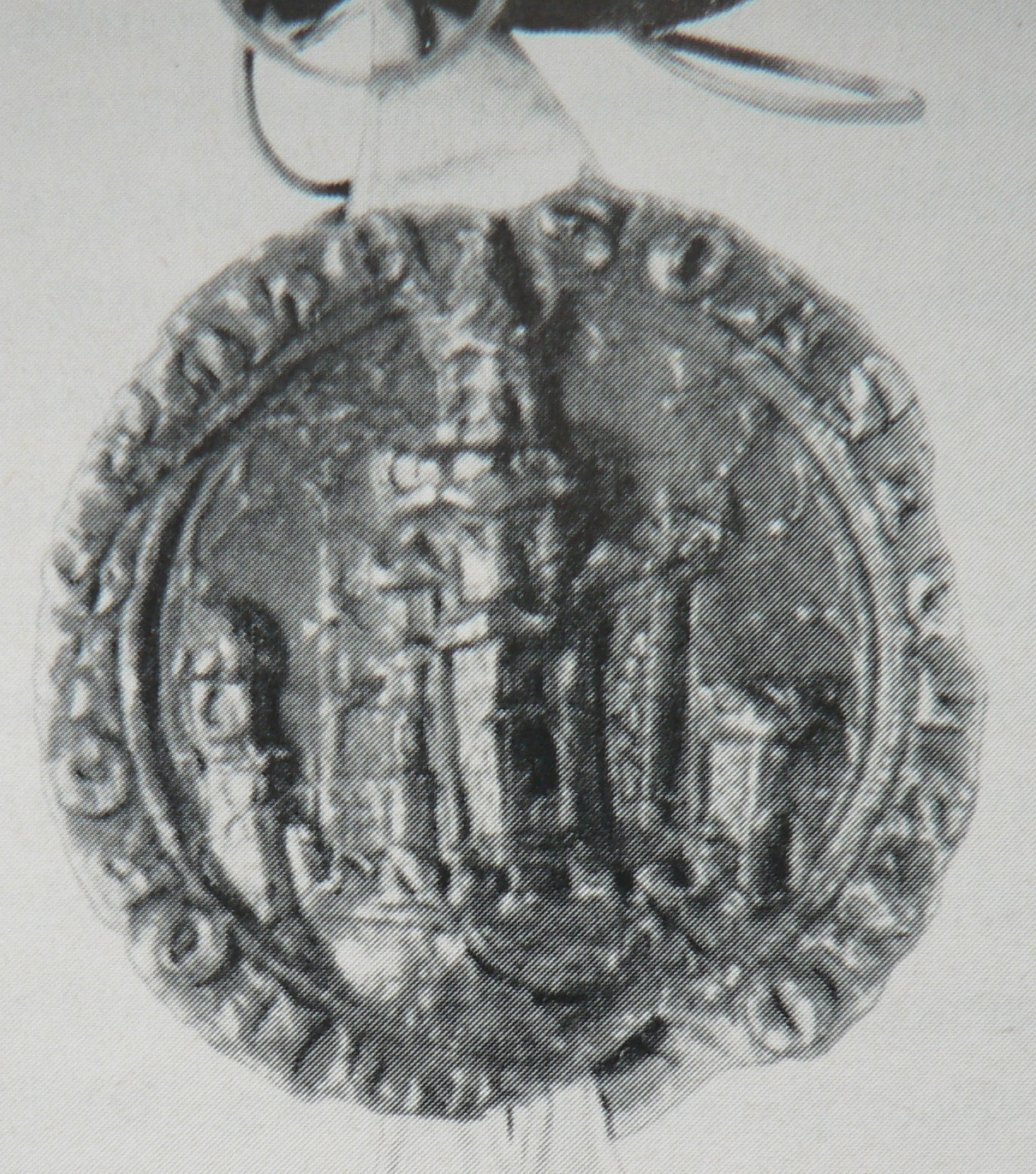
Wappen der Meller Burgleute

Im Jahre 1359 wurde Melle als Oppidum (kleine Stadt) bezeichnet, und 1363 entstand die erste städtische Verfassung. Im selben Jahr ist auch erstmals die Besetzung des Richteramtes bezeugt. 1443 verlieh der Osnabrücker Bischof Heinrich von Moers dem Ort die Rechte eines Wigbolds (Halbstadt). Über die Vorstadt Osnabrück gehörte Melle zur Westfälischen Hanse. Verschiedene Handwerke schlossen sich in der Folge in Melle zu Gilden zusammen: als Älteste 1480 die Schuhmacher; 1545 die Schmiede; 1547 die Kramer, Höcker, Knochenhauer und Tuchmacher; 1558 die Schneider; 1573 die Bäcker und 1577 die Glaser, Sattler, Maler und Färber. Als die Ämterordnung von 1553 eine Neuregelung der Zuständigkeiten brachte, wurde die Grönenburg zum Verwaltungsmittelpunkt. Melle trat im 16. Jahrhundert der Hanse bei. Bis zum Verfall der Hanse war Melle hier ein Mitglied. 1557 wurde in Melle sogar ein regionaler Hansetag abgehalten. Im Zuge des Dreißigjährigen Krieges herrschten die Schweden für zehn Jahre (zwischen 1633 und 1644) über Melle. Zwei große Brandkatastrophen 1649 und 1720 ereilten die Stadt mit zum Teil erheblichen Zerstörungen.
Nach der Aufhebung des selbständigen Hochstiftes Osnabrück durch Napoleon Bonaparte 1803 wurde Melle in das Kurfürstentum Braunschweig-Lüneburg eingegliedert und 1806 in das Königreich Westphalen. Nach dem Wiener Kongress gelangte die Stadt bis 1866 an das Königreich Hannover. Mit der Verleihung der Stadtrechte 1853 endeten die Rechte eines Wigbolds und Melle wurde zu einer „selbständigen Stadt“. 1855 erfolgte der Bau der Eisenbahnlinie, die den Beginn eines wirtschaftlichen Aufschwungs (Gründerjahre) mit sich brachte. Nach der Annexion des Königreichs Hannover im Jahr 1866 fielen das Amt Grönenberg und die Stadt Melle an das Königreich Preußen. 1885 wurden die ehemaligen hannoverschen Ämter aufgelöst. Aus dem Amt Grönenberg und der Stadt Melle wurde der preußische Kreis Melle gebildet.
In der Weltwirtschaftskrise zu Beginn der 1930er Jahre gewann der Nationalsozialismus im strukturschwachen, überwiegend protestantischen Landkreis Melle schnell an Boden. Der Anteil der NSDAP-Wähler bei den Reichstagswahlen stieg von 0,9 % im Jahr 1928 über 18,4 % im November 1930 bis auf 41,5 % im März 1933. Gemessen am Anteil der NSDAP-Stimmen bei der Reichstagswahl von 1933 insgesamt kann der Landkreis Melle jedoch kaum als Hort 'brauner' Gesinnung bezeichnet werden. Die 41,5 % lagen unter dem Reichsdurchschnitt von 43,9 % und deutlich unter dem Anteil von NSDAP-Wählern im benachbarten Landkreis Wittlage (56,9 %). Schon im April 1933 wurde der bisherige Bürgermeister Hans Gerhard aus dem Amt entfernt. Im November 1935 wurde Helmut Lindemann neuer Bürgermeister von Melle. Er war zwar kein NSDAP-Mitglied, galt aber der Partei als genehm. Bis zu seinem Amtsantritt in Melle war er Bürgermeister in der Bergischen Gemeinde Marienheide. Während der NS-Zeit profitierten auch in Melle ansässige Unternehmen von Zwangsarbeitern. In Altenmelle, in der Grönenbergerstrasse 26, der Oldendorferstraße, im 'Kruse-Lager', dem 'Starcke-Lager' und 'Potts-Lager' sowie an weiteren Orten, wie der Meller Möbelfabrik waren insgesamt 458 Zwangsarbeiter in Zivilarbeitslagern untergebracht.
1945 besetzten englische Truppen die Stadt und Bernard Montgomery, Feldmarschall und Chef des Empire-Generalstabs schlug in Melle eine Zeit lang sein Hauptquartier auf. Die Stadtverfassung wurde nach englischem Vorbild geändert. Zwischen Drantum und Wennigsen wurde für das Hauptquartier im Juni 1945 ein Flugplatz angelegt. Dieser blieb bis in den Herbst 1949 genutzt, bevor er rückgebaut wurde. In Melle hatte die Firma Gebr. Meyer ihren Sitz.
Die umliegenden Gemeinden Altenmelle, Bakum, Eicken-Bruche, Dielingdorf, Drantum, Eickholt, Gerden, Laer, Niederschlochtern und Sondermühlen bildeten im Landkreis Melle die Samtgemeinde Melle mit Sitz in Altenmelle.
Im Jahre 1966 zeichnete Bundespräsident Heinrich Lübke die Stadt Melle im Rahmen des bundesweiten Wettbewerbs „Bürger, es geht um Deine Gemeinde“, bei dem es vorrangig darum ging, Gemeinden mit vorbildlicher städtebaulicher Planung und Entwicklung zu würdigen, mit einer Goldplaktette aus.
Im Jahre 2006 richtete Melle den Tag der Niedersachsen (TdN) aus. Der TdN ist ein dreitägiges Landesfest, bei dem die Mitwirkenden die kulturelle Vielfalt des Landes präsentieren. Es wird seit 1981 durchgeführt.

### Religion

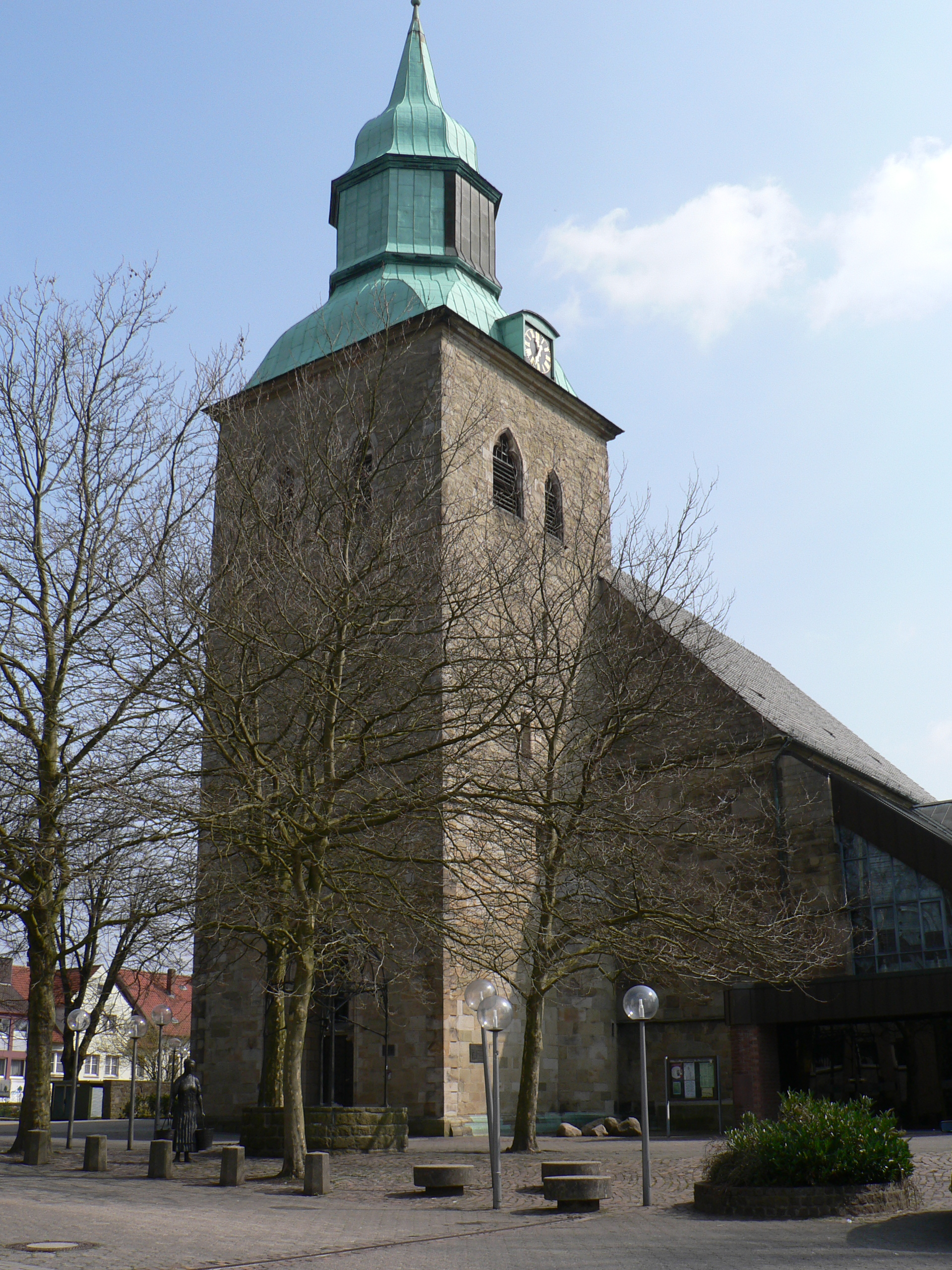
Kath. St.-Matthäus-Kirche (1213)

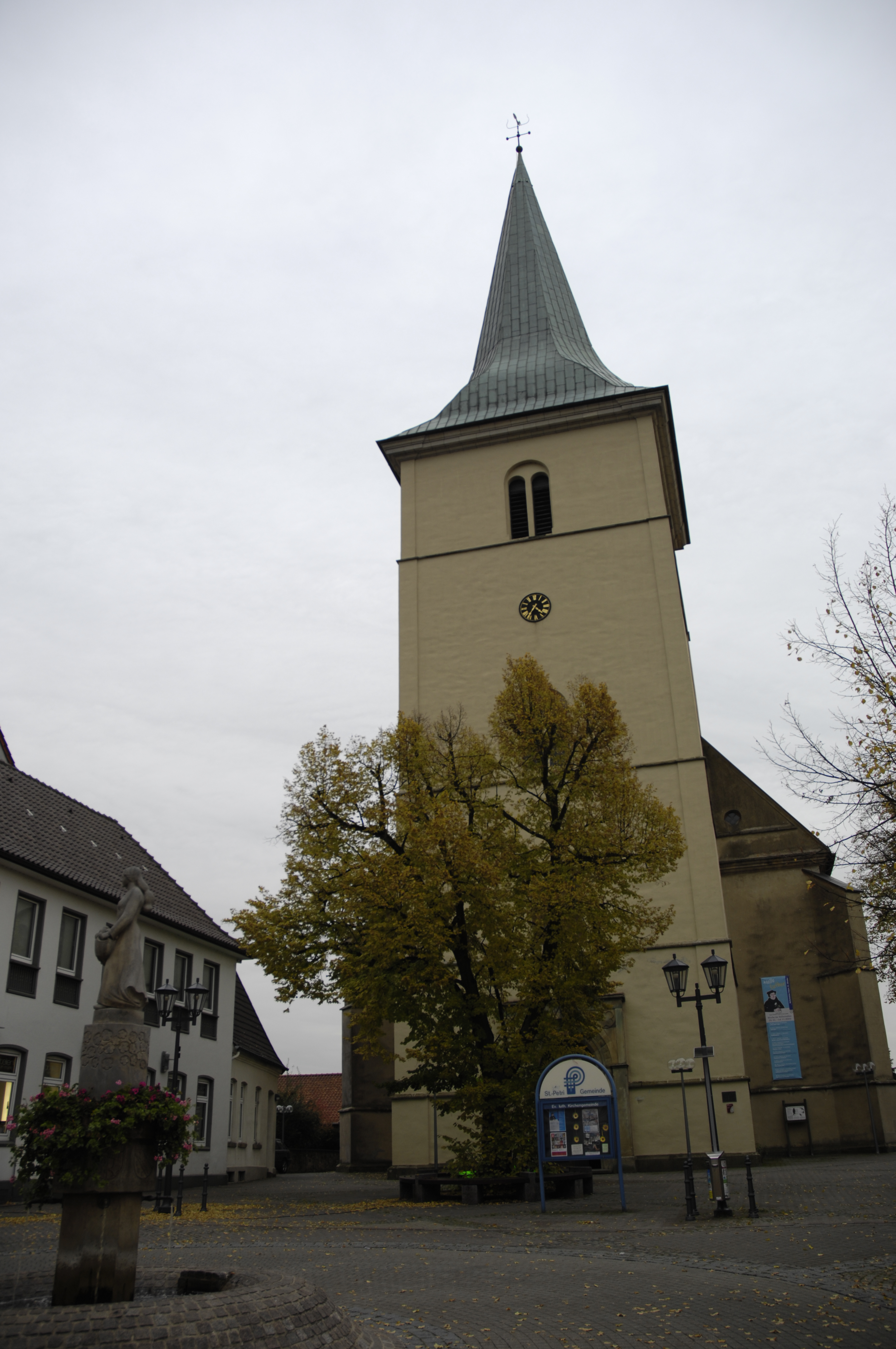
Ev. St.-Petri-Kirche (1721)

In Folge der Gründung des Bistums Osnabrück um 780 entstanden in der Region zwischen Friesland und dem Teutoburger Wald zehn Gau- oder Taufkirchen. Für den Graingau war dies die Kirche in Melle, die auf dem zum bischöflichen Besitz gehörenden Meyerhof gebaut wurde. Die älteste urkundliche Erwähnung der Kirche in Melle, die bis heute erhalten ist, stammt aus dem Jahr 1169. In ihr wird sie als Parochia Menele (Pfarrkirche zu Melle) bezeichnet. Die Kirche trug das Patrozinium des Apostels Matthäus. Zum Schutz umgab eine viereckige Kirchenburg aus Wohnhäusern mit hohen Speichern, die heute noch gut zu erkennen ist, das Gotteshaus.
In Melle wurde am 1. August 1545 die Reformation eingeführt. Nach dem Westfälischen Frieden wurde 1651 die evangelische Petrikirche gebaut. Zu dieser Zeit übten Jesuiten die seelsorgliche Tätigkeit in der katholischen Pfarrei aus. Mit dem Recessus Mellensis 1651 teilte man das Kirchenvermögen auf. Die Matthäuskirche mit all ihren Wertgegenständen sowie die Häuser des Vikars und des Küsters verblieben den Katholiken. Die evangelische St.-Petri-Kirche wurde beim großen Meller Stadtbrand von 1720 vollständig zerstört und von 1721 bis 1724 wieder neu errichtet. Besonders unterstützte den Bau der damalige Osnabrücker Fürstbischof Ernst August II. von Braunschweig-Lüneburg. Der Steinmetz und Maurermeister Hermann Schmidinger aus Herford war maßgeblich am Neubau beteiligt.
Durch stetigen Zuwachs der katholischen Gemeinde wurde die St.-Matthäus-Kirche im 20. Jahrhundert zu klein. Nach zehnjähriger Planungsphase begann im Frühjahr 1973, angrenzend an die südliche alte Außenwand, ein Erweiterungsbau. Die Grundsteinlegung fand am 4. Oktober desselben Jahres statt. Es entstand eine moderne Kirche in Zeltdachform, die den Erfordernissen des II. Vatikanischen Konzils Rechnung trug.
Seit der Reformation ist die evangelische Kirche die größte Religionsgemeinschaft in Melle.
Die evangelischen und die katholischen Gemeinden pflegen seit den 1960er Jahren einen intensiven ökumenischen Dialog und laden zu gemeinsamen Veranstaltungen ein.

### Konfessionsstatistik
Gemäß dem Zensus 2011 waren 46,2 % der Einwohner evangelisch, 31,1 % römisch-katholisch und 22,7 % waren konfessionslos, gehörten einer anderen Glaubensgemeinschaft an oder machten keine Angabe. Die Zahl der Protestanten und Katholiken ist seitdem gesunken. Der Anteil der Protestanten und Katholiken an der Gesamtbevölkerung ist seitdem jährlich zirka um 1 Prozentpunkt gesunken. Ende 2022 waren von den 47.926 Einwohnern 36,2 % (17.333) evangelisch-lutherisch, 0,5 % evangelisch-reformiert, 26,4 % (12.637) katholisch und 37,0 % hatten keine oder eine sonstige Konfession.
Aus den beiden großen Kirchen traten 2024 insgesamt 492 Personen (2023 = 514) aus, oder 1 Prozentpunkt der Gesamtbevölkerung jährlich. Hierbei handelte es sich um 305 Austritte (2023 = 300) aus der evangelisch-lutherischen Kirche und um 183 Austritte (2023 = 208) aus der römisch-katholischen Kirche.

### Eingemeindungen
Die heutige Stadt Melle entstand in zwei Schritten:
Im Jahr 1970 wurden
- die Gemeinden Altenmelle, Bakum, Dielingdorf, Drantum, Eicken-Bruche, Eickholt, Gerden, Laer, Niederschlochtern und Sondermühlen in die Stadt Melle,
- die Gemeinden Bennien, Döhren, Groß Aschen, Hoyel, Krukum, Westendorf und Westhoyel in die Gemeinde Riemsloh und
- die Gemeinden Handarpe, Himmern, Kerßenbrock, Oberschlochtern, Nüven, Peingdorf, Uhlenberg und Vessendorf in die Gemeinde Wellingholzhausen

eingegliedert.
Die Gemeinden Riemsloh und Wellingholzhausen sowie die im Jahr 1970 noch nicht von der Neugliederung betroffenen Gemeinden Barkhausen, Buer, Bulsten, Dratum-Ausbergen, Düingdorf, Föckinghausen, Gesmold, Holterdorf, Holzhausen, Hustädte, Insingdorf, Küingdorf, Markendorf, Meesdorf, Neuenkirchen, Niederholsten, Oberholsten, Oldendorf, Ostenfelde, Redecke, Schiplage, Sehlingdorf, Suttorf, Tittingdorf, Üdinghausen-Warringhof, Wehringdorf, Wennigsen, Westerhausen und Wetter kamen am 1. Juli 1972 zur Stadt Melle.

### Einwohnerentwicklung
Die folgende Übersicht zeigt die Einwohnerzahlen der Stadt Melle seit der Gebietsreform am 1. Juli 1972 im jeweiligen Gebietsstand und jeweils am 31. Dezember.
Bei den Zahlen ab 1987 handelt es sich um Fortschreibungen des Landesbetriebs für Statistik und Kommunikationstechnologie Niedersachsen auf der Basis der Volkszählung vom 25. Mai 1987.
Bei den Angaben aus den Jahren 1961 (6. Juni) und 1970 (27. Mai) handelt es sich um die Volkszählungsergebnisse einschließlich der Orte, die am 1. Juli 1972 eingegliedert wurden.

Einwohnerentwicklung von Melle von 1961 bis 2017

| Jahr | Einwohner |
| ---- | --------- |
| 1961 | 39.218    |
| 1970 | 40.851    |
| 1979 | 40.757    |
| 1987 | 40.316    |
| 1990 | 41.579    |
| 1995 | 43.818    |

| Jahr | Einwohner |
| ---- | --------- |
| 2000 | 45.390    |
| 2005 | 46.556    |
| 2010 | 46.141    |
| 2015 | 46.039    |
| 2019 | 46.588    |

## Politik
- Linke: 1
- SPD: 12
- Grüne: 8
- UWG: 2
- FDP: 3
- CDU: 14

### Stadtrat
Seit der Ratswahl am 12. September 2021 hat der Stadtrat 40 Mitglieder aus sechs Parteien oder Wählergruppen. Stimmberechtigt im Rat der Stadt ist außerdem die hauptamtliche Bürgermeisterin. In der konstituierenden Ratssitzung am 3. November 2021 wurde SPD-Ratsmitglied Gerhard Boßmann zum Ratsvorsitzenden gewählt. Sein Stellvertreter wurde Harald Kruse von der CDU. In der Wahlperiode 2021-2026 bilden SPD, Grüne und Linke eine Gruppe und haben damit 21 von 40 Sitzen im Rat. Mit der Bürgermeisterin Jutta Dettmann (SPD) hat die Gruppe damit eine Mehrheit von zwei Stimmen.
Die folgende Tabelle zeigt die Kommunalwahlergebnisse seit 1996:
| 1996–2001 | 46,5  | 19 | 35,7  | 15 | 8,9   | 3 | 9,0  | 3 |     |   |      |   | 100 | 40 | 69,5  |
| 2001–2006 | 46,2  | 19 | 35,8  | 15 | 8,9   | 3 | 9,0  | 3 |     |   |      |   | 100 | 40 | 61,5  |
| 2006–2011 | 44,9  | 18 | 37,3  | 15 | 9,3   | 4 | 8,6  | 3 |     |   |      |   | 100 | 40 | 57,9  |
| 2011–2016 | 40,0  | 16 | 37,5  | 15 | 18,30 | 7 | 4,2  | 2 |     |   |      |   | 100 | 40 | 55,3  |
| 2016–2021 | 42,7  | 17 | 28,8  | 12 | 13,65 | 5 | 6,0  | 2 | 7,6 | 3 | 1,4  | 1 | 100 | 40 | 58,3  |
| 2021–2026 | 35,62 | 14 | 29,23 | 12 | 19,07 | 8 | 7,38 | 3 | 5,7 | 2 | 1,84 | 1 | 100 | 40 | 63,08 |
| Prozentanteile gerundet. Quellen: Landesbetrieb für Statistik und Kommunikationstechnologie Niedersachsen, Landkreis Osnabrück. Bei unterschiedlichen Angaben in den genannten Quellen wurden die Daten des Landesbetrieb für Statistik und Kommunikationstechnologie verwendet, da diese eine insgesamt höhere Plausibilität aufweisen. |       |    |       |    |       |   |      |   |     |   |      |   |     |    |       |

### Weitere Wahlergebnisse
| Weitere Wahlergebnisse der Stadt Melle: Wähleranteil seit 2003                                                                          | Weitere Wahlergebnisse der Stadt Melle: Wähleranteil seit 2003 | Weitere Wahlergebnisse der Stadt Melle: Wähleranteil seit 2003 | Weitere Wahlergebnisse der Stadt Melle: Wähleranteil seit 2003 | Weitere Wahlergebnisse der Stadt Melle: Wähleranteil seit 2003 | Weitere Wahlergebnisse der Stadt Melle: Wähleranteil seit 2003 | Weitere Wahlergebnisse der Stadt Melle: Wähleranteil seit 2003 | Weitere Wahlergebnisse der Stadt Melle: Wähleranteil seit 2003 | Weitere Wahlergebnisse der Stadt Melle: Wähleranteil seit 2003 |
| --- | -------------------------------------------------------------- | -------------------------------------------------------------- | -------------------------------------------------------------- | -------------------------------------------------------------- | -------------------------------------------------------------- | -------------------------------------------------------------- | -------------------------------------------------------------- | -------------------------------------------------------------- |
| | CDU Niedersachsen                                              | SPD Niedersachsen                                              | Bündnis 90/Die Grünen                                          |                                                                | Die Linke                                                      |                                                                | Sonstige                                                       | Wahl- beteiligung                                              |
| Wahlperiode | %                                                              | %                                                              | %                                                              | %                                                              | %                                                              | %                                                              | %                                                              | %                                                              |
| Landtagswahl 2003 | 52,7 %                                                         | 29,7 %                                                         | 07,6 %                                                         | 08,1 %                                                         | 0,3 %                                                          | -                                                              | 1,6 %                                                          | 71,6 %                                                         |
| Europawahl 2004 | 51,2 %                                                         | 25,8 %                                                         | 11,3 %                                                         | 05,6 %                                                         | 1,2 %                                                          | -                                                              | 4,9 %                                                          | 46,5 %                                                         |
| Bundestagswahl 2005 | 36,8 %                                                         | 39,0 %                                                         | 08,5 %                                                         | 10,4 %                                                         | 3,5 %                                                          | -                                                              | 1,9 %                                                          | 82,7 %                                                         |
| Landtagswahl 2008 | 47,3 %                                                         | 28,2 %                                                         | 08,6 %                                                         | 08,2 %                                                         | 5,0 %                                                          | -                                                              | 2,6 %                                                          | 62,6 %                                                         |
| Europawahl 2009 | 44,8 %                                                         | 24,7 %                                                         | 12,3 %                                                         | 10,3 %                                                         | 3,1 %                                                          | -                                                              | 3,6 %                                                          | 46,6 %                                                         |
| Bundestagswahl 2009 | 35,3 %                                                         | 28,1 %                                                         | 11,8 %                                                         | 14,0 %                                                         | 6,9 %                                                          | -                                                              | 3,8 %                                                          | 77,1 %                                                         |
| Bundestagswahl 2017 | 38,4 %                                                         | 26,7 %                                                         | 10,3 %                                                         | 9,8 %                                                          | 5,5 %                                                          | 6,3 %                                                          | 2,5 %                                                          | 79,6 %                                                         |
| Landtagswahl 2017 | 38,2 %                                                         | 34,4 %                                                         | 9,7 %                                                          | 8,0 %                                                          | 3,7 %                                                          | 4,0 %                                                          | 2,0 %                                                          | 67,8 %                                                         |
| Europawahl 2019 | 32,9 %                                                         | 19,5 %                                                         | 25,0 %                                                         | 5,1 %                                                          | 3,3 %                                                          | 5,5 %                                                          | 8,6 %                                                          | 66,7 %                                                         |
| Bundestagswahl 2021 | 26,4 %                                                         | 33,0 %                                                         | 17,6 %                                                         | 10,6 %                                                         | 2,6 %                                                          | 5,1 %                                                          | 3,5 %                                                          | 79,4 %                                                         |
| Landtagswahl 2022 | 31,1 %                                                         | 34,6 %                                                         | 16,2 %                                                         | 4,4 %                                                          | 1,9 %                                                          | 7,2 %                                                          | 3,3 %                                                          | 62,4 %                                                         |
| Europawahl 2024 | 34,9 %                                                         | 20,0 %                                                         | 13,6 %                                                         | 5,6 %                                                          | -                                                              | 9,6 %                                                          | 10,4 %                                                         | 68,0 %                                                         |
| Prozentanteile gerundet. Quellen: Unterlagen der Stadt Melle Ergebnisse der Bundestags- und Landtagswahlen sind Zweitstimmenergebnisse. |                                                                |                                                                |                                                                |                                                                |                                                                |                                                                |                                                                |                                                                |

### Bürgermeisterin
Bei der Kommunalwahl 2021 setzte sich Jutta Dettmann (SPD) in der Stichwahl gegen ihren parteilosen Gegenkandidaten Frank Vornholt durch und wurde mit 54,97 % zur neuen Bürgermeisterin gewählt und löste damit Reinhard Scholz (CDU) ab. Vereidigt wurde sie in der konstituierenden Stadtratssitzung am 3. November 2021. Jutta Dettmann ist damit die erste Frau in diesem Amt.

### Ortsrat Melle-Mitte
- SPD: 6
- Grüne: 3
- UWG: 1
- FDP: 1
- CDU: 5
- AfD: 1

Der Ortsrat, der den Stadtteil Melle-Mitte der Stadt Melle vertritt, setzt sich aus 17 Mitgliedern zusammen. Die Ortsratsmitglieder werden durch eine Kommunalwahl für jeweils fünf Jahre gewählt. Die aktuelle Amtszeit begann am 1. November 2021 und endet am 31. Oktober 2026. In seiner konstituierenden Sitzung wählte der Ortsrat Uwe Plaß (SPD) zum Ortsbürgermeister. Seine Stellvertreter sind Silke Meier (Grüne) und Tobias Schröder (CDU).
Bei der Kommunalwahl 2021 ergab sich folgende Sitzverteilung:

### Wappen, Flagge und Banner
| Banner, Wappen und Hissflagge |  |
|                               |  |
|                               |  |

Blasonierung:„Das Wappen der Stadt Melle zeigt ein vierspeichiges rotes Rad mit schräger Speichenstellung auf einem silbernen Schild.“ Das älteste bekannte Siegel aus dem Jahre 1532 diente als Grundlage bei der Gestaltung des heutigen Wappens. Das Rad wird als „Wagen Gottes“ (currus dei) gedeutet, ein Zeichen der Kirche und des Evangeliums. Die Fahne der Stadt Melle zeigt als Hissflagge von oben nach unten und als Banner von links nach rechts die Farben der Flagge „weiß-blau-rot“ und das Stadtwappen. Die Farben und das Wappen der bisherigen Samtgemeinden können bei geeigneten Anlässen in den jeweiligen Stadtteilen ebenso gezeigt werden.

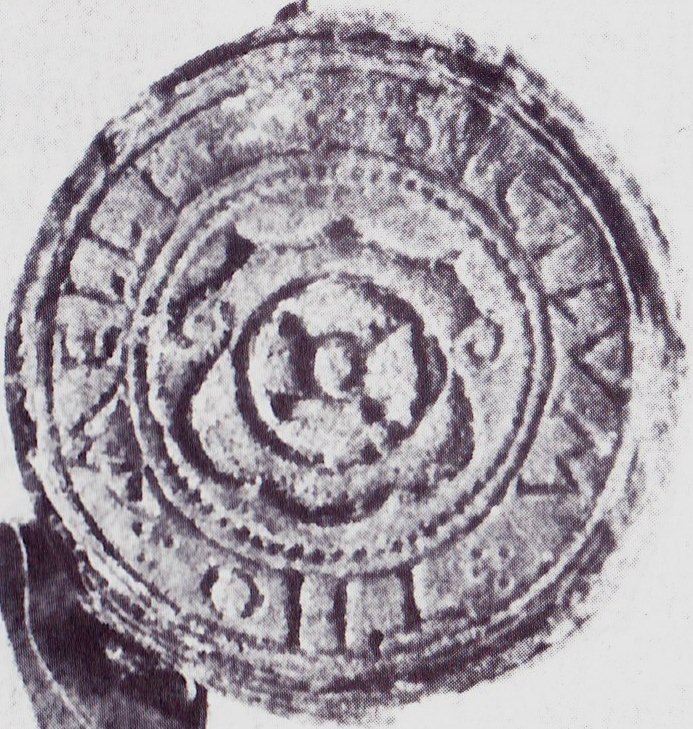
Siegel mit Meller Wappen (1532)

Das Meller Vierspeichenrad ist im Gewölbeabschlussstein des ersten Joches im Hauptschiff der St.-Matthäus-Kirche zu finden. Wann es erstmals benutzt wurde, ist nicht belegt. Vermutlich ist es etwa 200 Jahre nach dem Osnabrücker Bischofswappen, dem stehenden Sechsspeichenrad von 1321, entstanden. Es war zunächst Zeichen der Verbindung der Meller Kirche mit der Domkirche in Osnabrück und ging in der Folge auf die Stadt über. Während des Stadtbrandes von 1649 war auch das Meller Amtssiegel verbrannt. Bei der Neuanfertigung fügte man dem bis dahin einfachen Rad einen Schild als Umrahmung hinzu. 1720 verbrannte mit dem Rathaus neuerlich auch das Meller Stadtsiegel. Bürgermeister Friedrich Joachim von Varendorff ließ bei der Erneuerung die Zahl 1720 einfügen. Später wurde die Umrahmung des Siegels mit prunkvollem Akanthuslaub versehen. Auf einer Steintafel, die ursprünglich an der Rathausmauer angebracht war, ist ein stehendes Vierspeichenrad zu erkennen. Zur Erinnerung an beide zerstörte Rathäuser ist sie 1733 über dem Eingang des dritten Rathauses eingemauert worden. Die heutige amtliche Form des Wappens wurde 1939 durch einen Ministerialerlass festgelegt. Um eine Kreuzform zu vermeiden, fand die Speichenstellung von 1532 dabei Wiederverwendung.

### Städtepartner- und -patenschaften
Durch eine kontinuierliche Pflege der Beziehungen zwischen den Partnerstädten möchte Melle einen Beitrag zum Frieden in der Welt und zu einem stärkeren Zusammenwachsen Europas leisten. Seit den 1960er Jahren wurden zahlreiche kulturelle und persönliche Kontakte geknüpft. Die politische Unterstützung fand bis 1996 durch den Arbeitskreis „Partnerschaft“ Ausdruck. Seitdem werden die Beziehungen durch den Kultur-Tourismus-Ausschuss begleitet.
 Bad Dürrenberg
Aus Anlass des Brunnenfestes in Bad Dürrenberg wurde am 29. Juni 1991 eine Partnerschaftsurkunde unterzeichnet. Beide Städte wollen auf diesem Wege einen Beitrag zur deutschen Einheit leisten. Die Partnerstädte pflegen Kontakte zwischen Vereinen und Institutionen auf sportlicher, kultureller, musikalischer und kirchlicher Ebene.
 Berlin-Reinickendorf

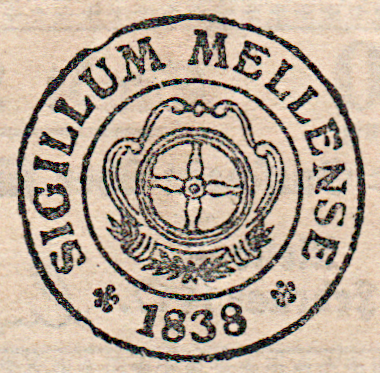
Das Siegel von Melle auf einem Notgeldschein aus dem Jahr 1917.

Das initiale Ereignis der Verbindung zum Berliner Bezirk Reinickendorf basiert auf einer Quizsendung. Melle war zu Beginn der 1960er Jahre Gast in Hans Rosenthals Sendung „Einer gegen alle“. Der eingespielte Erlös wurde dazu verwandt, Berliner Senioren einen Aufenthalt im Grönegau zu ermöglichen. Die Besuche führten im Folgenden zu einer freundschaftlichen Beziehung. Heute beruhen die Kontakte überwiegend auf den Bereichen Schule, Sport, Kultur und Tourismus. Eine Partnerschaftsurkunde wurde am 7. Mai 1988 unterzeichnet.
 Cires-lès-Mello
Melle-Bruchmühlen hat eine Partnerschaft mit Cires-lès-Mello im Département Oise in Frankreich. Die Partnerschaftsurkunde wurde am 27. Mai 1990 unterzeichnet. Mittlerweile beteiligen sich Schüler, zahlreiche Vereine und die Siedlergemeinschaft an dieser Verbindung, die den zwischenmenschlichen Bereich in den Vordergrund stellt.
 Jekabpils
Im Jahre 1993 überbrachte ein Einwohner des Ortsteils Melle-Wetter die Bitte des Bürgermeisters der Stadt Jēkabpils (Jakobstadt) in Lettland, mit der Stadt Melle partnerschaftliche Beziehungen auf den Gebieten Sport, Kultur und Kriegsgräberfürsorge zu bilden. Ein deutsch-baltischer Freundeskreis (DBF) wurde am 17. Dezember 1994 mit dem Hauptziel gegründet, die in der Hansezeit wurzelnden historischen Beziehungen zu den baltischen Ländern wiederzubeleben. Eine erste Reise nach Litauen und Lettland fand im Juni 1996 statt. Nachdem auch in Jekabpils ein Pendant zum DBF in Melle gegründet worden war, erfolgte am 5. September 1998, anlässlich des Blüten und Trachtenfestes in Melle, die Unterzeichnung der Freundschaftsurkunde zwischen beiden Städten.
 Regenwalde
Nach der Gebietsreform 1972 übernahm die Stadt Melle die bestehende Patenschaft des Kreises Melle für den Kreis Regenwalde in Polen. Alle zwei Jahre findet das traditionelle „Regenwalder Treffen“ in Melle statt. Die Veranstaltungen werden ebenso von Bewohnern des früheren Pommerschen Kreises Regenwalde besucht, die aus allen Teilen der Bundesrepublik Deutschland und benachbarten Ländern nach Melle kommen, um Erinnerungen an die Heimat aufleben zu lassen. In der Alten Posthalterei in Melle wurde eine Regenwalder Heimatstube eingerichtet.
 Melle
Die seit 1969 bestehende Partnerschaft mit Melle (Deux-Sèvres) in der Region Nouvelle-Aquitaine wird insbesondere von den Gymnasien beider Städte getragen. Jedes Jahr findet ein Schüleraustausch statt, wobei die Schülergruppen aus Melle in Frankreich jeweils im Rathaus offiziell empfangen werden. Zahlreiche Kontakte bleiben auch über den Schulbesuch hinaus erhalten.
 New Melle
Auswanderer aus dem Raum Melle fanden im 19. Jahrhundert im Bundesstaat Missouri in den USA eine neue Heimat, der sie den Namen New Melle gaben. Einige familiäre Verbindungen blieben erhalten, und es gründete sich ein deutsch-amerikanischer Freundeskreis, der den Kontakt pflegt. Eine Freundschaftsurkunde wurde am 16. Juni 1988 unterzeichnet.
 Niğde
Maßgeblich für die freundschaftlichen Kontakte zu Niğde in der Türkei ist der deutsch-türkische Arbeitskreis. In den Herbstferien 1991 besuchte eine Meller Reisegruppe die Stadt Niğde. Die Reise wurde vom DTAK als Studienreise durchgeführt, um das Alltagsleben in einer türkischen Provinzhauptstadt kennenzulernen. Im Folgenden empfahl der Ausländerbeirat der Stadt Melle die Aufnahme einer Städtepartnerschaft, die mit einer Freundschaftsurkunde am 31. August 1996 besiegelt wurde. Das türkische Generalkonsulat in Hannover bestätigte am 30. Mai 1994 offiziell eine Schulpartnerschaft zwischen den Gymnasien beider Städte.
 St. Denijs-Westrem (Gent)
Die Partnerschaft zu Sint-Denijs-Westrem, heute Stadtteil von Gent in Belgien, ist vor allem durch persönliche Kontakte zwischen den Bürgern beider Städte gekennzeichnet. Neben den offiziellen Begegnungen tragen unterschiedliche Musikgruppen, Schulen, Sportvereine, der Stadtjugendring Melle, die Arbeiterwohlfahrt und Heimat- und Verschönerungsvereine zu einem regelmäßigen Austausch bei.
Die Partnerschaftsurkunde wurde am 10. Januar 1969 unterzeichnet. Seit St. Denijs-Westrem ein Teil der Stadt Gent geworden ist, hat diese die Partnerschaft unterstützt und letztlich übernommen.
 Torschok
Anlässlich des Blüten- und Trachtenfestes am 6. September 1994 erfolgte die Unterzeichnung der Partnerschaftsurkunde über die Städtepartnerschaft mit der Stadt Torschok in Russland. In der Urkunde erklären beide ihre Bereitschaft zur Verständigung und zur Vertiefung der osteuropäischen Beziehungen. Bereits seit März 1991 wurden regelmäßige Lebensmitteltransporte nach Torschok durchgeführt. Durch die Kontakte zwischen den Krankenhäusern beider Städte konnte Torschok mit Medikamenten und medizinischen Geräten versorgt werden. Melle stiftete ein durch Spenden finanziertes Rettungsfahrzeug für seine Partnerstadt. Im Zuge des Angriffs Russlands auf die Ukraine entschied der Stadtrat die Beziehung vorübergehend ruhen zu lassen.
     Vier-, jetzt Sechs-Dörfer-Partnerschaft
Der Meller Ortsteil Eicken-Bruche unterhält seit 1965 eine Verbindung zu den „Eichendörfern“ Eke (Gemeinde Nazareth) in Belgien, Eecke (Arrondissement Dunkerque) in Frankreich und Eiken (Kanton Aargau) in der Schweiz. Diese Dörfer treffen sich seit 1965 alle zwei Jahre zum Vierdörfertreffen abwechselnd in den jeweiligen Partnergemeinden. Eine Partnerschaftsurkunde wurde im Juni 1993 unterzeichnet. Seit 2005 nehmen auch die Ortschaften Eyke (Vereinigtes Königreich) in der Grafschaft Suffolk, Provinz East Anglia, etwa 40 km von Ipswich entfernt, und Egtved (Dänemark) bei Vejle in Sydjylland regelmäßig an den Treffen der „Eichendörfer“ teil.
 Röckwitz
Melle-Wellingholzhausen pflegt eine Partnerschaft mit Röckwitz in Mecklenburg-Vorpommern.
 Melle
Seit Oktober 2014 unterhält die Stadt eine Partnerschaft mit Melle bei Gent in Belgien.

## Kultur und Sehenswürdigkeiten

### Theater
Die Waldbühne Melle ist eine Freilichtbühne in einem alten Steinbruch auf dem Meller Berg (Wiehengebirge), gegründet im Jahr 1950. In der Nacht vom 6. auf den 7. Mai 2007 wurde durch einen Brandanschlag ein großer Teil der Bühne und des Bühnenbildes zerstört. Nach den anschließend durchgeführten Erneuerungsarbeiten steht die Waldbühne wieder dem zahlreichen Publikum offen.
Der Kulturring Melle führt im „Städtischen Festsaal“ am Schürenkamp regelmäßige Theateraufführungen durch. Die Kulturwerkstatt Melle-Buer organisiert mit unterschiedlichen Schauspieltruppen Aufführungen und von Laienspielvereinigungen finden in den Stadtteilen Gesmold, Sondermühlen (plattdeutsch im Januar) und Wellingholzhausen sowie Westerhausen (durch die Laienspielschar des Gesangvereins) weitere Veranstaltungen statt.
2007 gründete sich die Theaterbande Phoenix als ein Tourneetheater mit Spielstätten schwerpunktmäßig im Osnabrücker Land. Sitz der Theatergruppe ist Melle.
Musiktheatrale Performances sind außerdem auch im 1976 gegründeten Kulturzentrum Wilde Rose in Altenmelle zu erleben, das regelmäßig Kurse und Veranstaltungen zu verschiedenen Themen anbietet.

### Museen

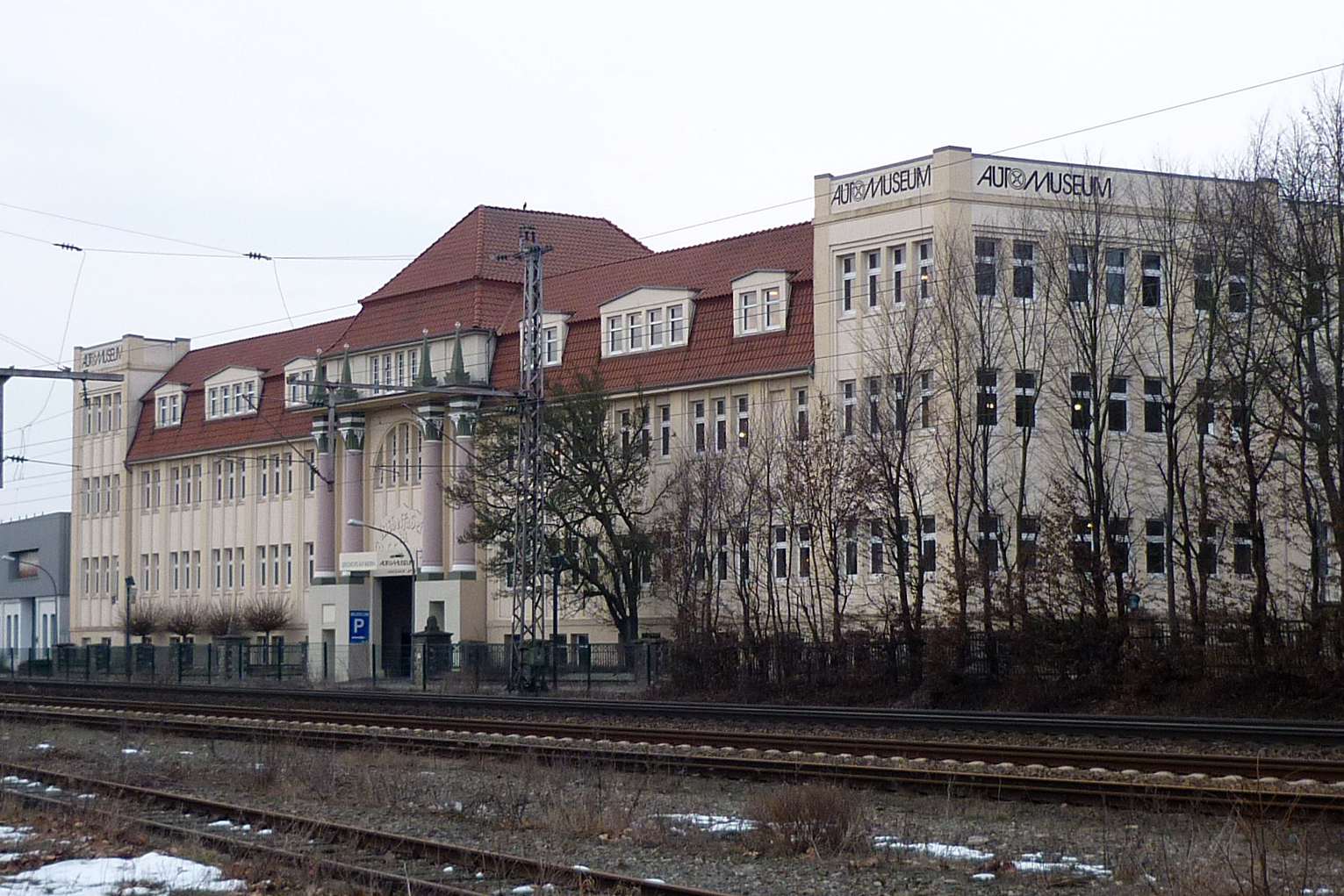
Automuseum Melle

#### Automuseum Melle
Das Automuseum Melle liegt unweit des Meller Bahnhofs. In den denkmalgeschützten Hallen stehen auf drei Etagen knapp 3000 m² Fläche zur Verfügung, von denen zwei Etagen als Ausstellungsfläche und eine Etage als Fundus genutzt werden. Es zeigt den Besuchern etwa 300 Fahrzeuge verschiedener Epochen als Leihgaben in ständigem Wechsel. Das Automuseum wurde 1984 in Ibbenbüren gegründet. Im Jahre 1997 zog es in die Räume der ehemaligen Möbelfabrik Melchersmann an der Meller Pestelstraße um. Mehr als 2000 verschiedene historische Fahrzeuge wurden bislang präsentiert.

#### Grönegaumuseum

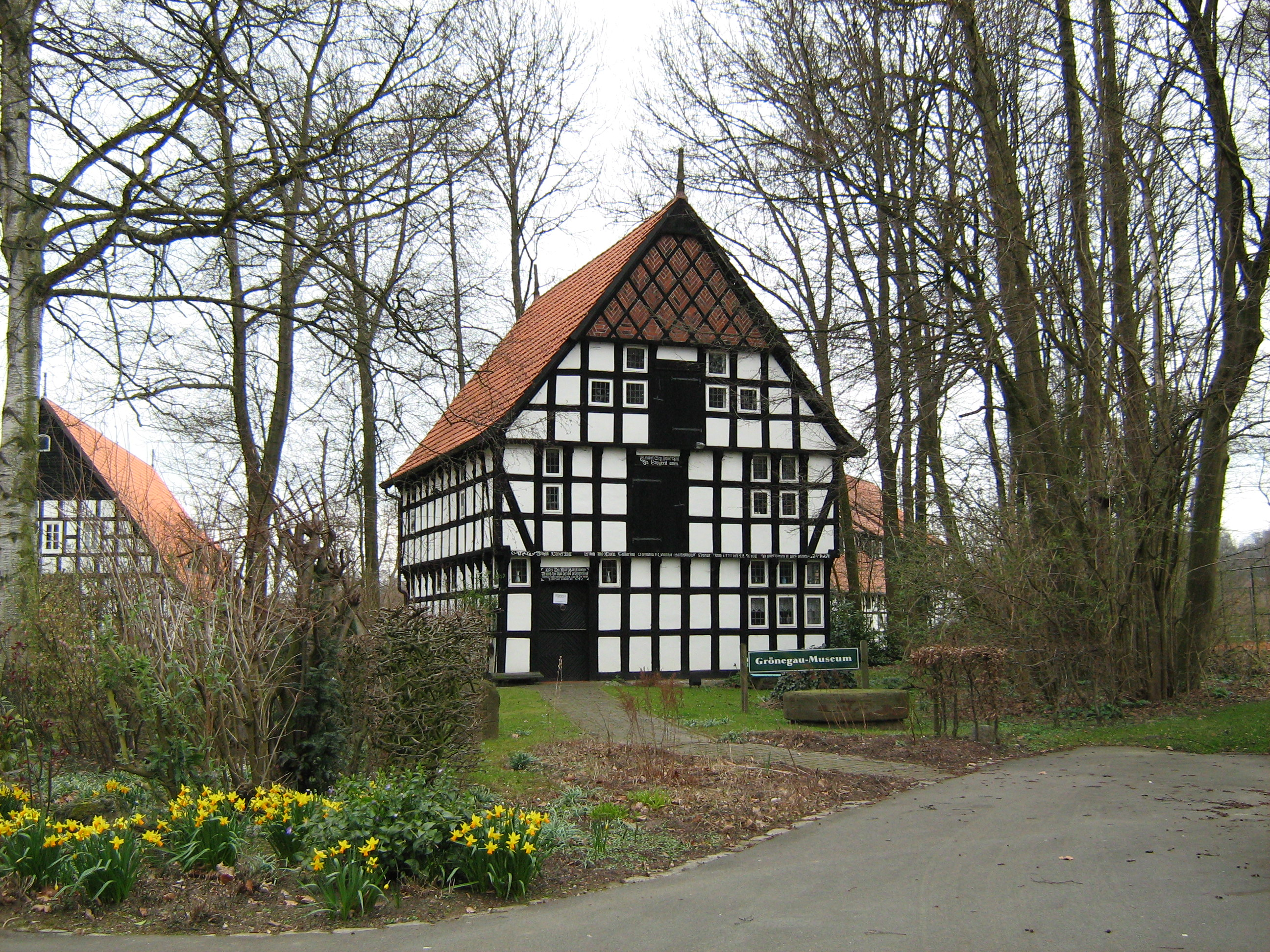
Grönegaumuseum

Das Grönegaumuseum ist ein heimatgeschichtliches Museum. Es erstreckt sich über vier historische Gebäude, ein ansehnliches Ensemble von regionaltypischen Fachwerkhäusern. Das älteste davon ist der 1527 erbaute Speicher. Am 18. Juni 1914 gab der damals neu gewählte Bürgermeister Meyer zum Gottesberge die Anregung, historische Gegenstände zwecks Gründung eines Museums zu sammeln. Aufgrund des Ersten Weltkrieges wurde das Anliegen erst 1919 vom Heimatverein umgesetzt. Die gesammelten Exponate lagerte man zunächst im Rathauskeller. 1936 entstand in dem von der Stadt erworbenen Haus des Amtsvogtes Stork in der Haferstraße das erste Museum. 1940 beschloss der Stadtrat die Gründung eines Museumshofes im Grönenbergpark. Hierzu wurde zunächst ein Gebäude von 1777 erworben. Die 1960 erfolgte Neugründung geht auf die Arbeit der Kulturhistorikerin Maria Heilmann zurück. Das Museum befasst sich mit der bäuerlichen und handwerklichen Tradition des Grönegaus und des Altkreises Melle. Zu sehen sind Exponate wie: Geschirr, Möbel, bäuerliche Gerätschaften, Kleidung sowie eine voll ausgestattete Schmiede und eine Tischlerwerkstatt. Das Museum liegt im Grönenbergpark zentral in Melle.

#### Traktoren- und Landmaschinen-Museum
Das Traktoren- und Landmaschinen-Museum in Buer-Meesdorf zeigt historische Schlepper und andere alte landwirtschaftliche Maschinen. Es ist für Besucher an jedem ersten Sonntag im Monat geöffnet.

#### Sigmund-Strecker-Museum
Die Hauptstelle „Haus der Bilder“ des Sigmund-Strecker-Museums in Neuenkirchen zeigt Werke des expressionistischen Malers Sigmund Strecker. Strecker selbst war nach seinem Kriegsdienst Bürger Neuenkirchens. Zusammen mit der Museumsinsel in Halle schafft das Museum einen Brückenschlag über den „Blauen Teuto“, den Strecker besonders gerne gemalt hat.

### Bauwerke

#### Rathaus in Melle-Mitte

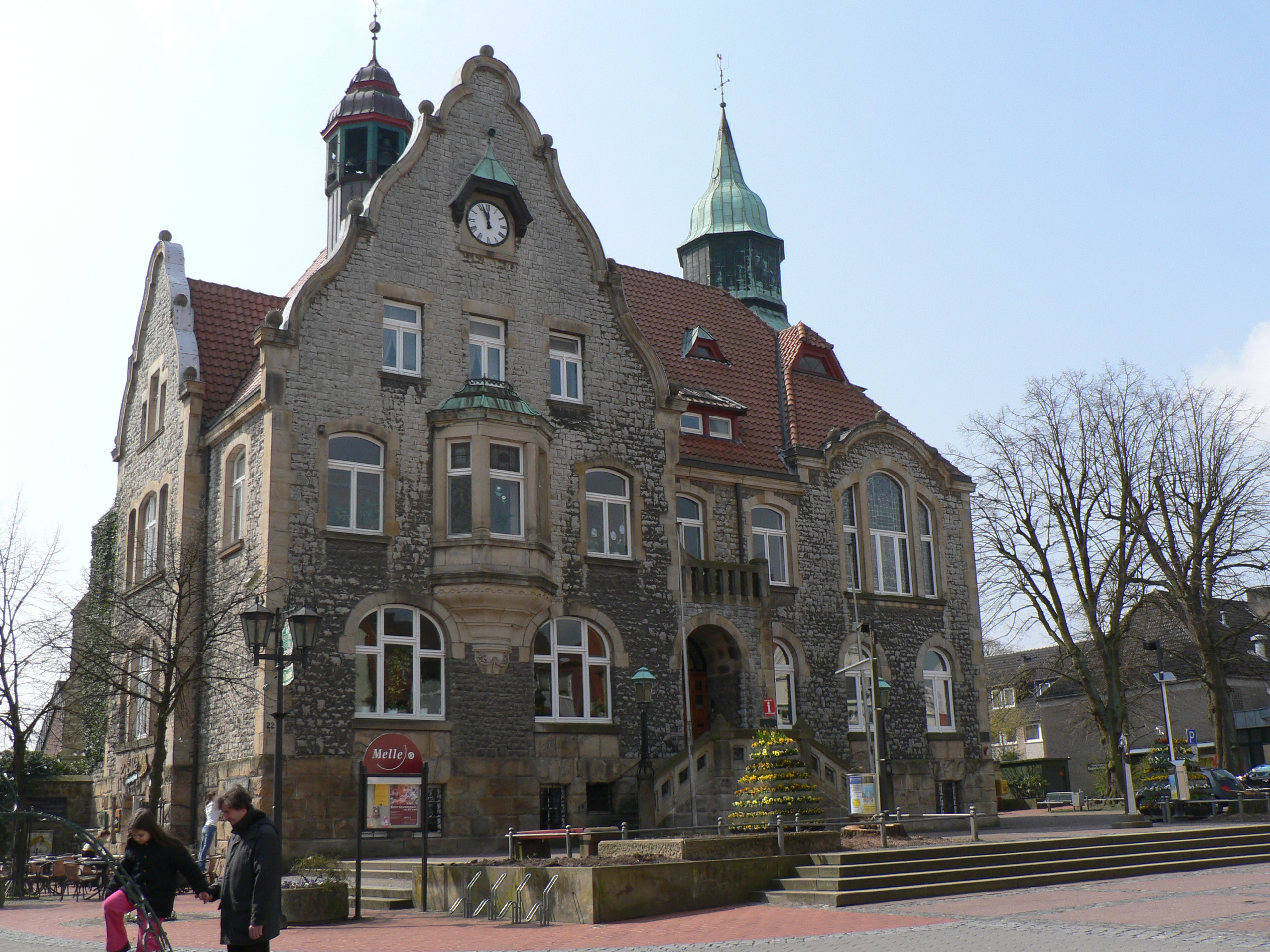
Meller Rathaus

Sitz der Verwaltung ist das Rathaus am Marktplatz nahe der katholischen und evangelischen Kirche. Schmuckstück des Hauses ist der Sitzungssaal mit großen bleiverglasten Buntglasfenstern, auf denen neben Wappen und reichem Zierrat ein Spruch eingearbeitet wurde: Das Wohl der Gemeinde – das höchste Gesetz. 1910 als repräsentatives Gebäude errichtet, wurden in den 1960er und 70er Jahren einzelne Teilbereiche in neue Gebäude an der Gesmolder Straße, der Grönenberger Straße und dem Schürenkamp ausgelagert. Das älteste Rathaus wurde im Jahr 1649 durch einen Brand zerstört. Im Jahr des großen Meller Stadtbrandes 1720 fiel auch das zweite Rathaus den Flammen zum Opfer. Das daraufhin 1733 in einfacher funktionaler Bauweise erbaute dritte Rathaus wurde 1908 abgerissen, um für das heutige Platz zu schaffen.
Neben den Türmen der beiden Kirchen wirkt der Rathausturm zierlich. Für die Bürger ist er jedoch bedeutsam. In ihm ist ein Glockenspiel untergebracht, das täglich morgens um 8:00 Uhr einen Choral, mittags um 12:00 Uhr ein Volkslied und abends um 18:00 Uhr ein Abendlied erklingen lässt. Das Glockenspiel stiftete der nach Amerika ausgewanderte Meller Bürger John Kruse. Es erklang erstmals am vierten Advent 1924. Im Zweiten Weltkrieg mussten die Glocken abgegeben werden. Sie wurden zu Kriegszwecken eingeschmolzen. Durch eine Spendenaktion konnten 1951 neue Glocken angeschafft werden.

#### Alte Posthalterei in der Haferstraße

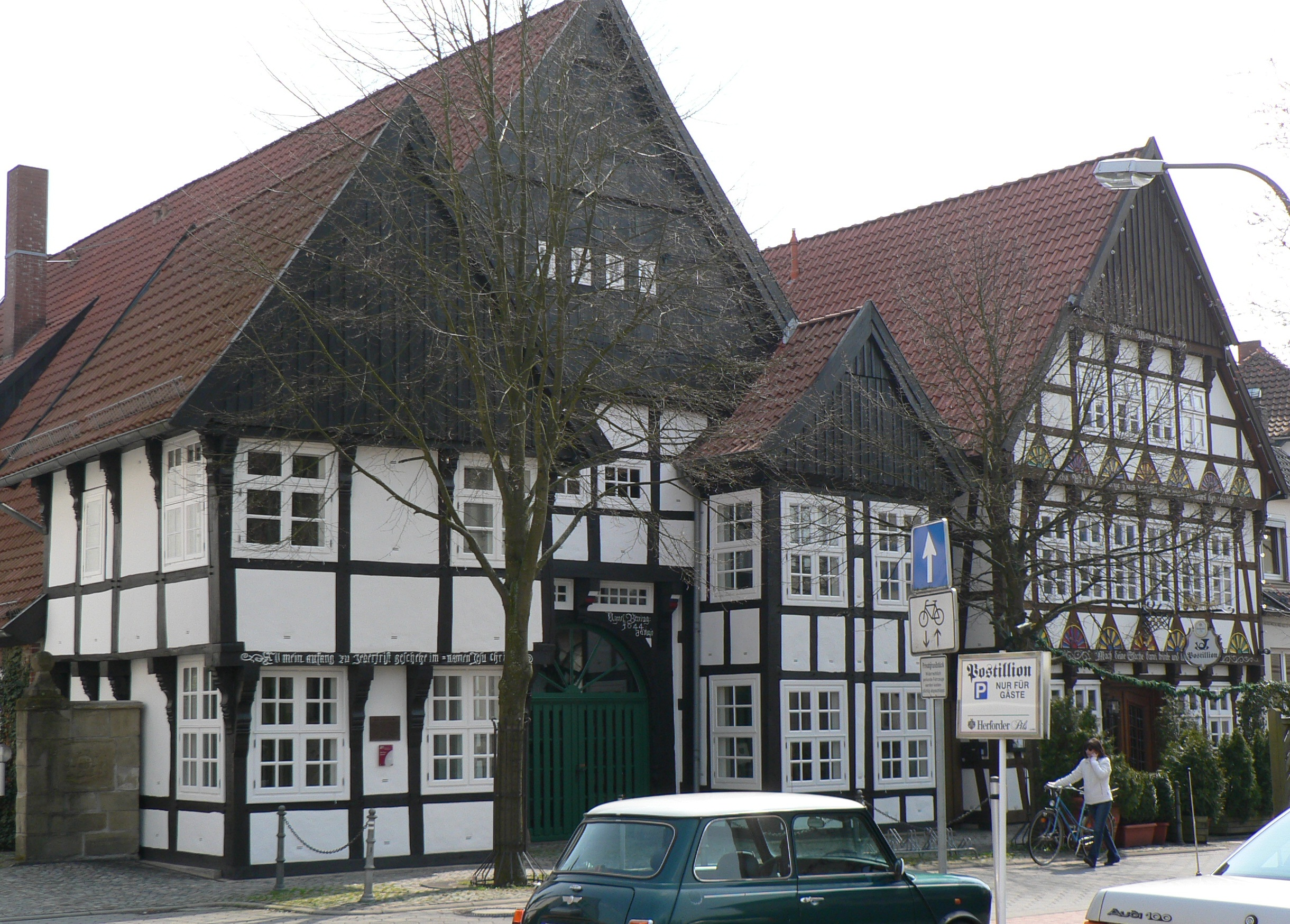
Alte Posthalterei

Die ehemalige Meller Posthalterei wurde 1644 als Bürgerhaus errichtet. Es überstand als eines der wenigen Häuser den großen Stadtbrand von 1720. Im 18. und 19. Jahrhundert diente das Gebäude als Posthalterei und war im Besitz der Familie Meyer. Von etwa 1750 an bestand regelmäßiger Postverkehr für Personen und Güter nach Osnabrück und Bielefeld. Etwa 20 bis 25 Pferde standen in der Posthalterei für einen Wechsel bereit. Durchreisende Gäste konnten hier ein Quartier für die Nacht erhalten. Später wurde das Gebäude als Geschäftshaus mit dem Namen Haus Prior genutzt. 1987/88 wurde es von der Stadt Melle restauriert und in Alte Posthalterei umbenannt. Heute finden hier öffentliche Veranstaltungen wie beispielsweise Vernissagen statt. Die Regenwalder Heimatstube dokumentiert die Verbundenheit zur Partnerstadt Regenwalde.

#### Schloss Gesmold

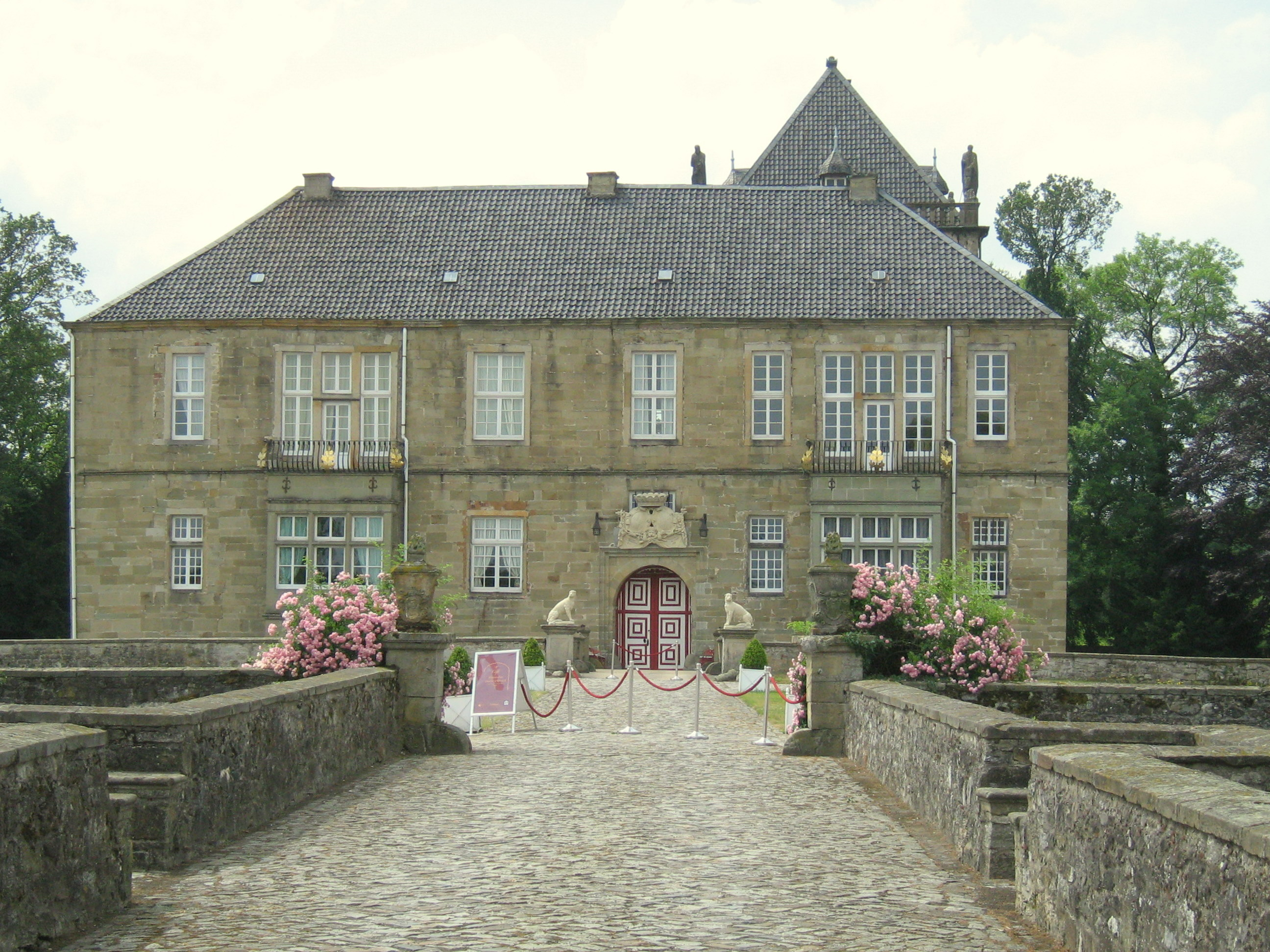
Hauptgebäude des Schlosses Gesmold

Um das Jahr 1000 legten Franken an der alten westöstlichen Heerstraße entlang dem Wiehengebirge einen Meyerhof an, der zur Beaufsichtigung und zum Schutz der Wege von Osnabrück über Gesmold und Melle nach Herford diente. Die Ansiedlung erhielt den Namen „Gesmelle“, frei übersetzt „Hof vor Melle“. Die älteste Urkunde stammt aus dem Jahr 1160. Mit ihr erhielt Bernhard von Gesmel vom Osnabrücker Bischof zur Abwehr von Gefahren das Recht, eine Burg zu errichten. Im Sumpfgelände an der Else wurde auf Eichenstämmen ein Wohn- und Wehrturm erbaut und mit breiten Gräben gesichert. Das Schloss ist im 13. Jahrhundert erbaut worden und erfuhr in den Jahren 1544 bis 1559 eine Erweiterung. Die Schlossanlage hatte zwei Vorburgen und war von drei Befestigungsgräben umgeben. Über diese führte jeweils eine Zugbrücke zum Hauptgebäude. In der Barockzeit entstand ein französischer Garten mit Freitreppe und eine Orangerie. Später wurden Garten und Park im englischen Stil umgestaltet.
Nachfolgend die Droste oder Freiherren auf Schloss Gesmold:
von ca. 1100 bis 1400 die Herren von Gesmel; von 1400 bis 1540 die Herren von dem Bussche; von 1540 bis 1608 die Droste von Amelunxen; von 1608 bis 1664 die Bischöfe von Osnabrück u. a. Kardinal Franz Wilhelm Reichsgraf von Wartenberg; seit 1664 bis heute die Freiherren von Hammerstein.

#### Gut Ostenwalde

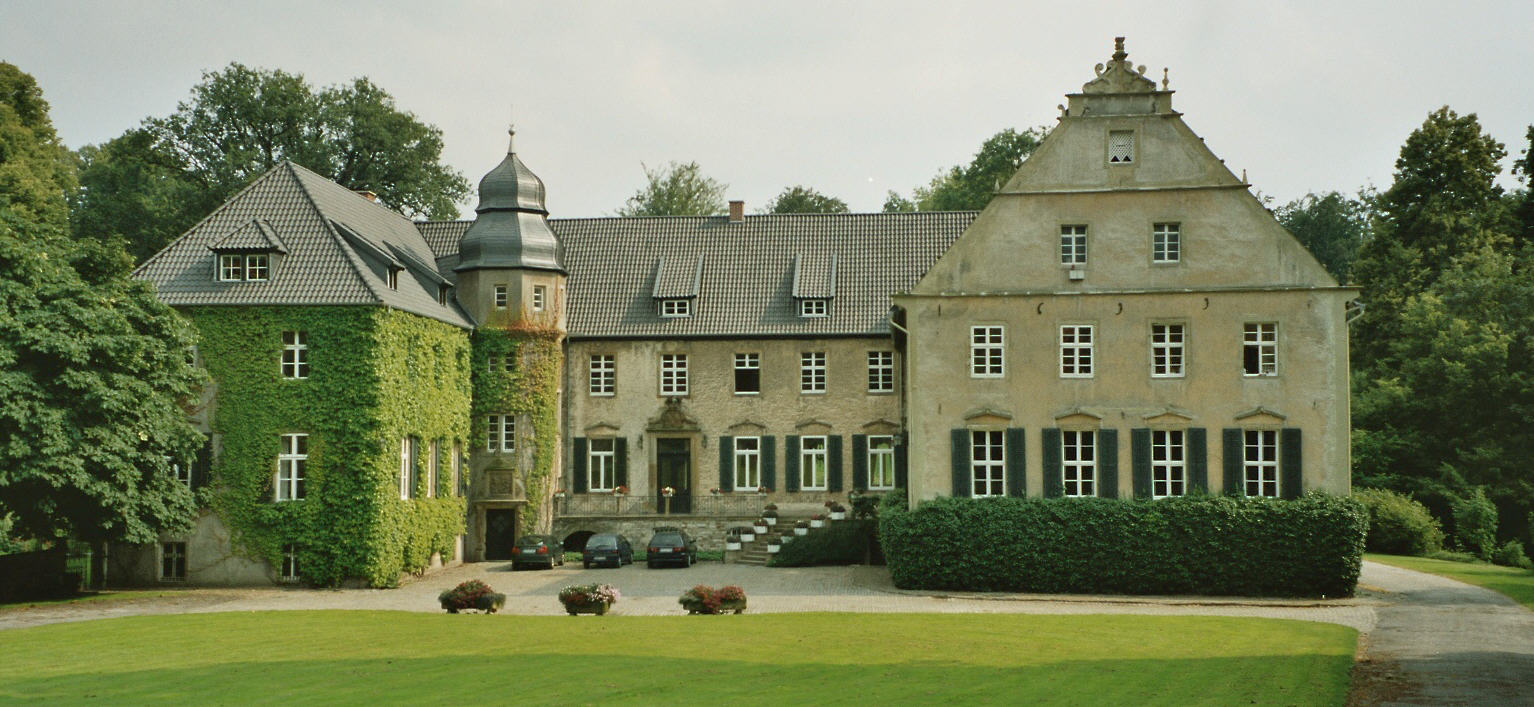
Gut Ostenwalde

Das Gut Ostenwalde ist eine Schlossanlage zwischen den Stadtteilen Oldendorf und Buer gelegen. Die erste urkundliche Erwähnung stammt aus dem Jahr 1343. Besitzer war schon zu dieser Zeit die Familie von Vincke. Das Gut besteht aus einem dreiflügeligen Herrenhaus. Die Bauabschnitte stammen aus den Jahren 1698, 1780 und 1908. Auf dem Gelände befindet sich auch eine Ölmühle von 1681. Am Eingang an der Straße steht ein Brunnen mit wasserspeiendem Widderkopf. Ostenwalde war nach dem Zweiten Weltkrieg für einige Jahre Hauptquartier von Feldmarschall Bernard Montgomery. Auf dem Gelände der alten Orangerie finden heute regelmäßig Vernissagen statt.

#### Diedrichsburg

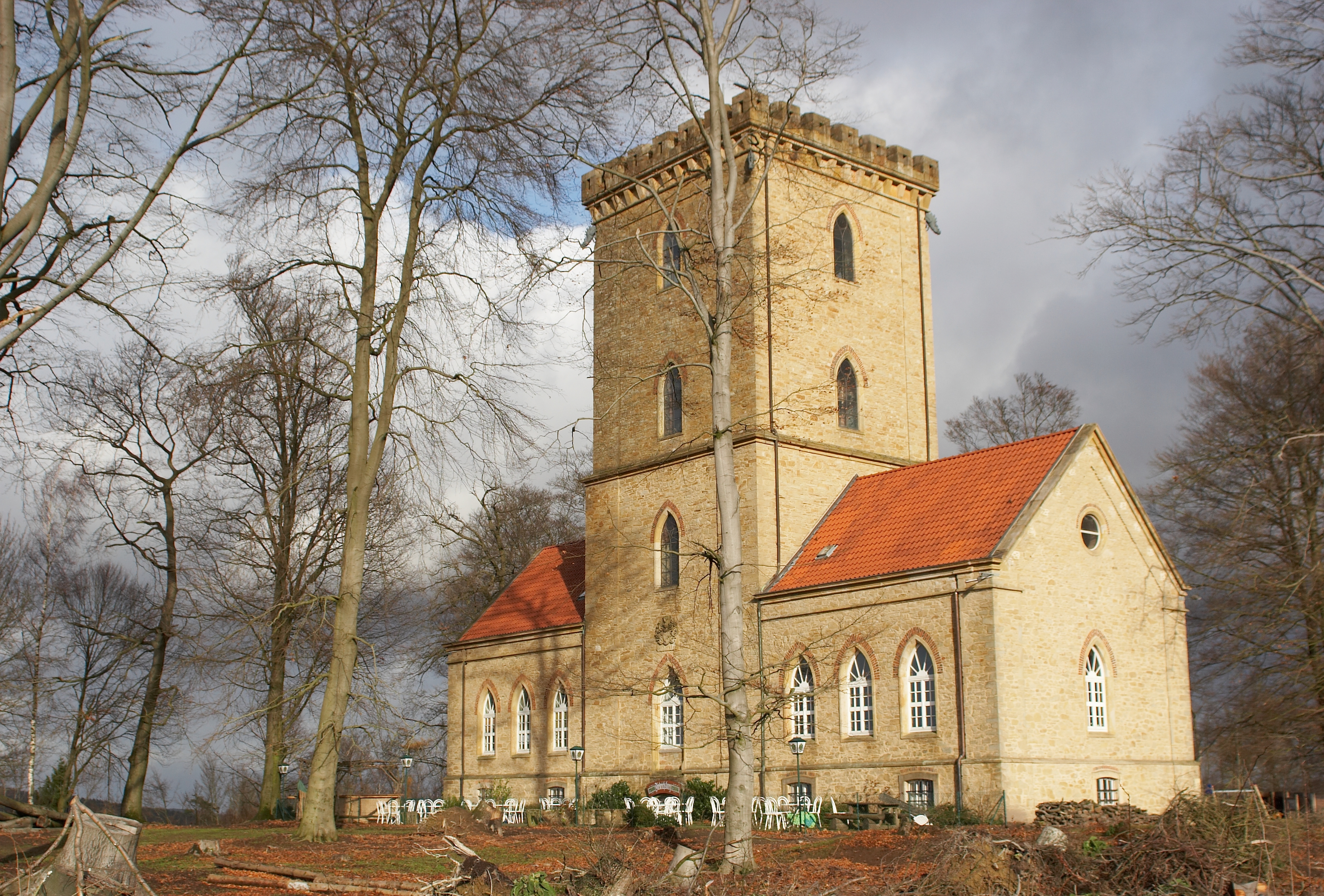
Die Diedrichsburg

Die Diedrichsburg ist eine Höhenburg im neogotisch/neoromanischen Stil als Nachahmung eines mittelalterlichen Wehrturmes. Sie wurde auf dem Höhenzug des Meller Berges erbaut. Die Burg liegt inmitten des mehr als 200 ha großen Wildparks Diedrichsburg mit zahlreichen, freilaufenden Wildschweinen und Rehwild. Sie entstand im Zuge des Historismus und der Burgenromantik in den Jahren 1844 bis 1860 im Auftrag von General Ernst Freiherr von Vincke. Die Familie von Vincke hat auf dem nahe gelegenen Gut Ostenwalde einen Sitz. Vollendet wurde der Bau unter Ernst von Vinckes Schwiegersohn Graf Werner von der Schulenburg-Wolfsburg. Baumeister war der königlich-hannoversche Baurat Emanuel Quaet-Faslem.

#### Aussichtstürme

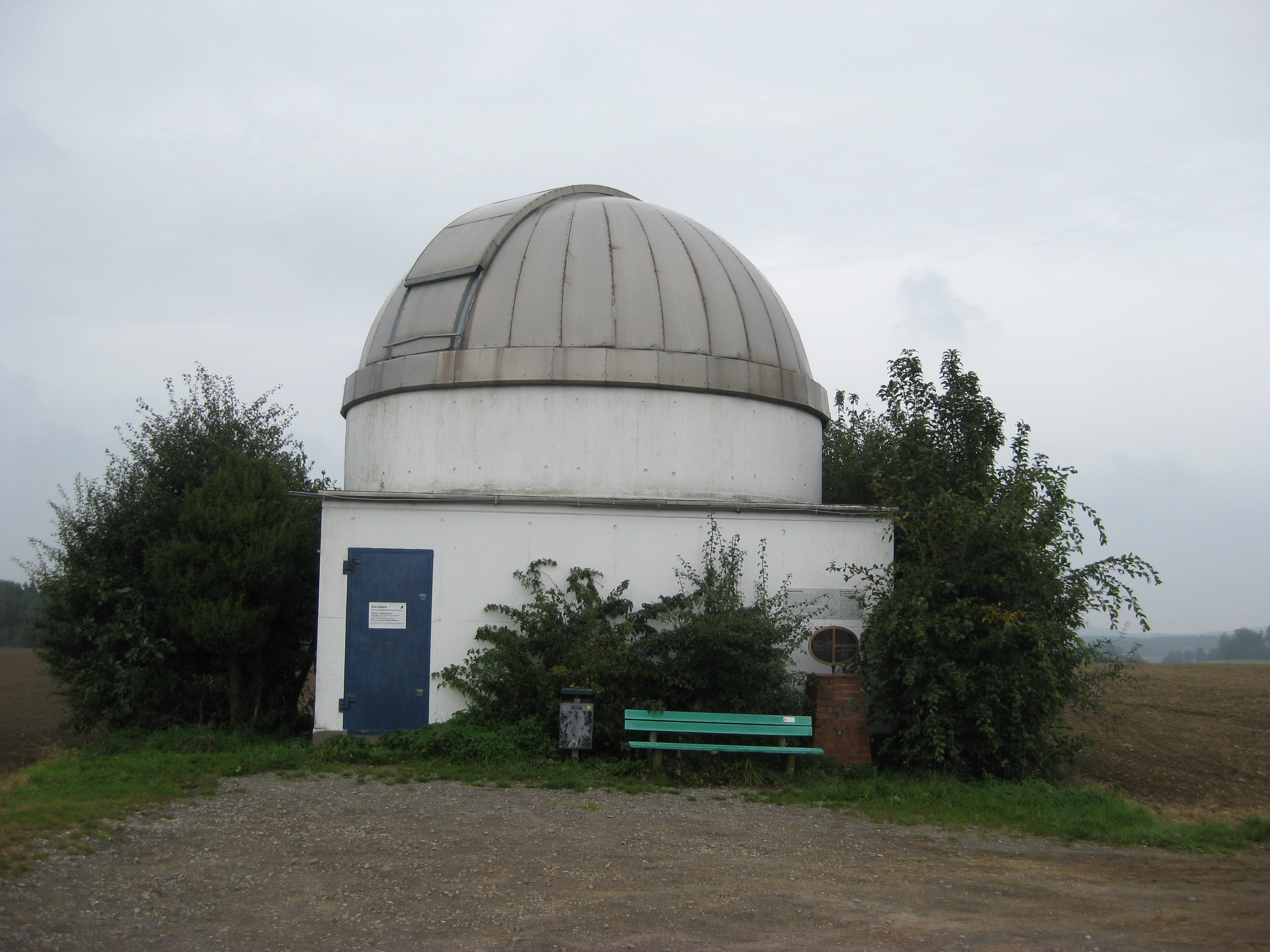
Sternwarte Melle

Im Gebiet der Stadt Melle stehen verschiedene Aussichtstürme: auf der Ottoshöhe am Südhang der Meller Berge der 28,5 Meter hohe, überdachte, aus Holz gebaute Aussichtsturm Ottoshöhe; auf dem Gipfel des Beutlings in Wellingholzhausen ein 30 Meter hoher Turm; auf der Friedenshöhe in Buer ein 28,6 Meter hoher Holzturm und auf dem Meller Berg im Wildpark Diedrichsburg die Diedrichsburg mit Aussichtsplattform auf dem 26 Meter hohen Burgturm.

#### Sternwarten
In der Umgebung von Melle befinden sich mit der EXPO-Sternwarte Melle und der Volkssternwarte Melle zwei Sternwarten, die regelmäßig öffentliche Führungen anbieten. Die EXPO-Sternwarte in Melle-Oberholsten betreibt das größte Newton-Teleskop, das für die öffentliche Beobachtung genutzt wird.

#### Weitere Sehenswürdigkeiten

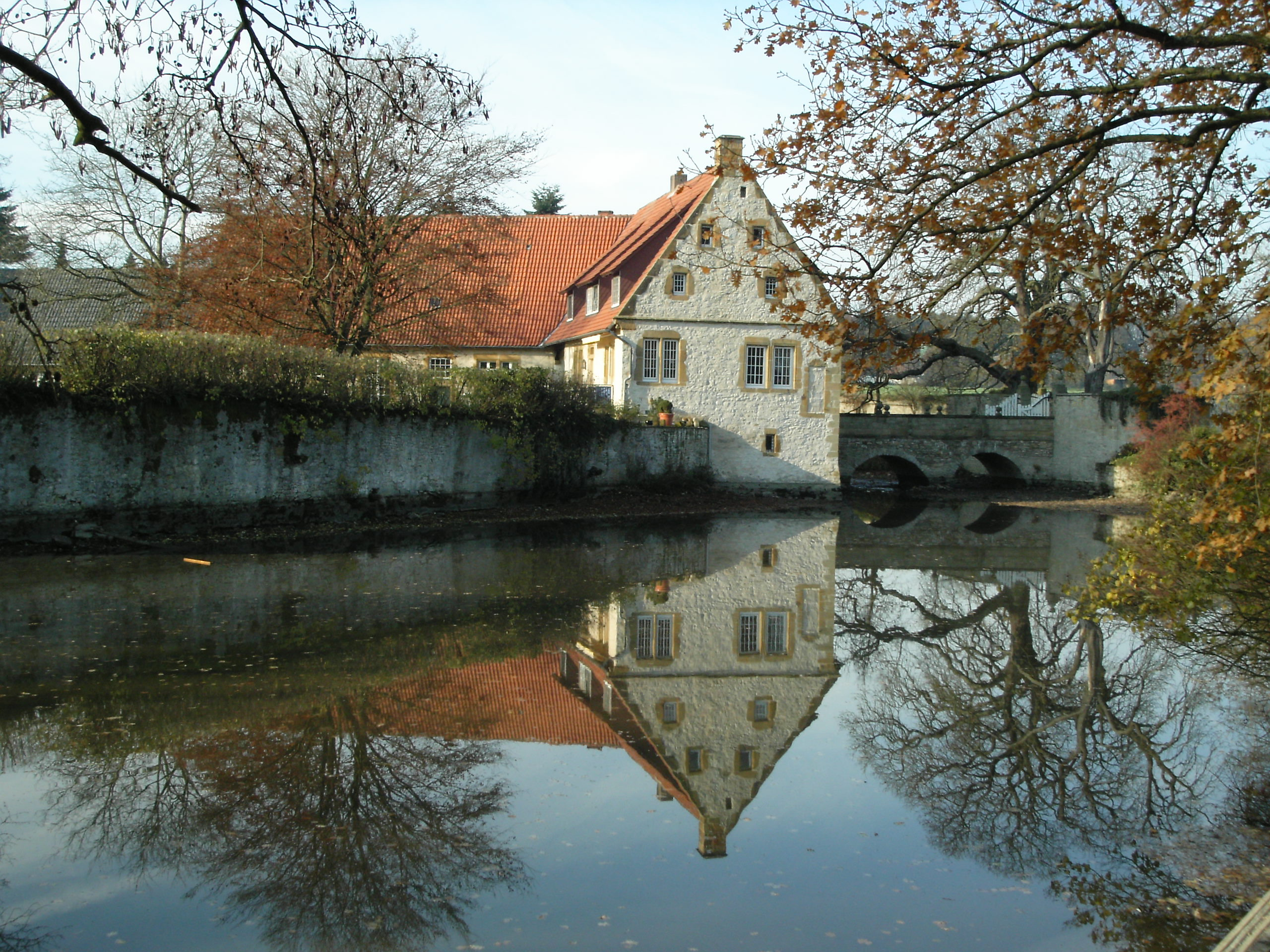
Gut Sondermühlen

- Im Haus vor Melle lebte Justus Mösers Tochter Jenny von Voigts, eine Brieffreundin Goethes von 1768 bis 1796.
- Das Schloss Bruche befindet sich östlich von der Innenstadt.
- Das Gut Rabingen ist ein Herrschaftsgebäude nahe am Grönenbergpark in der Meller Innenstadt.
- Die Anlage des Gutes Sondermühlen, umgeben von einer Teichanlage, liegt östlich des Stadtteils Sondermühlen.
- Das Gut Warmenau ist ein ehemaliges Rittergut im Ortsteil Schiplage-St. Annen, unmittelbar an der Grenze zwischen Niedersachsen und Nordrhein-Westfalen.
- Das Schloss Königsbrück, im Stadtteil Neuenkirchen, ist eine vormals als dreigeschossige Wasserburg erbaute Vierflügelanlage im Stil der Weserrenaissance, die von einem Doppelgrabensystem umgeben war.
- Die Hoyeler Mühle ist eine alte Windmühle in Westhoyel.
- Der Kalkofen Westerhausen liegt am Westerhausener Berg. Er wurde 1996 renoviert.

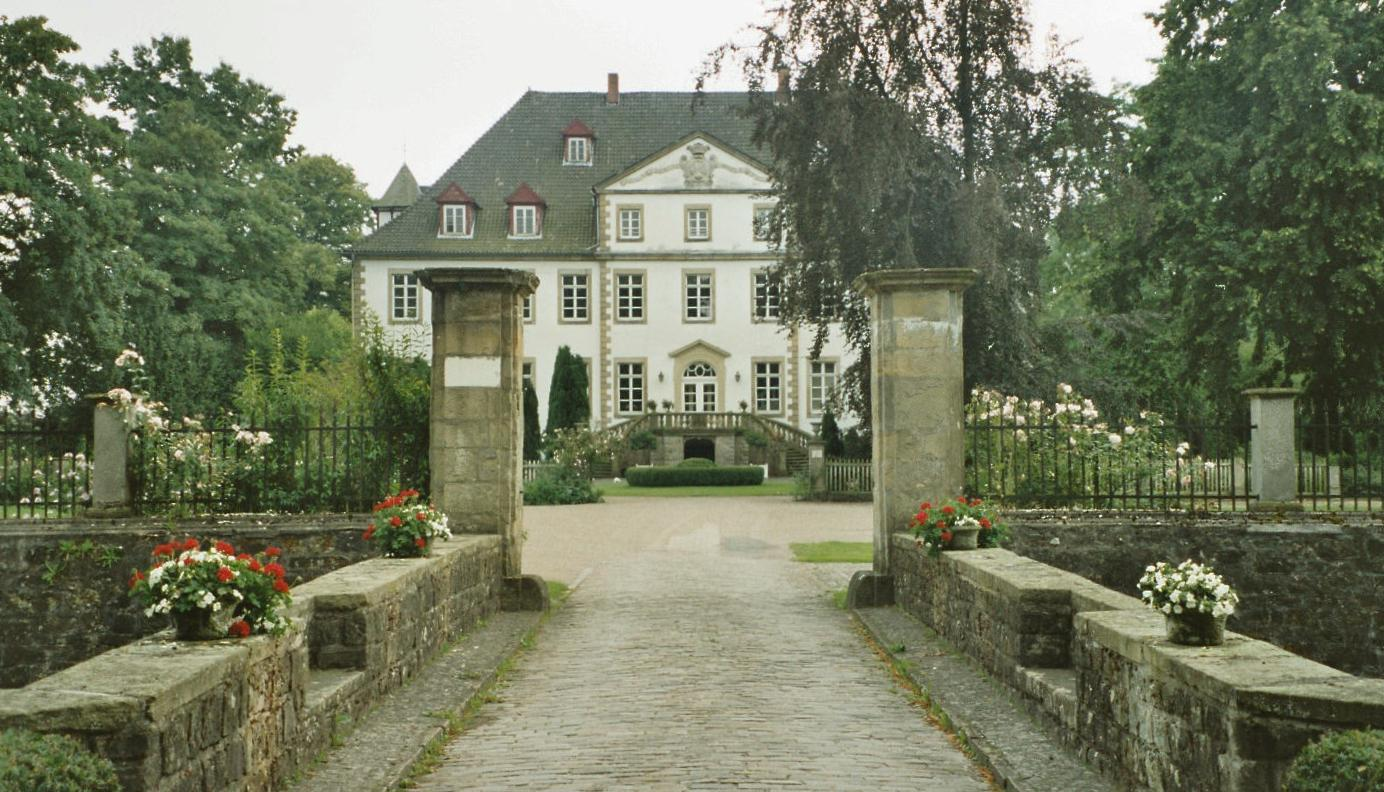
Gut Bruche
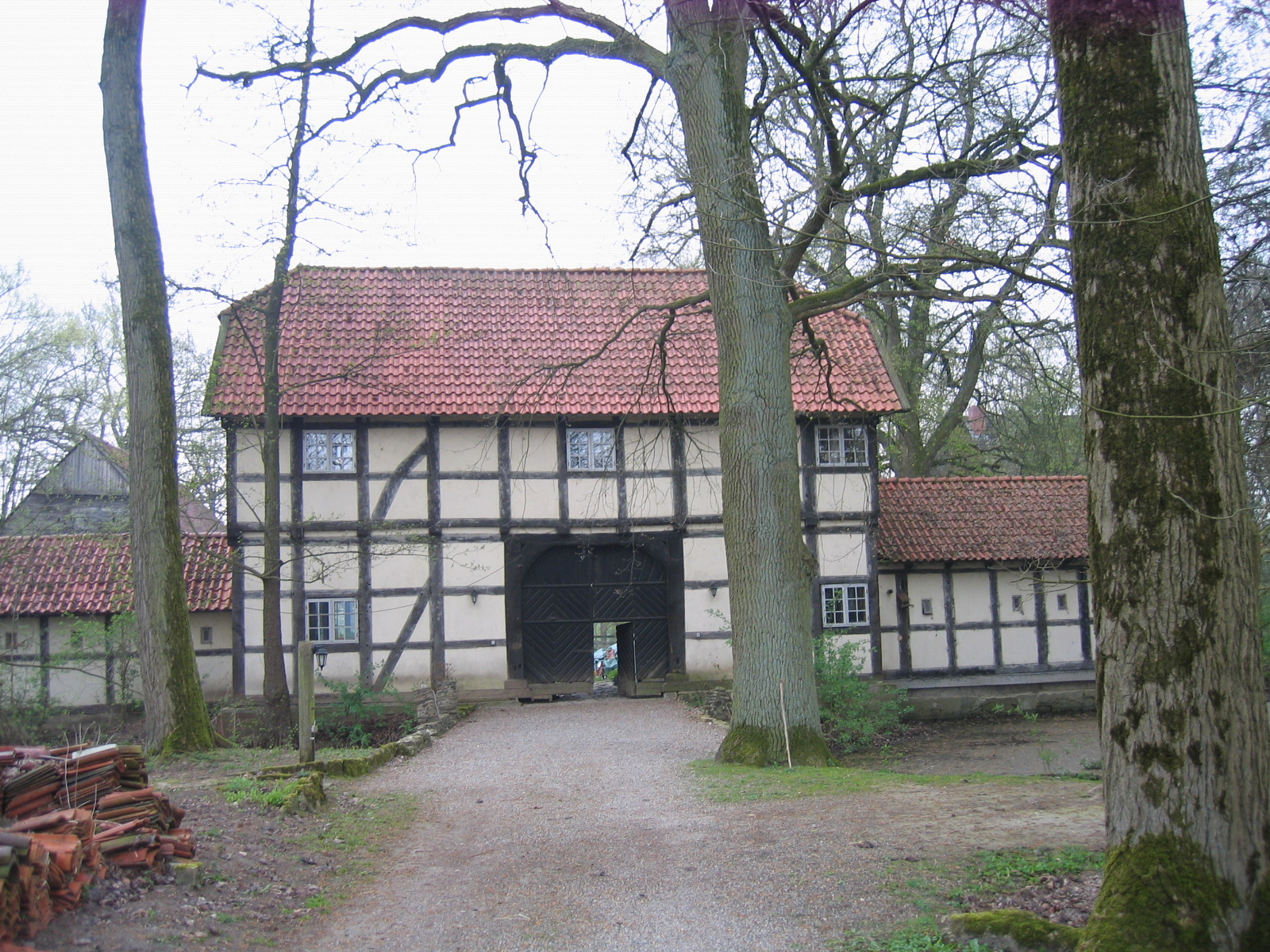
Torhaus des Gutes Warmenau
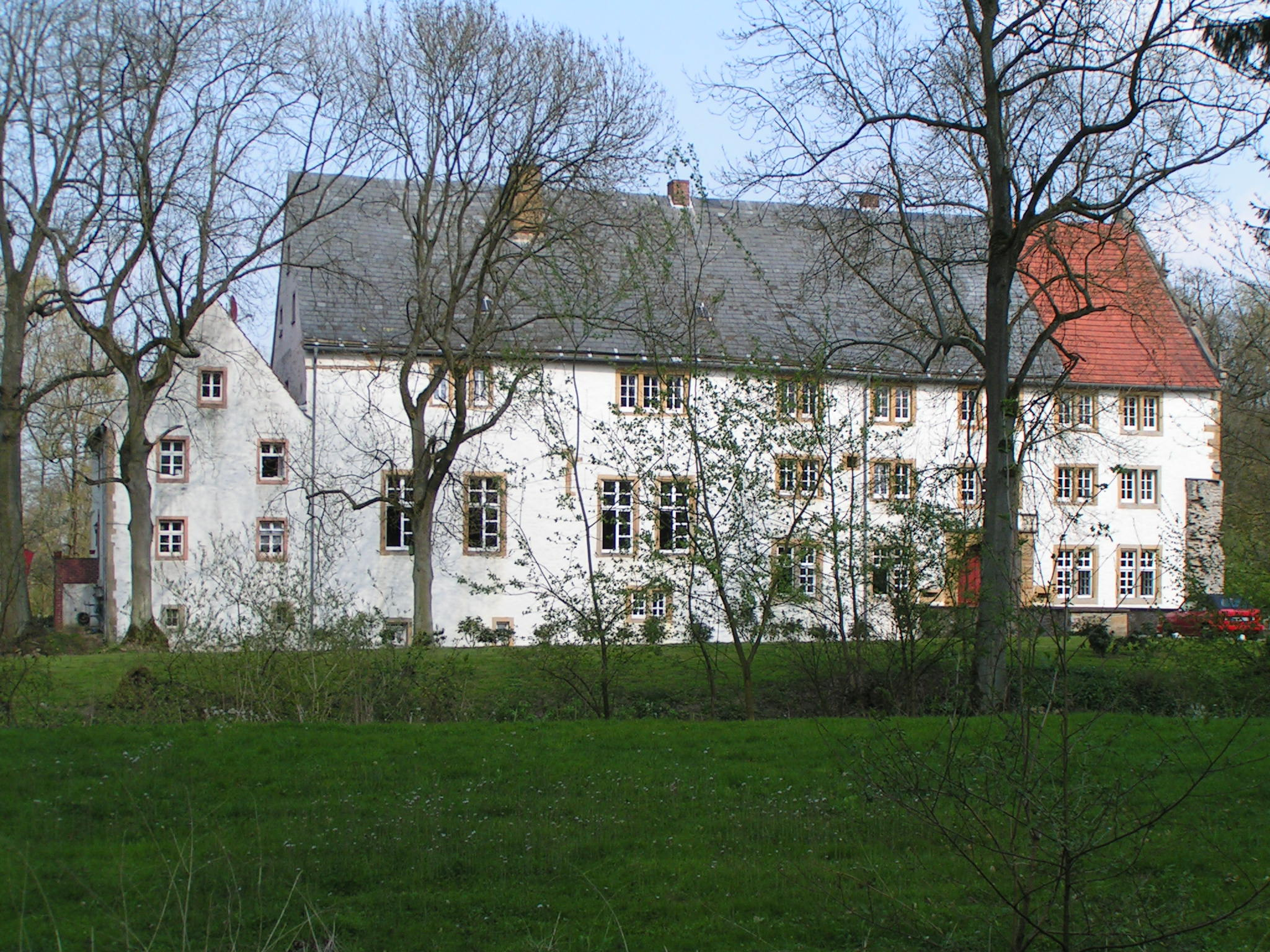
Schloss Königsbrück
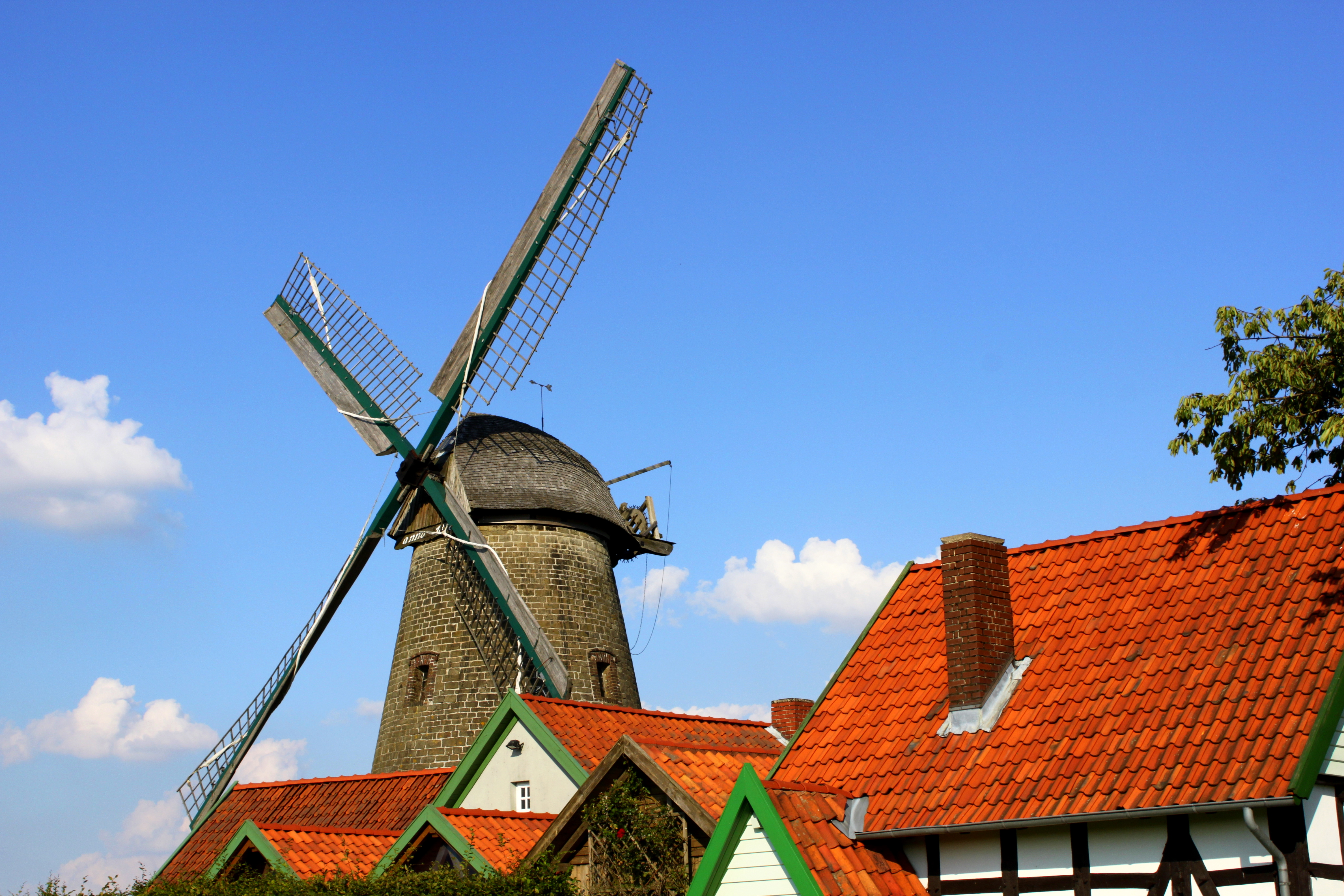
Windmühle in Westhoyel
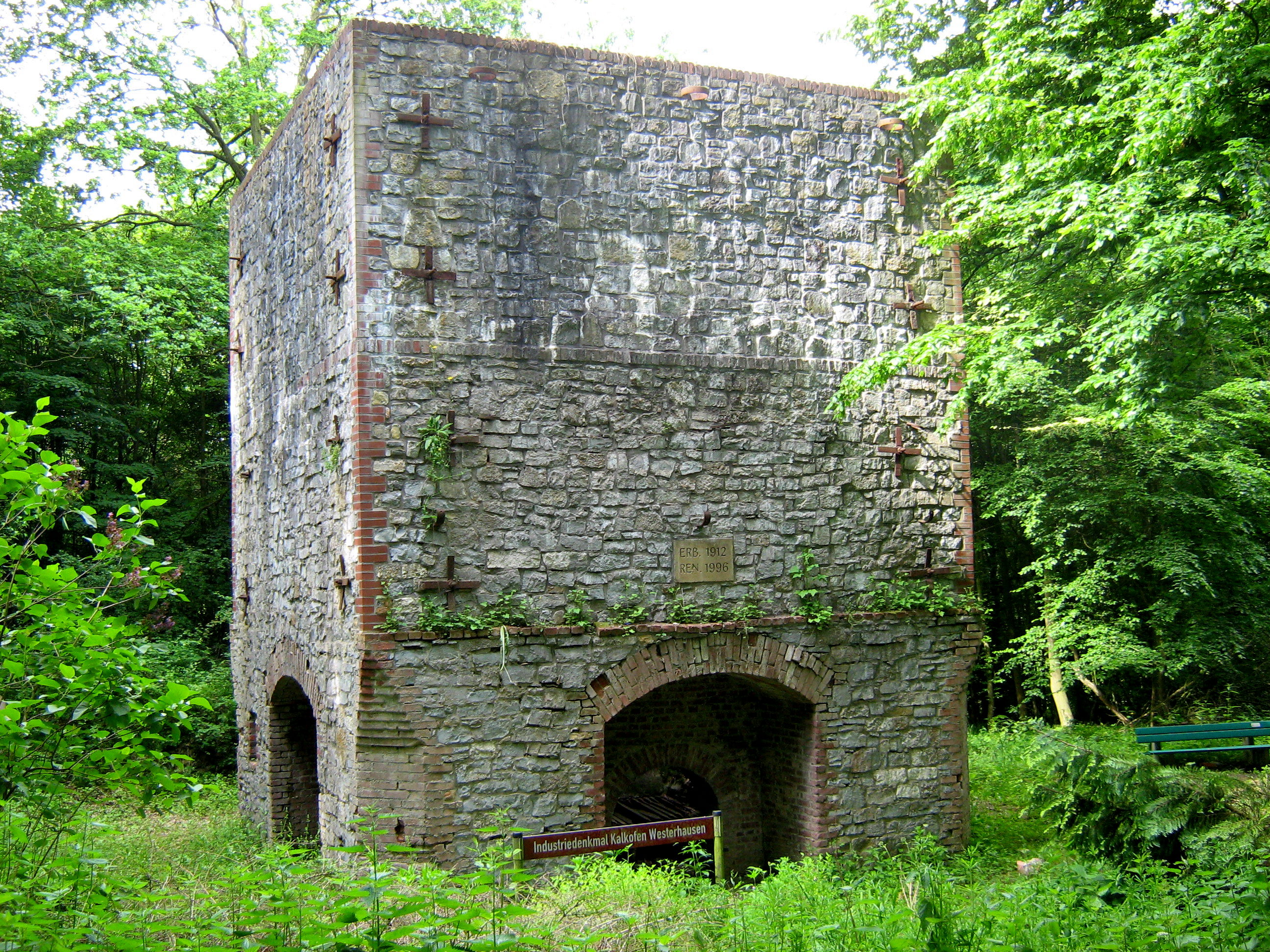
Kalkofen Westerhausen

### Kirchengebäude
- Die St.-Matthäus-Kirche (römisch-katholisch) in Melle-Mitte ist mit dem Martyrium des heiligen Matthäus ausgestattet. Das Gemälde, das der Domherr in Osnabrück und Minden sowie Propst an St. Johann in Osnabrück, Theodor Heinrich von Nehem, 1681 stiftete, malte in dessen Auftrag vermutlich der aus Italien stammende Andrea Alovisii, der fast 20 Jahre lang als Hofmaler in den Diensten des Fürstbischofs von Osnabrück, Franz Wilhelm von Wartenberg, stand. Die historisch wertvolle Barockorgel (1713) von Hinrich Klausing wurde 2008/09 durch die Orgelbaufirma Ahrend restauriert.
- Die St.-Petri-Kirche (evangelisch-lutherisch) in Melle-Mitte stammt aus dem Jahr 1721. Der Barockaltar von Ernst Dietrich Bartels entstand 1723. Die historisch wertvolle Barockorgel von Christian Vater, erbaut 1724 wurde im Jahr 2000 durch die Orgelbaufirma Edskes restauriert. Die Emporenbrüstung trägt die Wappen der Grönegauer Adelsgeschlechter.
- Die St.-Petrus-Kirche (römisch-katholisch) in Gesmold wurde 1835 von Bruno Emanuel Quaet-Faslem erbaut. Als Vorbild diente das römische Pantheon.
- Die Marienkirche (evangelisch-lutherisch) in Oldendorf besitzt einen sehenswerten Flügelaltar von 1520. Die Kanzel stammt aus dem Jahr 1644.
- Die St.-Martini-Kirche (evangelisch-lutherisch) in Buer wurde 1855 erbaut. Ihre Decke des Altarraums ist einem Sternenzelt nachempfunden. Auf der Empore befindet sich ein Orgelinstrument aus der Romantik.
- Die St.-Johannes-Kirche (römisch-katholisch) in Riemsloh wurde 1462 errichtet. Sie besitzt neben einem barocken Hochaltar ein spätgotisches Sakramentenhäuschen von 1500 und eine Bronzeglocke 1522 gegossen. Die zweimanualige Orgel stammt aus der Romantik und wurde 1980 renoviert.
- Die St.-Antonius-Kirche in Hoyel (evangelisch-lutherisch) besitzt eine Kanzel von 1583 sowie einen spätklassizistischer Altar von 1843.
- Die Kapelle Groß Aschen (evangelisch-lutherisch) stammt aus dem Jahr 1697. Im Altarraum steht ein spätgotischer Altarschrein.
- Die St.-Anna-Kirche (römisch-katholisch) in Schiplage-St. Annen ist mit einer Kanzel und einem Chorgestühl aus der Spätrenaissance. Die Wände und Decken sind mit reicher Malerei verziert. Der Taufstein wurde von der Familie zu Nehem auf Gut Sondermühlen 1666 gestiftet. Sie erhielt 1982 eine neue Orgel der Fa. Orgelbau Kreienbrink aus Osnabrück. Der Orgelprospekt wurde der historischen Kircheneinrichtung angepasst.
- Die Christophorus-Kirche (evangelisch-lutherisch) liegt im Ortskern des Stadtteils Neuenkirchen.
- Die St.-Marien-Kirche (römisch-katholisch) in Sondermühlen stammt aus dem 19. Jahrhundert. Neben dem originalen Inventar besitzt sie eine romantische Orgel die Mitte der 1980er Jahre von der Orgelbaufirma Franz Breil renoviert wurde. Der obere Teil des Kirchturms, sowie das Dach wurden im Jahr 2012/13 aufwändig saniert.
- Die St.-Bartholomäus-Kirche (römisch-katholisch), im Volksmund auch Grönenberger Dom genannt, steht im Stadtteil Wellingholzhausen.

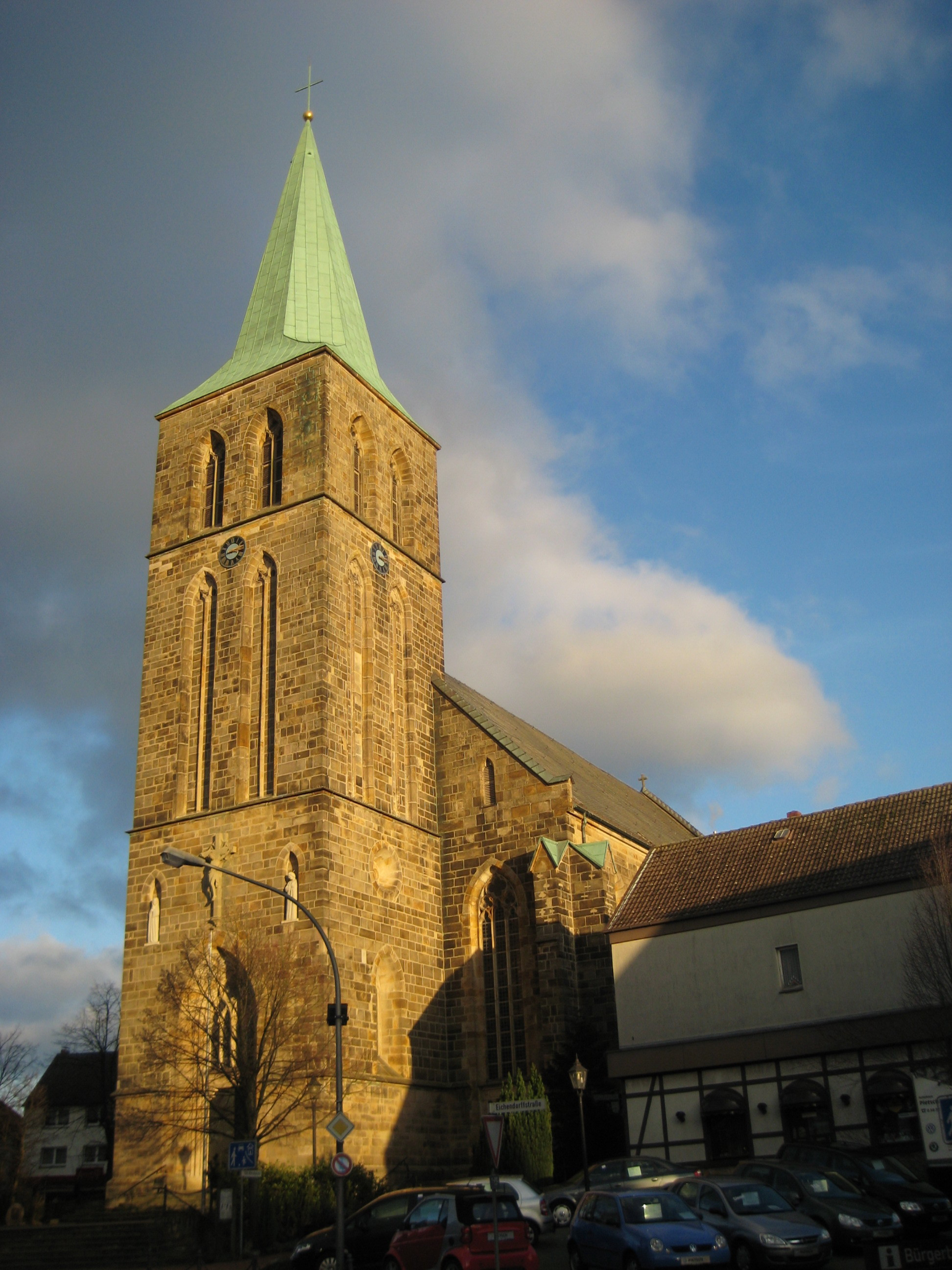
St.-Bartholomäus-Kirche, Wellingholzhausen
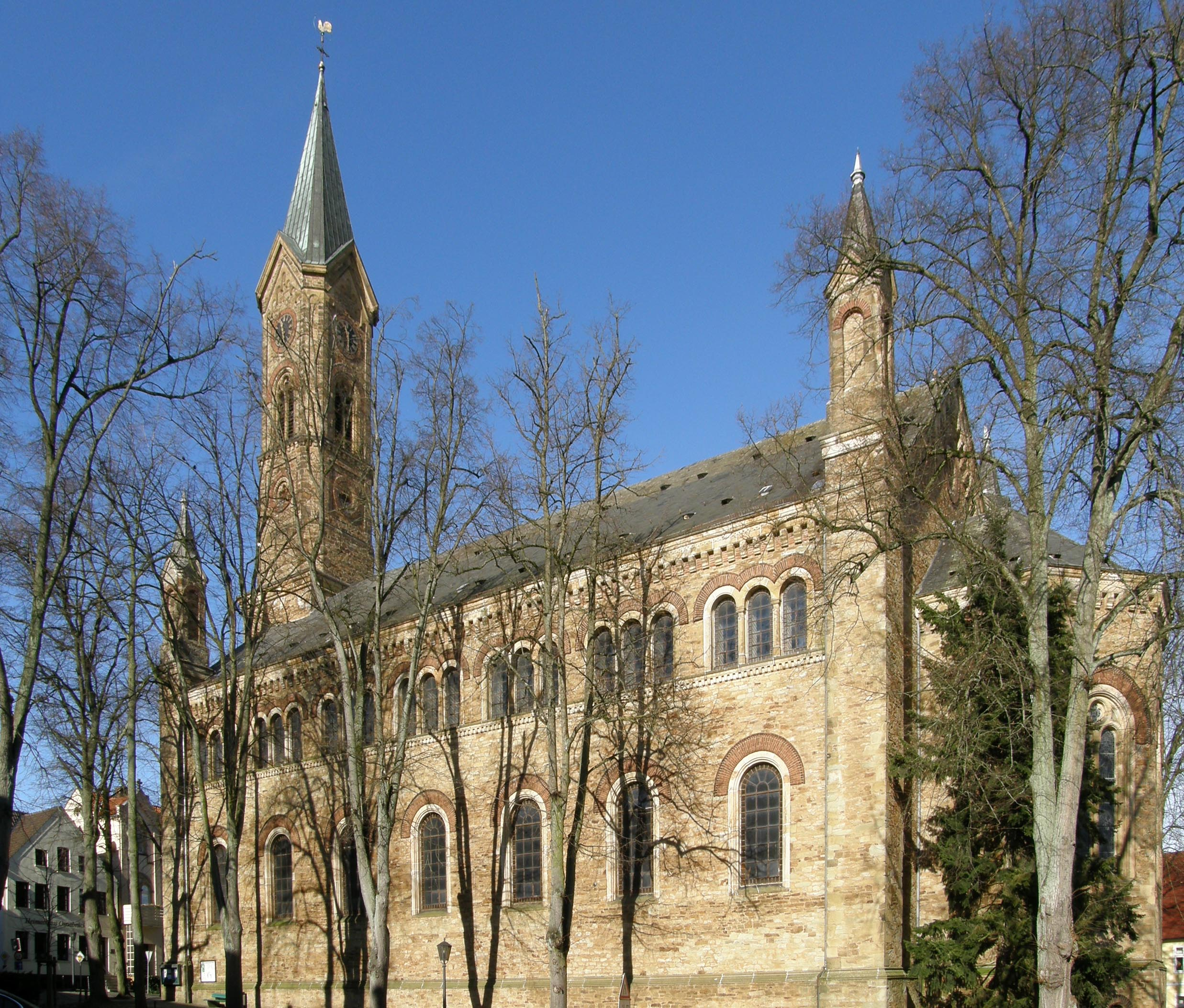
St.-Martini-Kirche, Buer
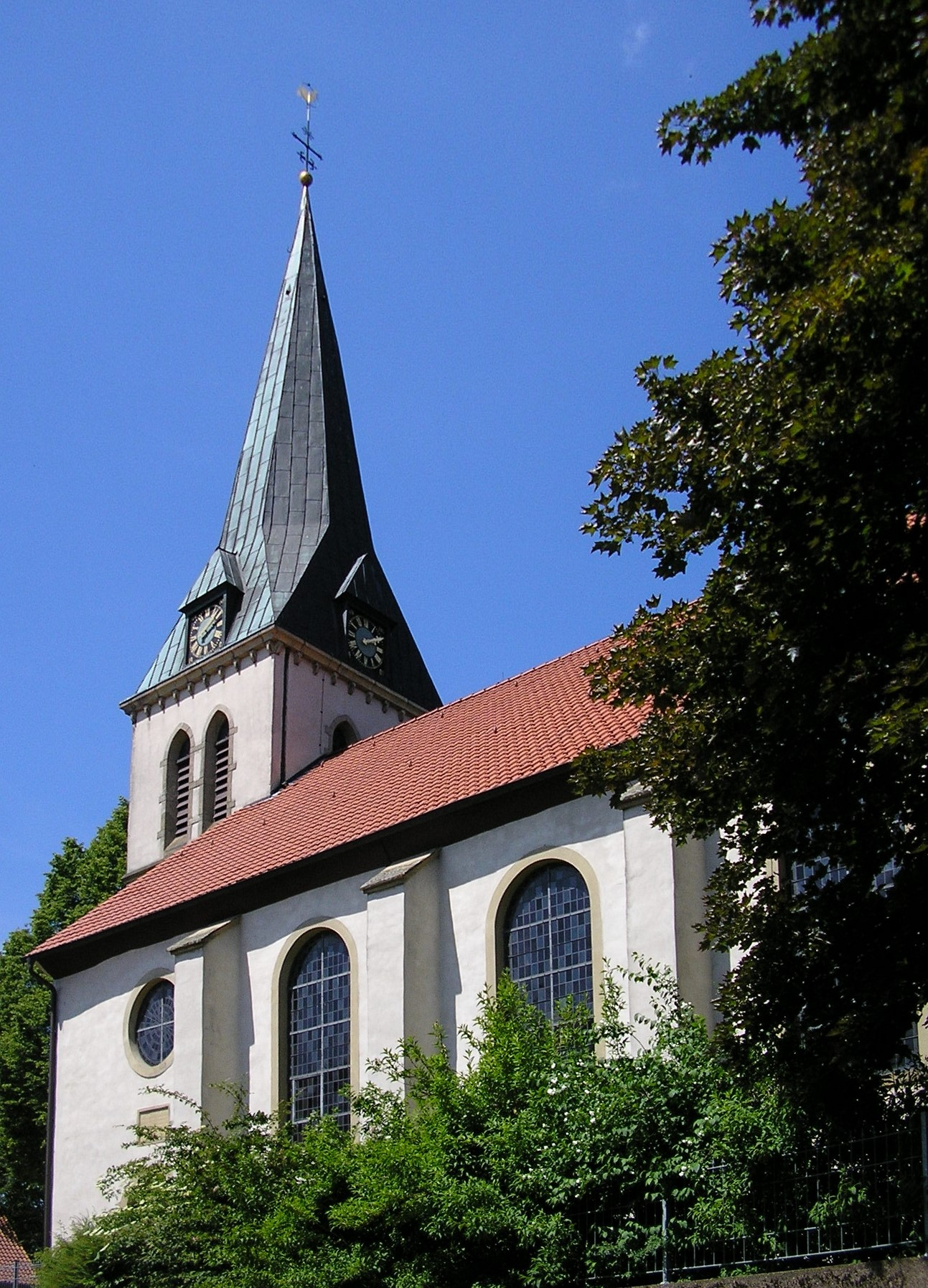
St.-Antonius-Kirche, Hoyel
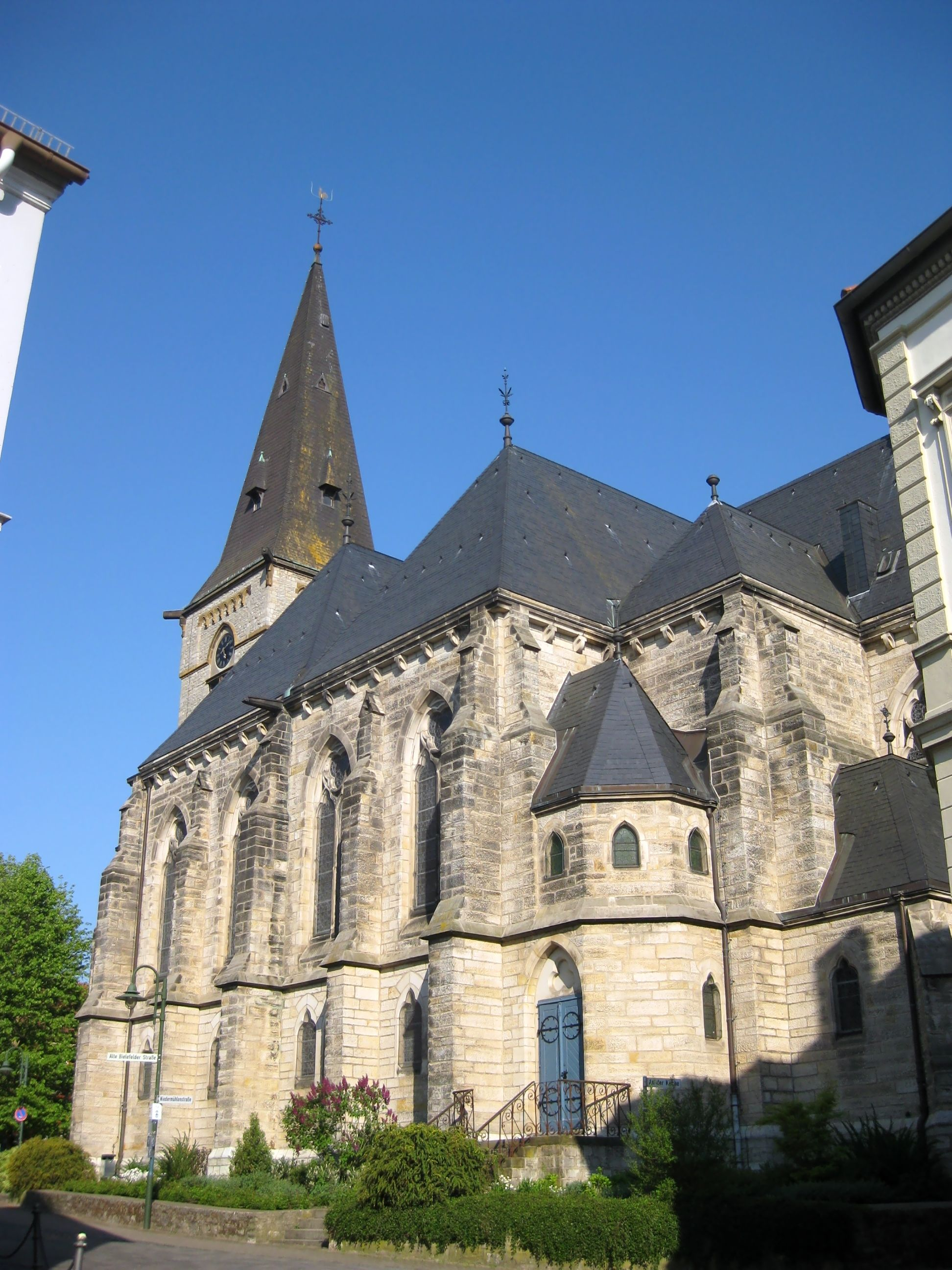
Christophorus-Kirche, Neuenkirchen
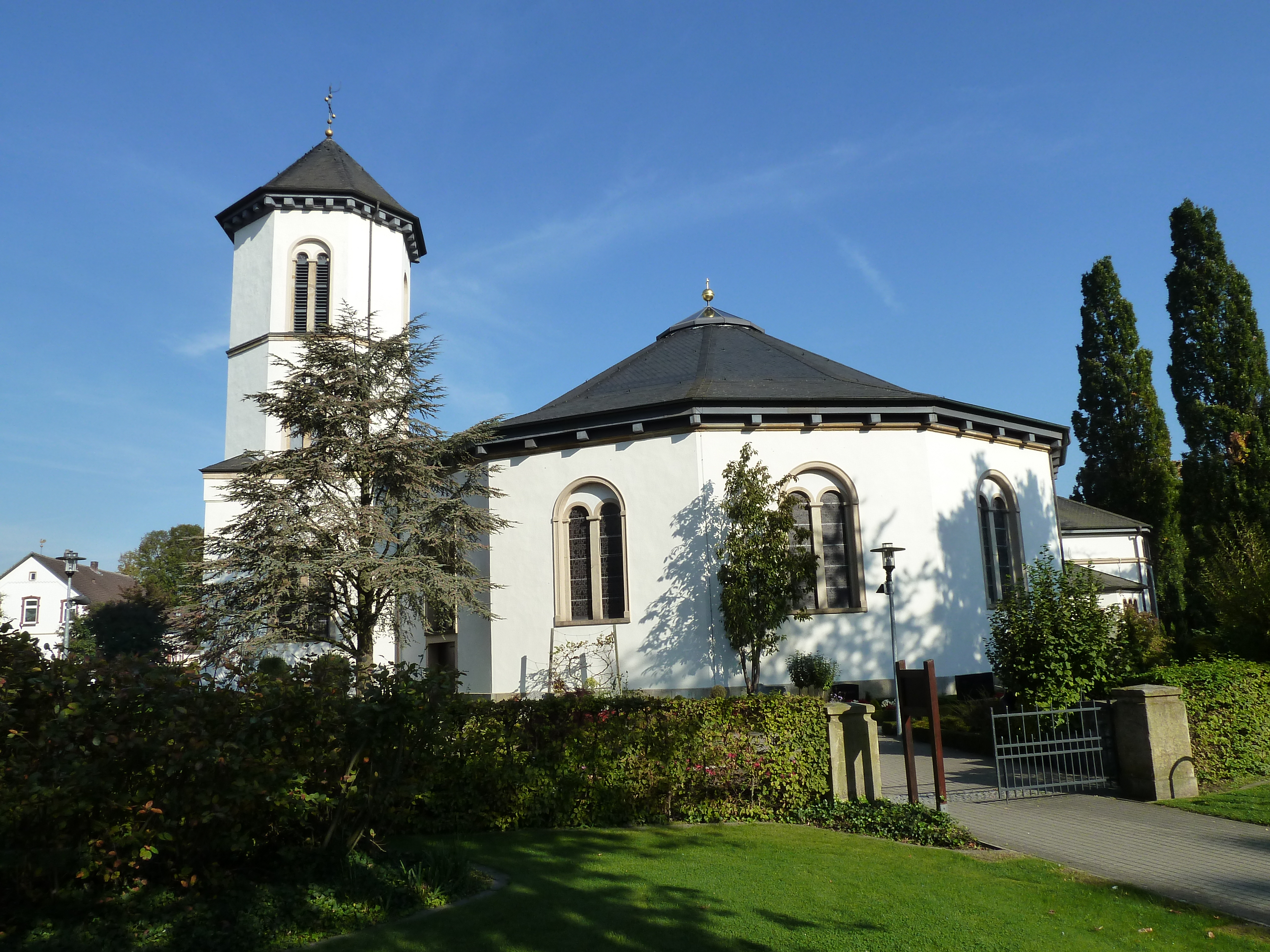
St.-Petrus-Kirche, Gesmold

### Parks
Parks sind der Grönenbergpark, der Kurpark und der Friedenspark in Melle, der Bürgerpark in Wellingholzhausen, der Park der Generationen in Neuenkirchen und der Umweltbildungsstandort Bifurkation in Gesmold.

### Naturdenkmäler
Naturdenkmäler sind:
- „Hasequellgebiet“ bei Melle-Wellingholzhausen mit der Hasequelle, Almaquelle und den Rehquellen
- „Bifurkation von Hase und Else“ bei Melle-Gesmold mit dem Umweltbildungsstandort.
- „Gerichtslinde Altenmelle“ (auch „Dicke Linde“, oder „Femelinde“) am Ortsrand von Altenmelle in Richtung Melle. Die 400–500 Jahre alte, als örtliches Naturdenkmal ausgewiesene, Gerichtslinde repräsentiert einen historischen Gerichtsplatz an dem im Mittelalter bis in die Neuzeit Gerichtstage unter freiem Himmel abgehalten wurden.[43]
- „Upmeyers Eiche“ bei Wehringdorf mit einem Brusthöhenumfang von 7,50 m (2014).[44]

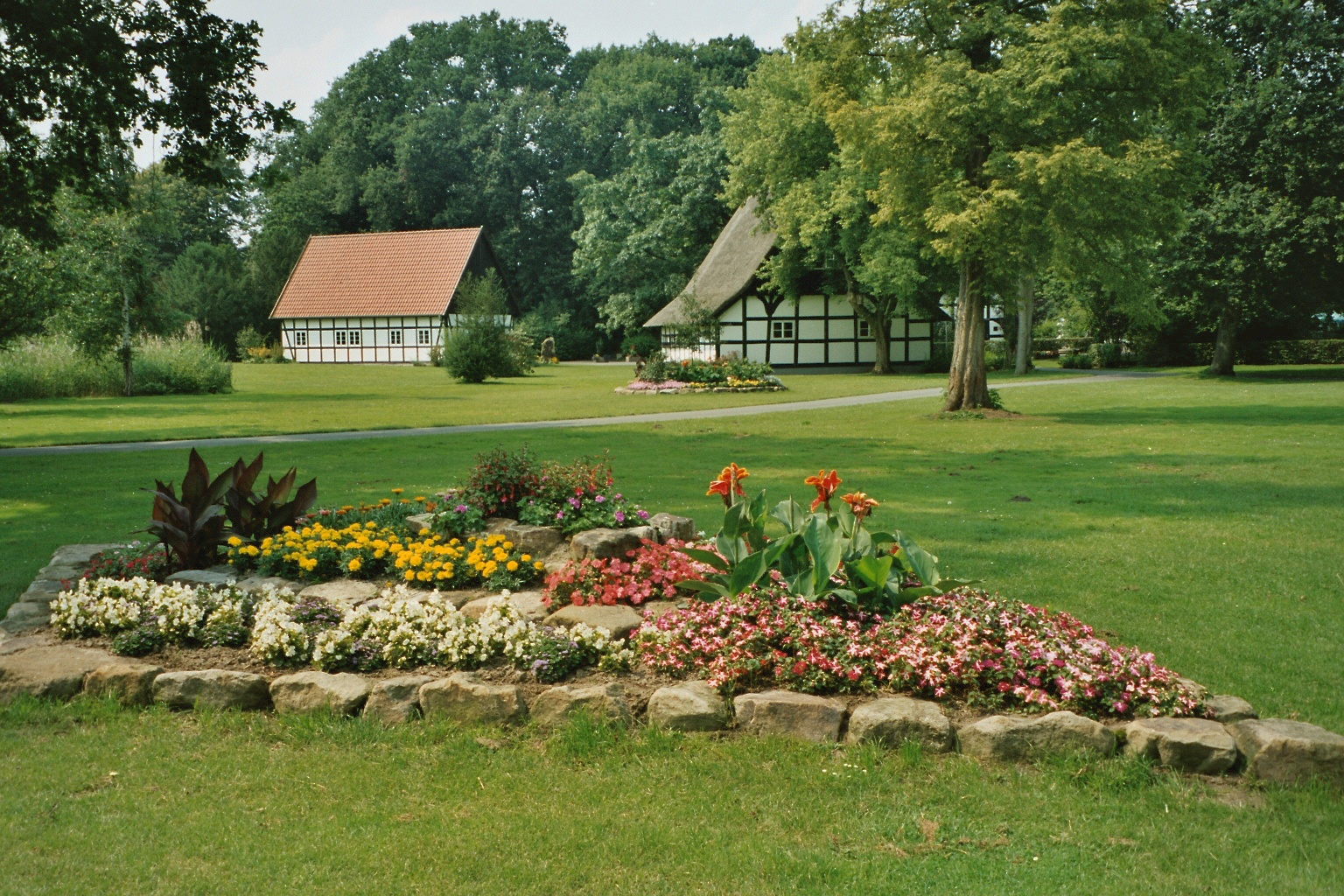
Grönenbergpark (von Süden)
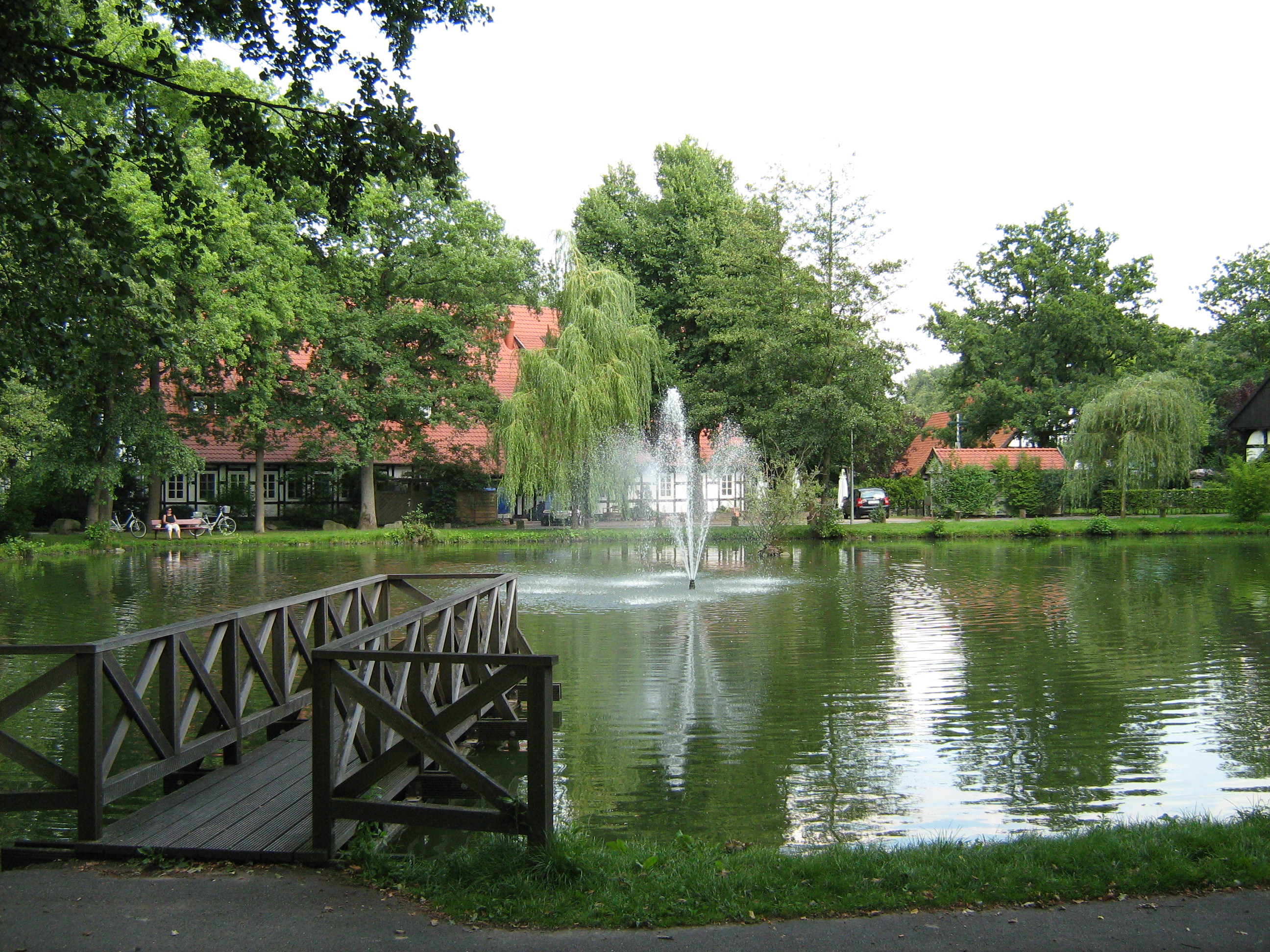
Grönenbergpark (von Norden)
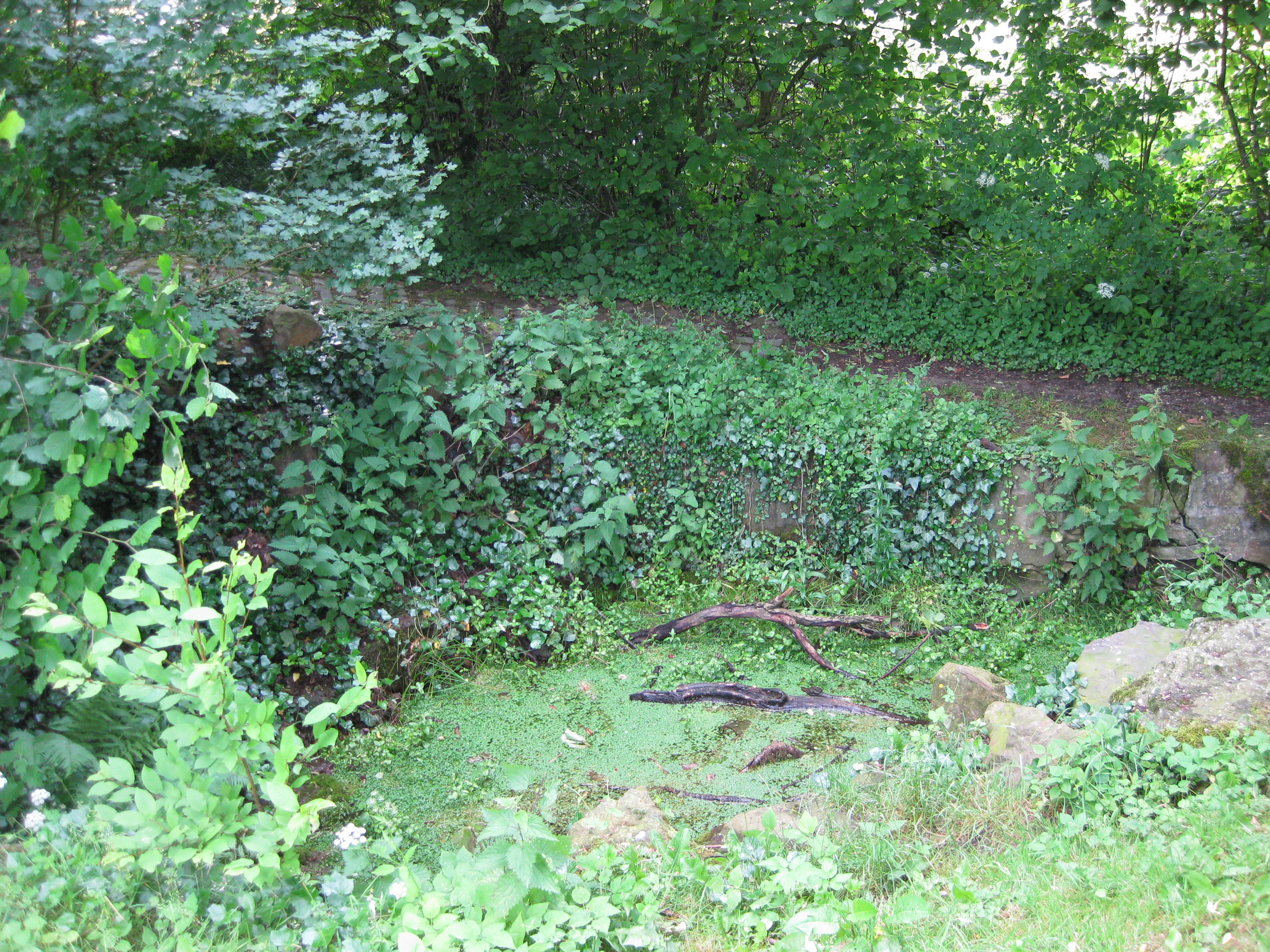
Hasequelle im Stadtteil Wellingholzhausen
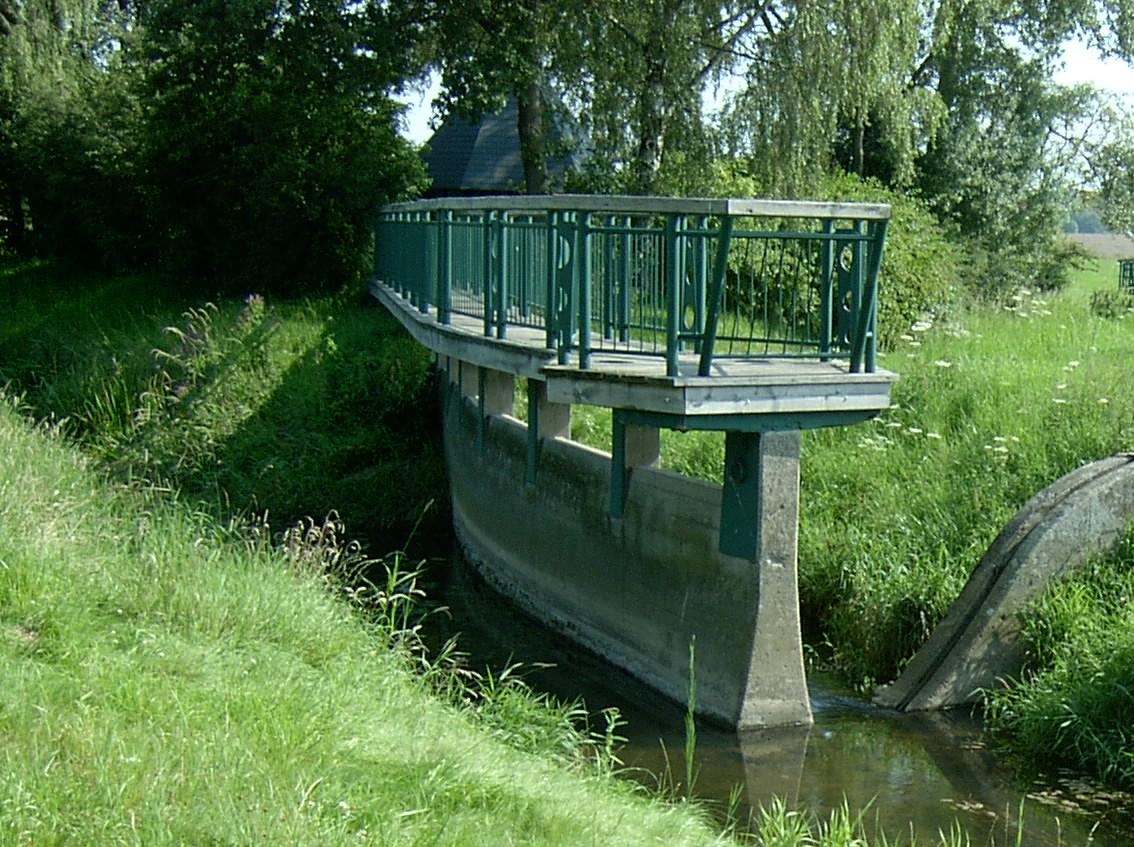
Die Bifurkationen der Hase links und Else rechts
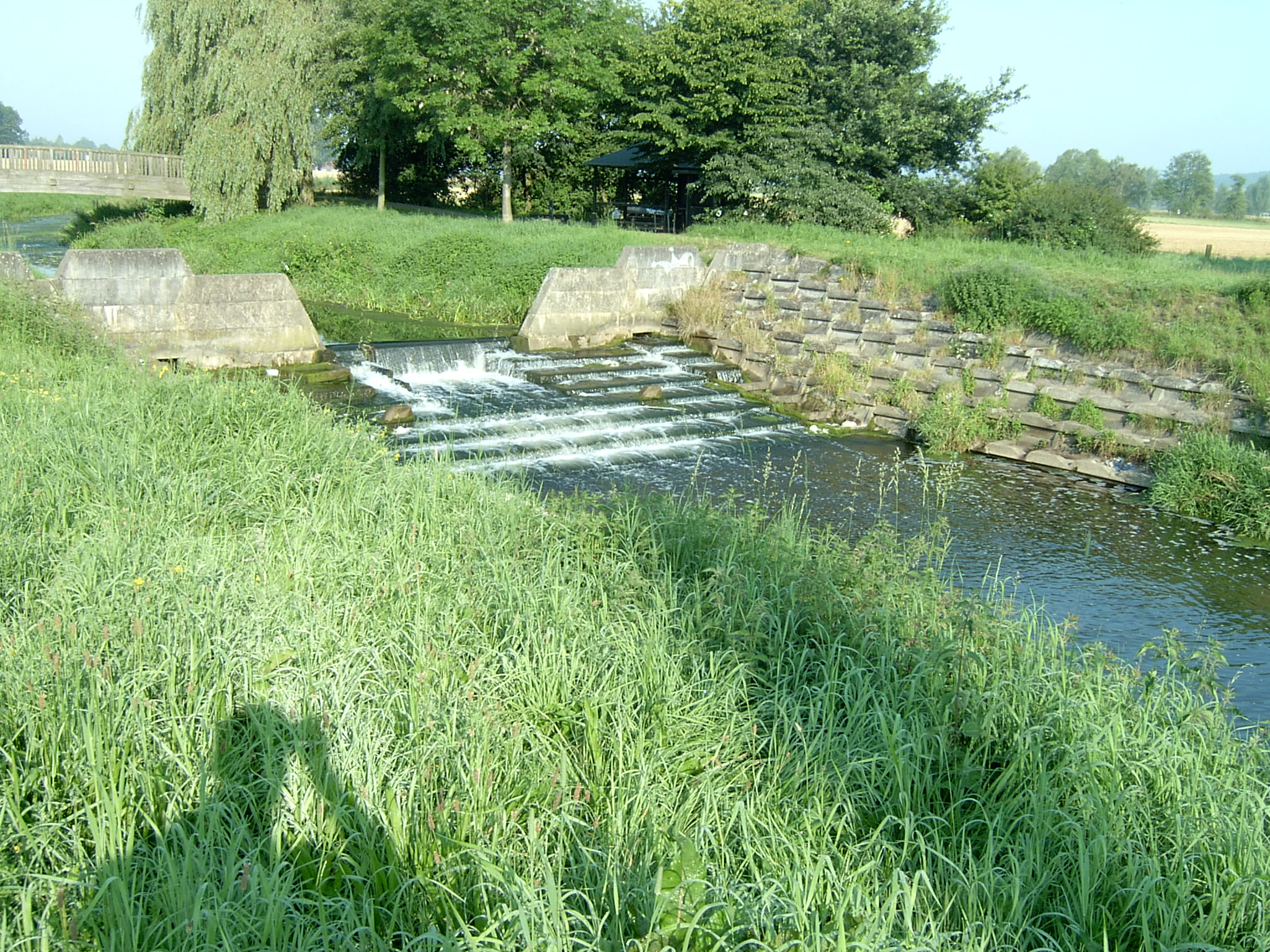
Die Else im Stadtteil Bruchmühlen

### Regelmäßige Veranstaltungen
Das Schützenfest in Wellingholzhausen im Juni ist das größte Schützenfest im Grönegau und eines der größten im Landkreis Osnabrück. Es ist mit einem großen Ulkumzug, ähnlich den Rosenmontagszügen im Rheinland, verbunden. Das Fest lockt jedes Jahr mehrere tausend Besucher an.
Von April bis September finden die Scheunenfeten der ortsansässigen Landjugenden statt und alle zwei Jahre wird das Drachenfest auf dem Flugplatz Melle-Grönegau mit nationalen und internationalen Drachenmeistern veranstaltet.
Jedes Jahr werden im Stadtgebiet drei große Gewerbeschauen durchgeführt: Die Aktiva in Wellingholzhausen (Gewerbegebiet und Ortskern), sowie Gewerbeschauen in den Gewerbegebieten Gerden und Bakum.
Jährlich am zweiten Wochenende im September findet im Ortsteil Altenmelle das über die Grenzen des Grönegau hinaus bekannte Erntedank- und Volksfest statt. Es wird abwechselnd von der Freiwilligen Feuerwehr Altenmelle und dem Männergesangverein „Liedertafel“ ausgerichtet.

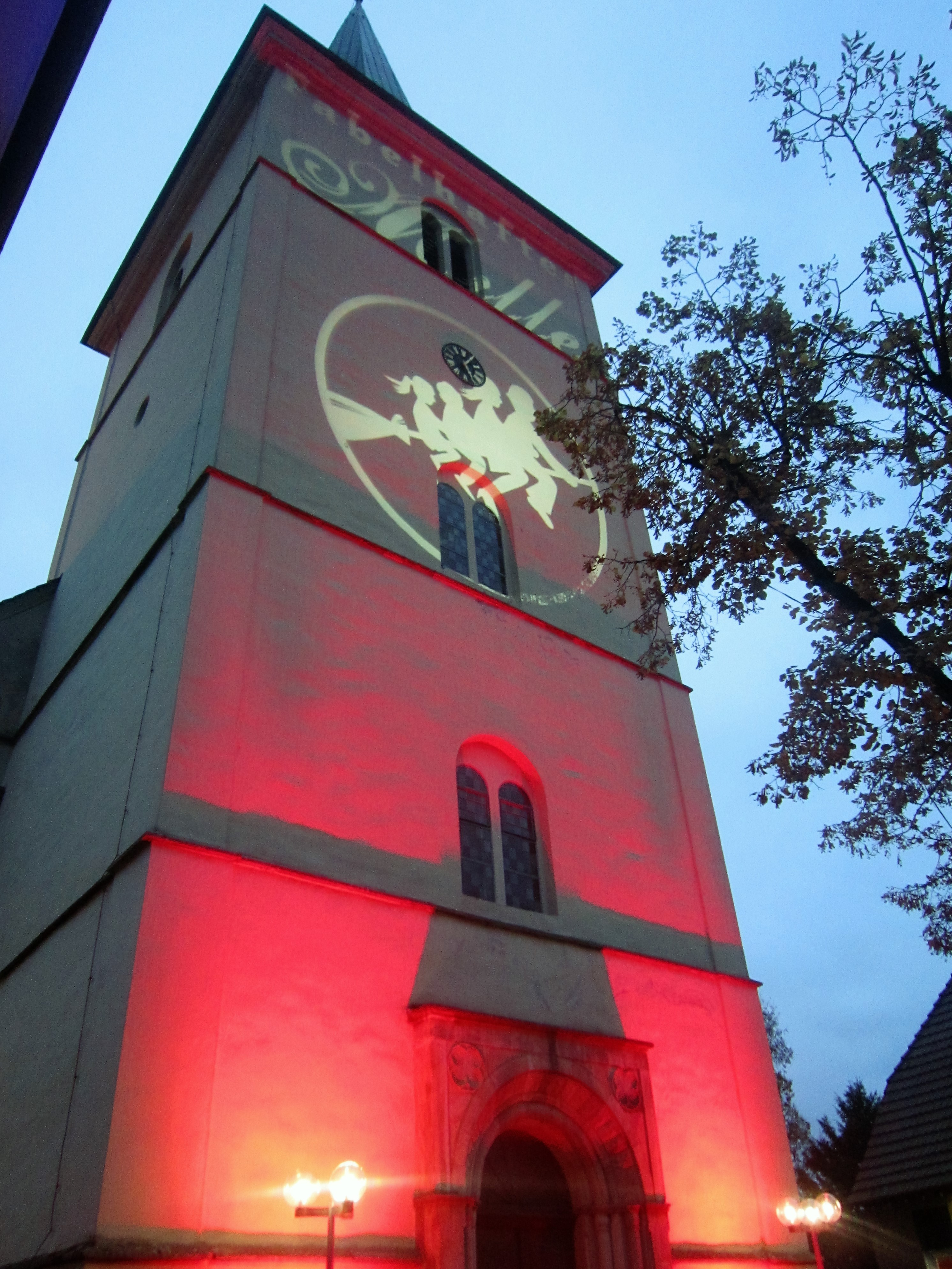
St. Petri-Kirche mit dem Logo „Fabelhaftes Melle“ 2016

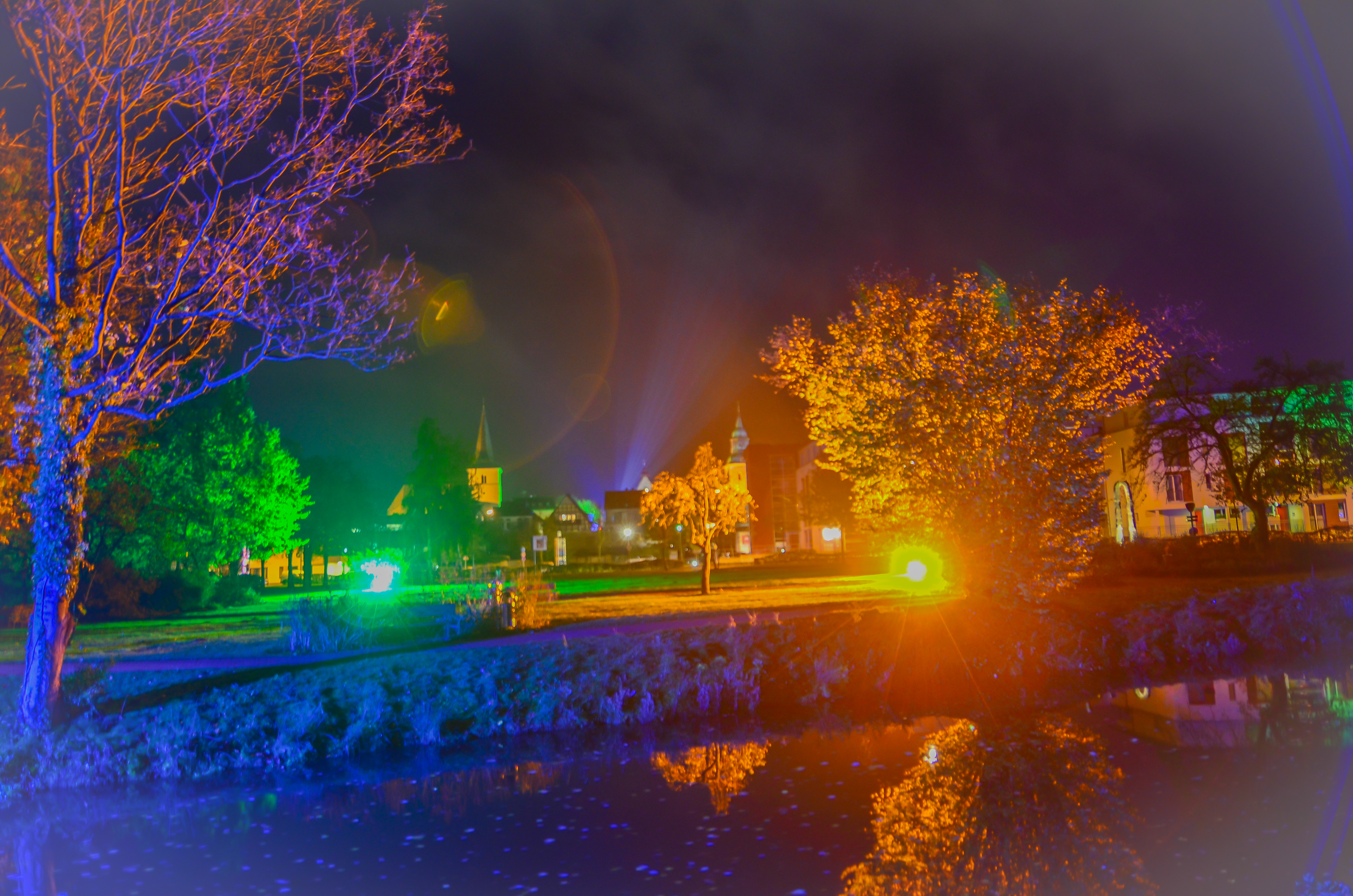
Beleuchteter Kurpark zum „Fabelhaften Melle“ 2013

Die Gesmolder Kirmes im September ist das größte Volksfest im Grönegau. Sie findet jeweils im 3. Wochenende im September dem Kirchweihfest der St.-Petrus-Kirche und am darauffolgenden Montag statt. 2010 feierte die Kirmes ihr 500-jähriges Jubiläum. Hier gab es auch einen vierten Kirmestag am Freitag. Die Wellingholzhausener Kirmes ist jedes Jahr im Juli.
Weitere regelmäßige Veranstaltungen sind der Bifurkationstag, der Buer Markt, der Geranienmarkt in Melle, das Bürgerparkfest in Wellingholzhausen, das Herbstfest in Bruchmühlen alljährlich am 3. Oktober, immer gemeinsam mit dem Stadtteil Bruchmühlen der nordrhein-westfälischen Stadt Rödinghausen, und die „Burstien“ im Juni als Versammlungen der Bürger, die im Stadtteil Gesmold aus der Tradition der Bauerschaften erhalten geblieben sind, sowie das 24-Stunden-Schwimmen im Freibad von Wellingholzhausen.
Seit 2003 findet im Oktober/November Fabelhaftes Melle statt. Dabei werden in der Innenstadt verschiedene Gebäude und der Kurpark farbig beleuchtet.
Die Weihnachtsmärkte finden jährlich im Advent in Melle-Mitte (rund um die St. Matthäuskirche und das Rathaus) und in den Stadtteilen Gesmold, Wellingholzhausen, Neuenkirchen und Buer statt.

### Kulinarische Spezialitäten
Eine Besonderheit der örtlichen Küche ist Gesmolder Pickert. Er wird als Kastenpickert zubereitet. Er wird in einer Kastenkuchenform ähnlich einem Brot gebacken, nach dem Auskühlen in Scheiben geschnitten und diese in einer Pfanne mit heißem Fett gebraten.

## Wirtschaft und Infrastruktur

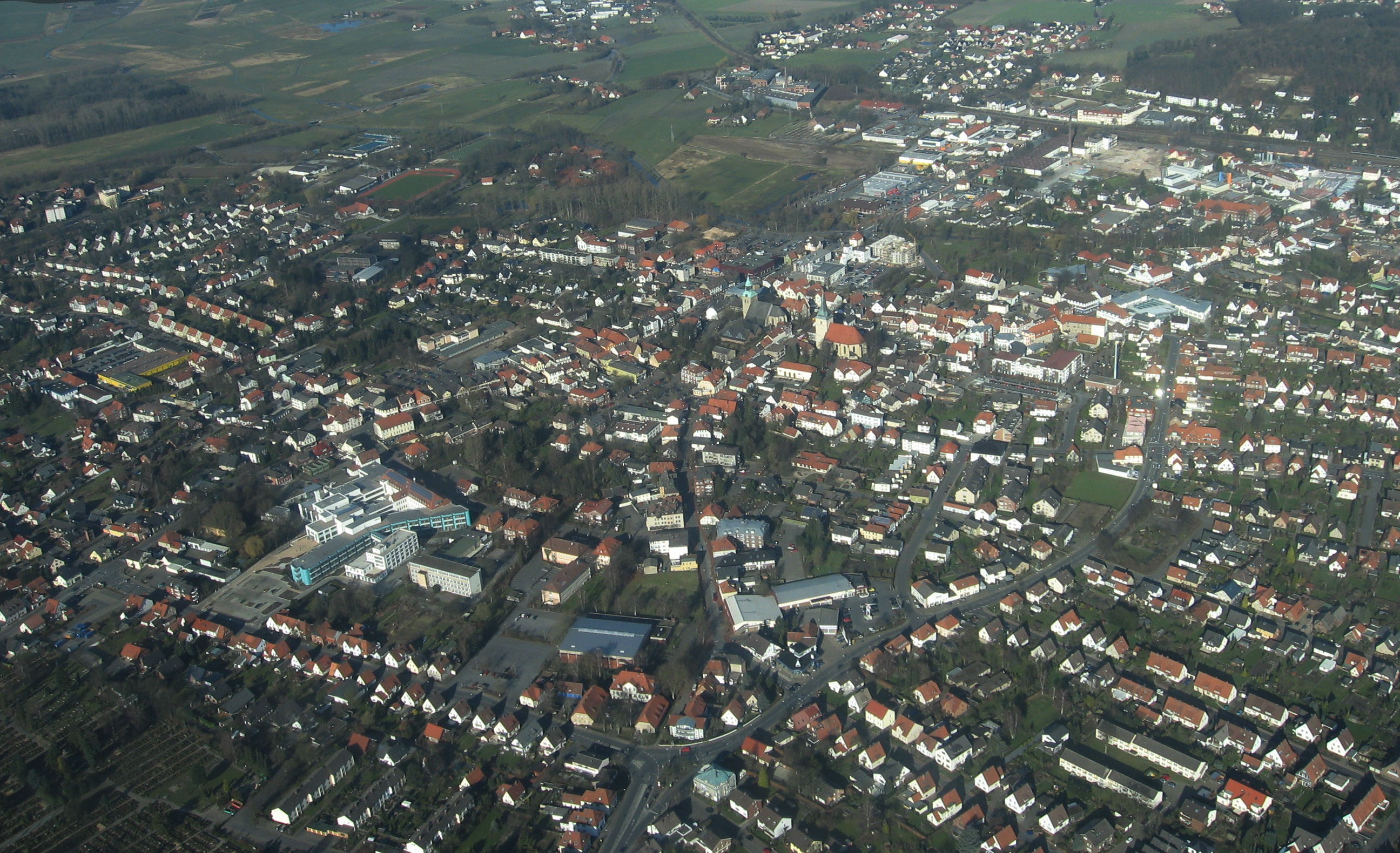
Luftaufnahme von Melle-Mitte

Ein wesentlicher wirtschaftlicher Faktor der Stadt Melle ist die Holz- und Metallverarbeitung. Weitere Zweige gibt es in der Nahrungs-, Gummi- und Kunststoffverarbeitung. In den vergangenen Jahren hat sich Melle auch immer mehr zum Logistikstandort entlang der A 30 entwickelt.

### Ansässige Unternehmen (Auswahl)

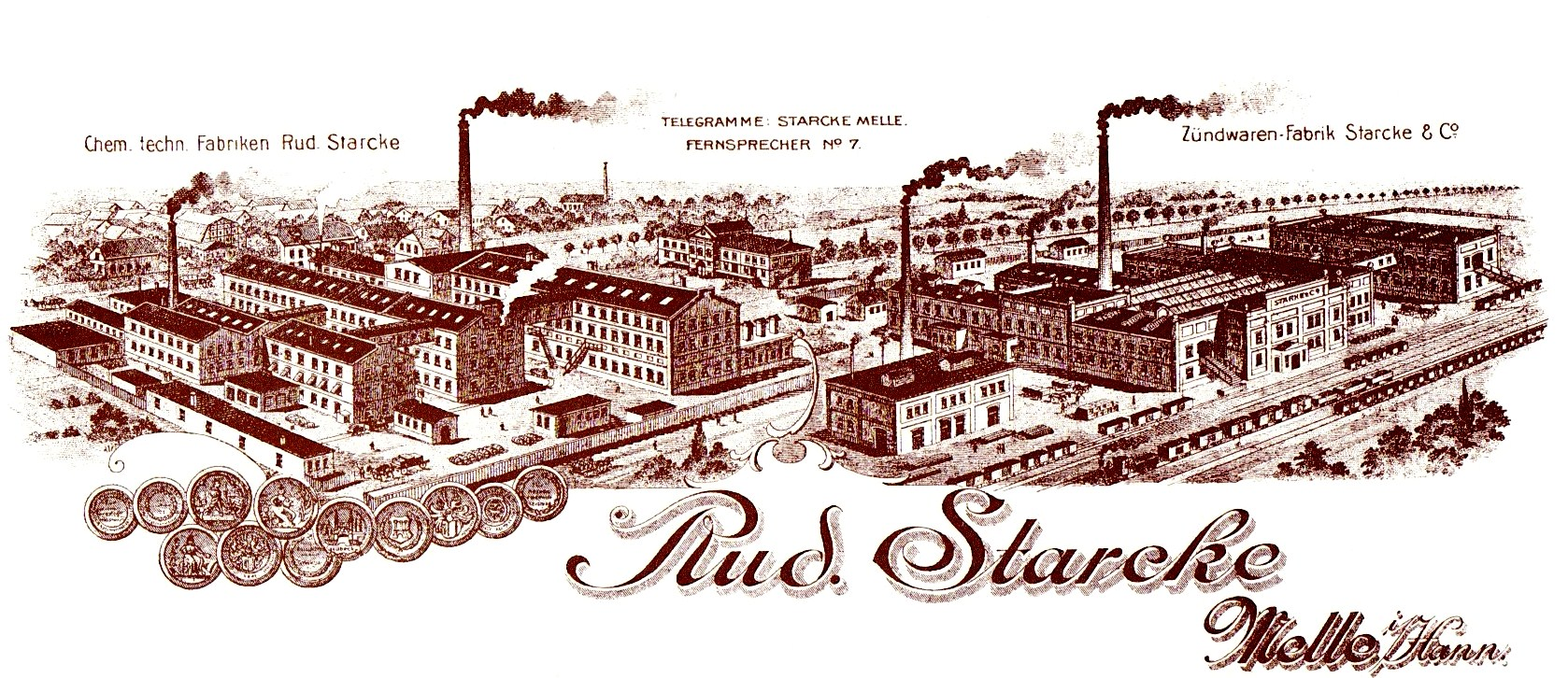
Fa.Starcke-Melle um 1900

Eins der ältesten Meller Werke ist die Firma Carl Starcke-Melle. Die Firma besaß ein Zündholzmonopol. Auch Tinte und Schuhcreme wurden hergestellt. Heute hat sich das Unternehmen auf die Herstellung von Schleifmitteln spezialisiert.
Die Firma Spartherm Feuerungstechnik GmbH zählt zu den größten Arbeitgebern der Region. Sie wurde 1986 gegründet, expandierte schnell und hatte 2021 etwa 1000 Mitarbeiter an zwei Standorten (Melle und Strzelce Krajeńskie in Polen). Sie produzieren jährlich ca. 50.000 Einheiten Kaminöfen, Kaminkassetten und Brennzellen.
Die Tetra GmbH ist eine Tochter des Spectrum Brands Konzern und gehört zu den weltweit bedeutendsten Herstellern von aquaristischem Zubehör. Sie wurde 1949 von Ulrich Baensch in Melle gegründet.
Im Stadtteil Gesmold befindet sich an der A 30 DPD, früher „Deutscher Paket Dienst“, mit ihrem größten Umschlaglager in Europa.
Das Werk Schomäcker-Federnwerk hat seinen Stammsitz im Stadtteil Altenmelle. Auf einem Areal von 40.500 Quadratmetern produziert es 3000 verschiedenartige Federnmodelle. Pro Jahr werden ca. 20.000 Tonnen hochwertigen Stahls verarbeitet. Das Unternehmen wurde 1880 als Wagenfedernfabrik gegründet.
Im Stadtteil Buer hatte die Firma Burton GmbH Melle ihren Firmensitz. Sie wurde 1887 als Familienunternehmen gegründet und hieß zunächst „Schiefertonwerke Buer“ und wurde zum weltweiten Marktführer im Bereich der Fein- und Grobkeramik bei Feuerfest-Systeme für den keramischen Ofenbau. Im Juli 2013 musste das Unternehmen Insolvenz anmelden und wurde im August 2013 von der Refratechnik Gruppe aus Ismaning bei München übernommen.

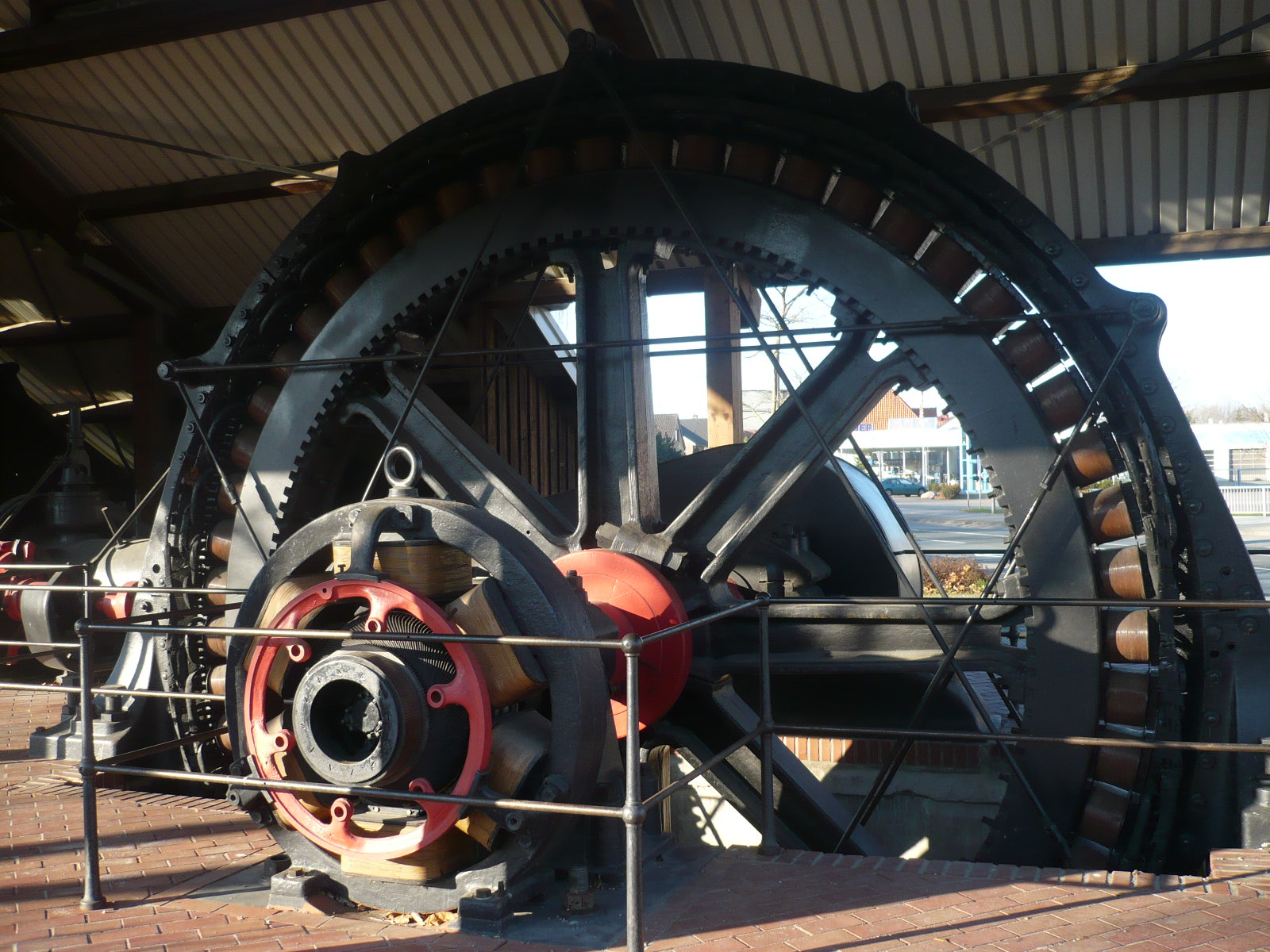
Dampfgenerator der Möbelfabrik Kruse Melle

Die Firma Assmann-Büromöbel liegt im Stadtteil Westerhausen. Heinrich Assmann gründete 1939 die Firma mit der Übernahme einer Tischlerei. Das Unternehmen zählt heute 300 Mitarbeiter und hat sich spezialisiert auf die Fertigung hochwertiger Büromöbel.
Die Josef Hebel GmbH ein Unternehmen der Sparten Hoch- und Tiefbau, Ingenieurbau, Straßenbau, Tragwerksplanung, Kanal- und Wasserbau hat ihre Firmenzentrale in Melle. Filialen befinden sich in Süddeutschland und Ungarn. Eine Besonderheit des Unternehmens ist die Erfindung des Hebel Gasbetons.
Die Firma ProjectWizards GmbH hat den Firmenhauptsitz in Melle. Das Unternehmen erstellt und vertreibt Software (insbesondere für Mac OS X und iOS) im Bereich Projektmanagement.
In den 1930er Jahren wurde die Firma Melos-Gummiwerke gegründet. Der Firmenhauptsitz war Melle mit einer Filiale in Osnabrück. In den 1970er Jahren wurde das Firmengelände erweitert zur Herstellung von Compounds für die Kabelindustrie und EPDM-Granulat für Bodenbeläge. Im Jahr 2000 fusionierte das Werk mit dem Konzern M. A. Hanna und Geon (Cleveland, Ohio) zum PolyOne-Konzern Melos GmbH. Melos wurde im Jahr 2004 wieder konzernunabhängig.
Die Westland-Gummiwerke wurden 1920 durch Ernst zur Nedden gegründet. Zunächst wurden Gummi-Formartikel wie Schuhabsätze produziert. 1941 erweiterte sich die Herstellung durch Artikel für die Zweiradindustrie und 1959 für die Sportindustrie. Das Unternehmen verfügt heute über zahlreiche Filialen und Lizenzkooperationen in allen Erdteilen.
In Bahnhofsnähe gelegen ist die Firma Neuero Industrie- und Fördertechnik. Das Unternehmen begann zunächst mit der Herstellung von Landmaschinentechnik.
Im Jahre 1976 wurde die Firma Ruwac-Industriesauger gegründet. Sie hat heute Niederlassungen in allen Erdteilen und gehört zu den Marktführern bei der Projektierung, Konstruktion und dem Bau von Industriesaugern und Absauganlagen.
In der Wellingholzhauser Straße befindet sich die Firma Heitling-Fahrzeugbau. Sie produziert auf einer Werksfläche von 9000 Quadratmetern Silo-, Kippfahrzeuge, Auflieger und Anhänger. Sie ist Partner der Mineral-, Futtermittel- und Holzpelletindustrie.
Die Firma Huning-Maschinenbau ist im Bereich Umwelttechnik/Biogas und Blechbearbeitung tätig.
Die Solarlux GmbH ist Weltmarktführer in der Herstellung von Glas-Faltwänden und beschäftigt am Hauptsitz in Melle rund 700 Mitarbeiter.

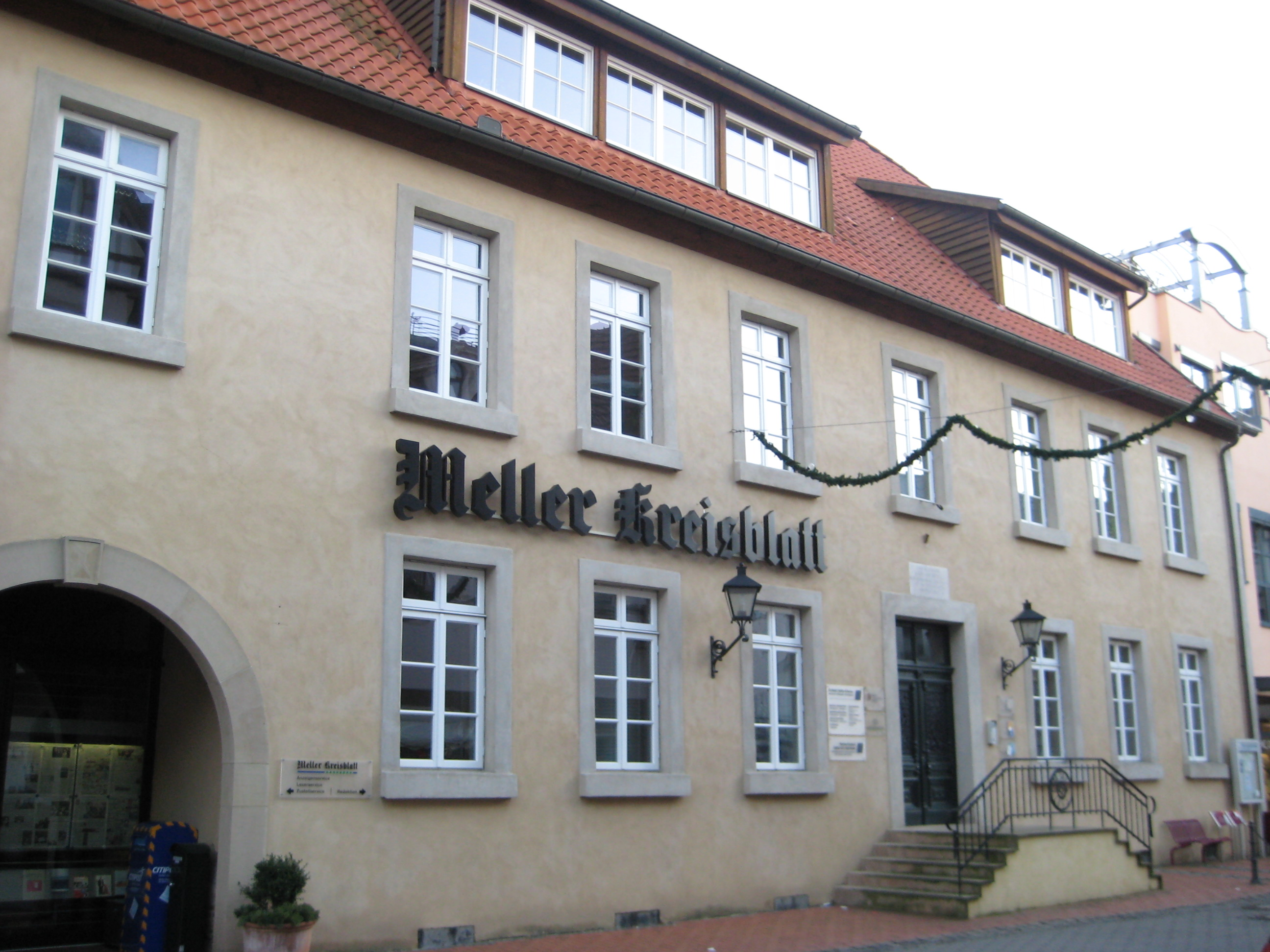
Meller Kreisblatt, vormals Haus vor Melle

### Medien
- Meller Kreisblatt,[50] erscheint als regionale Tageszeitung der „Neuen Osnabrücker Zeitung“ (NOZ).[51] Die Redaktion und Druckerei war lange Zeit in der Meller Haferstraße gegenüber der Alten Posthalterei ansässig. Heute ist der Sitz des Kreisblatts an der Stelle des so genannten Hauses vor Melle, das sich nördlich des Zentrums vor dem ehemaligen Stadttor befand. Das Haus vor Melle wurde nach dem Stadtbrand von 1720 von den örtlichen Protestanten für Gottesdienste genutzt. Justus Mösers Tochter Jenny von Voigts, eine Brieffreundin Goethes, lebte darin von 1768 bis 1796. Das ursprüngliche Gebäude wurde im frühen 19. Jahrhundert neu errichtet.
- Melle Stadt Journal,[52] Magazin für Gesellschaft, Kultur und Leben. Es erscheint jeden zweiten Monat und ist als Print- und Online-Ausgabe erhältlich. Aktuelle, lokale, sowie informative und unterhaltsame Themen werden redaktionell aufgearbeitet. Melle Stadt Journal ist ein Produkt der Multimedia Agentur Melle.
- Melle-Geschichte,[53] berichtet regional aus Melle im Internet über geschichtliche Themen, Sehenswürdigkeiten (mit Fotos), Öffnungszeiten verschiedener Einrichtungen, Naturdenkmale etc.
- QUINT:ESSENZ  Das interkommunale Regionalmagazin für Bissendorf, Melle, Rödinghausen und Spenge – grenzenlos in Niedersachsen & NRW – Wesentliches, Wichtiges, Interessantes, Nötiges & Unnötiges aus der Region an Hase & Else, Warmenau & Wierau Und aus der Welt     Herausgeber: „Verlag am Bleistift UG“, Melle
- Grönegau Rundschau,[54] die Zeitung berichtet 14-täglich über regionale Themen und Veranstaltungen.
- Standort von zwei Sendeanlagen für UKW-Rundfunk. Eine dient zur Verbreitung des Programms von Radio 21 auf 99,3 MHz mit 250 W ERP, die andere zur Verbreitung des Programms von Radio Osnabrück auf 104,2 MHz mit 1 kW ERP.

### Verkehr

#### Straßenverkehr

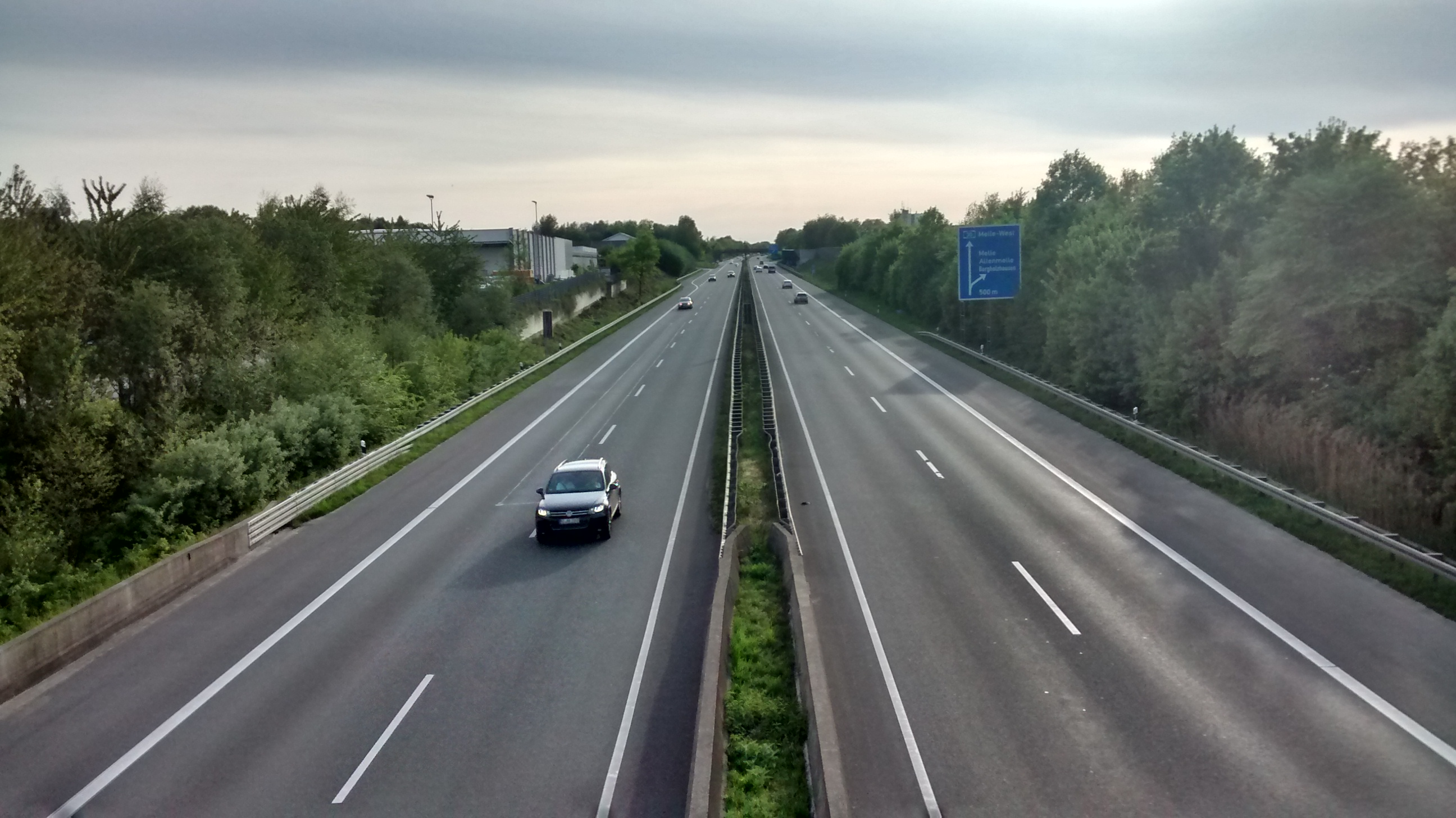
Autobahn (A 30) bei der Abfahrt Melle-West

Melle ist über die Bundesautobahn A 30, die das Stadtgebiet in west-östlicher Richtung durchquert, an das Fernstraßennetz angebunden. Von Westen kommend ist die erste Abfahrt Gesmold, es folgen die Abfahrten Melle West, Melle Ost und Riemsloh, ehe die Autobahn das Stadtgebiet verlässt. Die nächste Abfahrt Bruchmühlen bezeichnet nicht den Meller Stadtteil Bruchmühlen, sondern den gleichnamigen Ortsteil von Rödinghausen.

#### Schienenverkehr
Der Bahnhof Melle liegt an der Bahnstrecke Löhne–Rheine. Er wird jeweils im Zweistundentakt vom RE 60 „Ems-Leine-Express“ der Westfalenbahn und RE 62 der DB Regio, sowie im Stundentakt von der RB 61 „Wiehengebirgsbahn“ der Eurobahn bedient. Täglich nutzen den Bahnhof rund 1.300 Fahrgäste. Weitere Haltepunkte der RB 61 im Stadtgebiet sind Bruchmühlen und Westerhausen.
| Linie | Verlauf | Takt    |
| ----- | --- | ------- |
| RE 60 | Ems-Leine-Express: Rheine – Hörstel – Ibbenbüren-Esch – Ibbenbüren – Ibbenbüren-Laggenbeck – Osnabrück Altstadt – Osnabrück Hbf – Melle – Bünde (Westf) – Kirchlengern – Löhne (Westf) – Bad Oeynhausen – Porta Westfalica – Minden (Westf) – Bückeburg – Stadthagen – Haste (Han) – Wunstorf – Hannover Hbf – Lehrte – Hämelerwald – Vöhrum – Peine – Vechelde – Braunschweig Hbf Stand: Fahrplanwechsel Dezember 2021 | 120 min |
| RB 61 | Wiehengebirgs-Bahn: Hengelo – Oldenzaal – Bad Bentheim – Schüttorf – Salzbergen – Rheine – Hörstel – Ibbenbüren-Esch – Ibbenbüren – Ibbenbüren-Laggenbeck – Osnabrück Altstadt – Osnabrück Hbf – Wissingen – Westerhausen – Melle – Bruchmühlen – Bünde (Westf) – Kirchlengern – Hiddenhausen-Schweicheln – Herford – Brake (b Bielefeld) – Bielefeld Hbf Stand: Fahrplanwechsel Dezember 2021                          | 60 min  |
| RE 62 | Ems-Werre-Express: Rheine – Ibbenbüren – Osnabrück Altstadt – Osnabrück Hbf – Melle – Bünde (Westf) – Kirchlengern – Löhne (Westf) Stand: Fahrplanwechsel Dezember 2023 | 120 min |

In den Regionalzügen gilt der Niedersachsentarif, außerdem können die Pauschalangebote des NRW-Tarifs genutzt werden.

#### Busverkehr

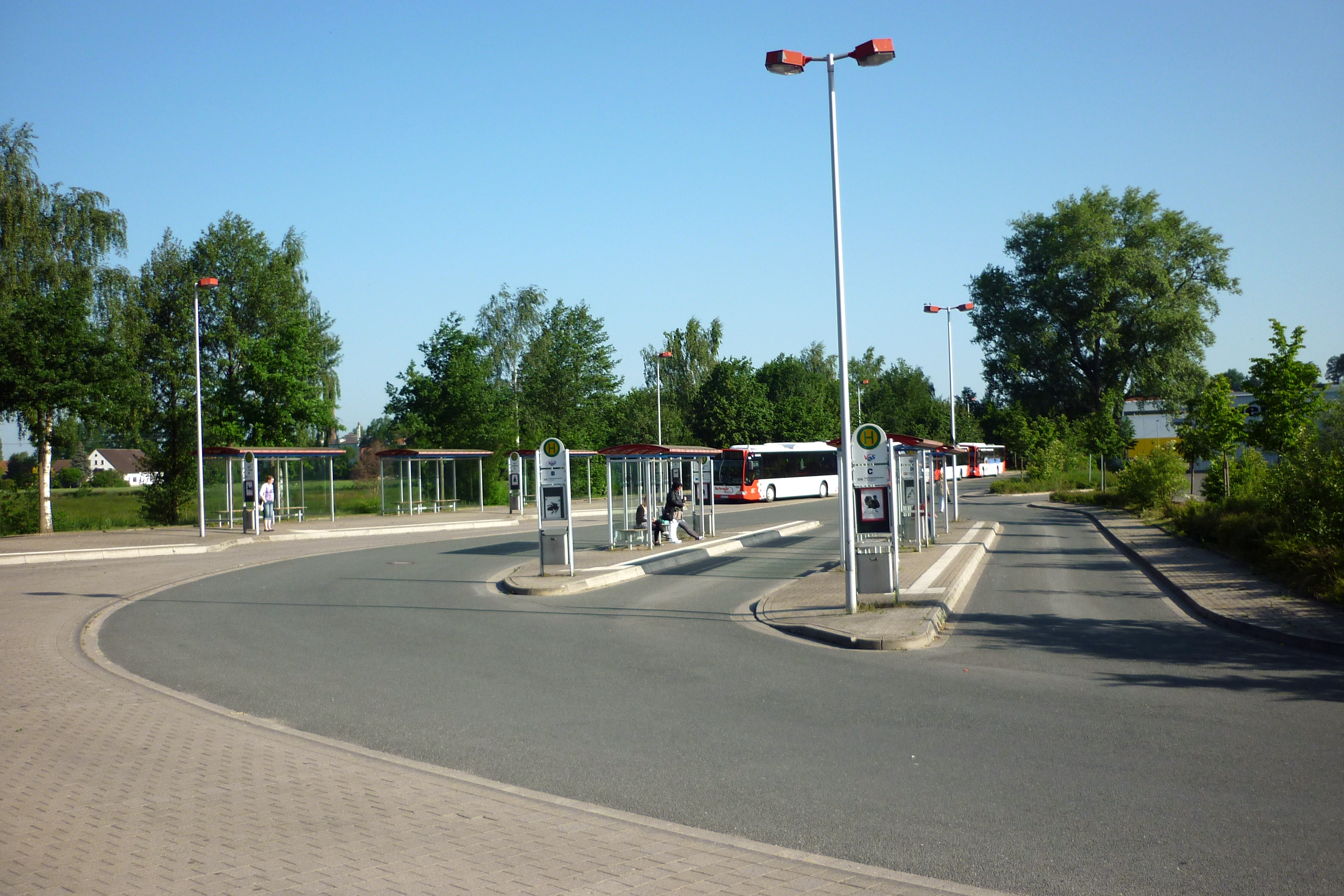
Busbahnhof Melle ZOB

Das Stadtgebiet wird von einem sternförmigen Busnetz erschlossen. Der Betreiber der Linien in und um Melle ist die Conrad Schrage Reisen GmbH & Co. KG. Eine Regionalbuslinie verbindet Melle im Stundentakt mit Bissendorf und Osnabrück. Bustreffpunkt ist der ZOB in der Nähe des Stadtzentrums, etwa 800 m vom Bahnhof entfernt. Eine Buslinie bedient zeitweise den Bahnhof direkt, andernfalls eine Haltestelle in etwa 200 m Entfernung. Die Stadt hat ein Nachtbusnetz mit sechs Linien. Im Busverkehr des Landkreises Osnabrück gilt der Tarif der Verkehrsgemeinschaft Osnabrück (VOS).
Vom Stadtteil Neuenkirchen aus fahren weiterhin Busse in die nahe Großstadt Bielefeld in Nordrhein-Westfalen.

#### Flugverkehr

##### Flugplatz Melle-Grönegau
Der Meller Flugplatz ist ein ehemaliger Militärflugplatz und heute als Sonderlandeplatz klassifiziert. Er liegt etwa 1,5 Kilometer östlich der Innenstadt. Hier starten und landen Segelflugzeuge sowie ein- und zweimotorige Motorflugzeuge. Der Flugplatz weist eine 750 Meter lange Asphaltbahn auf und hat weiterhin eine 1,1 Kilometer lange Grasbahn, vier Hallen, darunter zwei Rundhallen, einen Tower und ein Clubheim sowie eine kommerzielle Flugzeugwerft (Fa. ATC), die sich mit dem Service und der Entwicklung von Luftfahrtgeräten der Allgemeinen Luftfahrt beschäftigt. Der Aero-Club Bünde e. V. und der SFC Melle e. V. mit zusammen über 400 Mitgliedern nutzen das Gelände gemeinsam.
Die British Air Force of Occupation verwendete den Platz, der von den Alliierten als Airfield B.115 bezeichnet wurde, nach dem Ende des Zweiten Weltkrieges als Stützpunkt, insbesondere des persönlichen Flugzeuges von Feldmarschall Montgomery.

##### Flughafen Münster/Osnabrück
Der Flughafen Münster/Osnabrück ist ein internationaler Verkehrsflughafen. Er liegt in Nordrhein-Westfalen, knapp 60 km von Melle bzw. 30 km von Osnabrück entfernt auf dem Gebiet der Stadt Greven. Er ist von Melle aus über die A 30 bis Kreuz Lotte/Osnabrück und weiter in südlicher Richtung über die Bundesautobahn 1, Anschlussstelle 74 (Ladbergen), Anschlussstelle 76 (Greven), die Bundesstraße 475 sowie den direkten Autobahnanschluss Nr. 75, Flughafen Münster-Osnabrück von der Autobahn aus erreichbar. Außerdem ist er mit der Flughafenbuslinie X52 über Osnabrück zu erreichen.

#### Wanderwege
Im Meller Stadtgebiet sind mehrere Kilometer örtliche und überörtliche Wanderwege wie der etwa 90 km lange Ahornweg vorhanden.
Ebenfalls gut erschlossen ist das Radwandernetz. Größere Radfernwege sind der Hase-Ems-Radweg (265 km) und der Else-Werre-Radweg (54,5 km).

## Öffentliche Einrichtungen

### Begegnung und Freizeitgestaltung
- Forum Melle (Stadthalle)[56]
- Festsaal Melle (Theater)
- Stadtbücherei[57]
- Haus des Gastes Wellingholzhausen
- Heimathaus Gesmold
- Jugend- und Kulturzentrum „Altes Stahlwerk“
- Kulturzentrum Buer[58]
- Frei- und Hallenbäder: Wellenfreibad Melle, Hallenbad Melle, Beheiztes Freibad Wellingholzhausen, Beheiztes Freibad Riemsloh, Freibad Oldendorf, Freibad Neuenkirchen

### Stiftungen

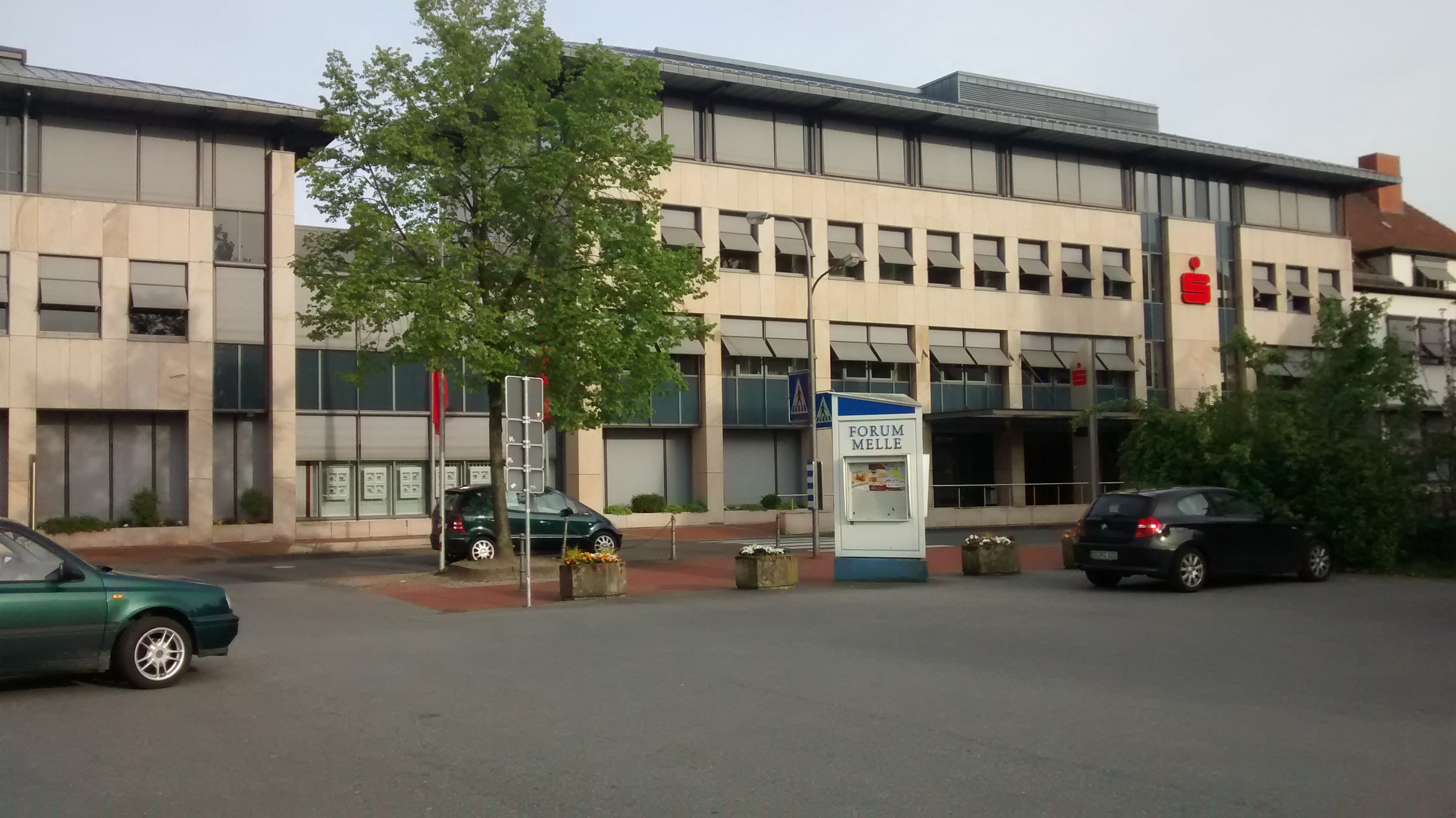
Sparkasse Melle

- Stiftung „Abenteuer Menschlichkeit“ des DRK Kreisverband Melle e. V.[59]
- Stiftung „Bürgerstiftung“ der Kreissparkasse Melle.[60]

### Rettungsdienste und Feuerwehr
Im Stadtgebiet Melle befinden sich 16 Feuerwehrstützpunkte (Altenmelle, Bakum, Buer, Hoyel, Riemsloh, Groß-Aschen, Bruchmühlen, St. Annen, Neuenkirchen, Wellingholzhausen, Gesmold, Oldendorf, Niederholsten, Markendorf, Tittingdorf und Melle-Mitte) und zwei Werkfeuerwehren der Firma Schomäcker Federnwerk (Altenmelle) sowie der Firmen Westland Gummiwerke und Assmann Büromöbel (Westerhausen).
Weiterhin befinden sich fünf Deutsche Rote Kreuz (DRK) Standorte, von dem fünf weitere Rettungswagen und ein Krankenwagen durch ehrenamtliche Einsatzkräfte ausrücken können.
Außerdem ist ein Ortsverband des Technischen Hilfswerks (THW) in Melle vorhanden. Besonderheit bei dem Standort Melle ist der Fachzug Führung/Kommunikation (FZ FK), diese Einheit des THWs ist nur 66 mal in Deutschland diszloziert.
Außerdem sind in der Rettungswache des „Rettungsdienstes und Krankentransport im Landkreis Osnabrück e. V.“ drei Rettungswagen und ein Notarztfahrzeug stationiert.

### Klinikum
1894 entstand in Melle das erste Krankenhaus, das Evangelische Krankenhaus Melle unter der Trägerschaft der evangelisch luth. Kirchengemeinde in Melle. Der Begründer war Pastor Tiemann. 1930 wurde dieses Haus um die Chirurgie mit einem Operationssaal erweitert. 1958 entstand die Isolierstation mit 18 Betten. 1968 wurde ein sechsgeschossiger Erweiterungsbau eingeweiht. Die ärztliche Versorgung nahmen bis 1945 die Hausärzte wahr. Nach dem Zweiten Weltkrieg übernahm ein Chefarzt für die chirurgische und ein weiterer Chefarzt für die innere Abteilung die Leitung des Hauses. Angeschlossen waren drei Schulen zur Ausbildung des Schwesternnachwuchses, die Pflegevorschule, die Krankenpflegeschule und die Pflegehelferinnenschule. In dem nach der Errichtung des neuen Hauses freigewordenen Altbaus wurde eine Abteilung für Geriatrie eingerichtet.
1896 gründete Dechant Siebenbürgen das Katholische St. Matthäusstift. Es stand in der Trägerschaft der katholischen Kirchengemeinde. Die Betreuung der Kranken übernahmen Schwestern des Klosters der Thuiner Franziskanerinnen. Bis zum Ende des Zweiten Weltkrieges erfolgte die ärztliche Versorgung ausschließlich durch praktische Ärzte. Nach 1945 wurde das reine Belegkrankenhaus zu einem Anstaltskrankenhaus mit hauptamtlich angestellten Fachärzten. Für Schwestern entstand ein Wohnheim mit 42 Plätzen.
Bis 1999 waren beide Häuser selbstständig. Am 1. Oktober 1999 wurden im Zuge einer Neustrukturierung beide Einrichtungen in die Rechtsträgerschaft Christliches Gesundheits- und Pflegezentrum GmbH überführt, an der die Stiftungen der evangelischen und katholischen Kirchengemeinden paritätisch beteiligt sind. In einem zweiten Schritt erfolgte am 1. Dezember 2003 die Fusion zum Christlichen Klinikum Melle. Seit dem 1. Januar 2009 gehört das Klinikum zu den Niels-Stensen-Kliniken.

### Bildung
Im Stadtgebiet befinden sich elf Grundschulen, fünf Hauptschulen mit zwei Außenstellen, drei Realschulen mit einer Außenstelle, ein Gymnasium, eine Berufsbildende Schule, eine Freie Waldorfschule, eine Gesamtschule, eine Sonderschule, eine Schule für Erziehungshilfe, sowie die Berufsakademie Melle Holztechnik. 2018 besuchten 5011 Schüler eine allgemein bildende Schule und 1658 Schüler eine berufsbildende Schule.

### Sport
Bereits vor den 1930er Jahren gab es in Melle mehrere Sportvereine: TV Melle, Meller TB, SV Melle. 1935 schlossen sie sich zum Sportvereins VfL 1887 zusammen. Im Januar 1946 entstanden mit dem TuS Grönenberg Melle und TuS Einigkeit Melle zwei neue Sportvereine in der Stadt. TuS Melle benannte sich noch im Laufe des Jahres in TuRa Grönenberg Melle um.
1956 gehörte TuRa Grönenberg Melle zu den Gründungsmitgliedern der Amateurliga Niedersachsen. Im zweiten Jahr der Ligazugehörigkeit gelang der Aufstieg in die Amateuroberliga Niedersachsen. 1963 qualifizierte sich TuRa Grönenberg Melle für die neu geschaffene Verbandsliga und hielt sich bis zur Einführung der nunmehr drittklassigen Oberliga Nord 1974 in der Liga. Bis 1973 hatte die erste Mannschaft mit dem Ex-Nationalspieler Horst Szymaniak einen prominenten Trainer. Melle verfügt auch über einen Tennis-Club.
Da sich TuRa Grönenberg Melle vor allem dem Breitensport widmete, gelang der Fußballmannschaft keine Rückkehr in den höherklassigen Ligabereich. Im März 2003 fusionierte der Verein mit dem Lokalrivalen TuS Melle zum SC Melle 03. Der Verein bietet neben der Fußballabteilung ebenso Badminton, Ballett und Modern Dance, Basketball, Fußball, Handball, Kampfsport/Kampfkunst, Leichtathletik, Orientierungslauf und Outdoorsport, Radsport, Reha-Sport, Schach, Schwimmen, Sportabzeichen, Tanzen, Tischtennis, Turnen, und Volleyball an.

## Persönlichkeiten
Mit der Stadt Melle wird eine Reihe von Persönlichkeiten in Verbindung gebracht. Melle ist der Geburts- oder Wirkungsort bekannter Journalisten, Musiker, Schriftsteller, Sportler und Theologen. Ebenso ist Melle der Geburtsort von Politikern und Wirtschaftsfachleuten. Neben Personen des Widerstands gegen den Nationalsozialismus einerseits finden sich andererseits auch Unterstützer und Nutznießer dieser Epoche.

### Schriftreihen
- Heimatverein Melle (Hrsg.): Grönenberger Heimathefte. 27 Ausgaben fortlaufend seit 1957.
- Hartmut Wippermann (Hrsg.): Melle. Bilder aus der Vergangenheit (6 Bände). Verlagshaus Fromm, Osnabrück 1983–2007.
- Fritz-Gerd Mittelstädt, Stadt Melle (Hrsg.): Der Grönegau. Meller Jahrbuch. Fortlaufend seit 1983.

### Fallstudien zur NS-Vergangenheit Melles
- Herbert F. Bäumer: Eine schicksalhafte Beziehung im Jahre 1941/42 und die schlimmen Folgen. Melle: Der Grönegau. Meller Jahrbuch 2013. Bd. 31. Hrsg. v. Fritz-Gerd Mittelstädt.
- Thomas Grove: War der Meller Landrat Dr. Karl Gossel ein Nazi? In: Fritz-Gerd Mittelstädt (Hrsg.): „Der Grönegau“ – Meller Jahrbuch. Band 41. Heimatverein Melle, 2022, ISSN 0724-6161, DNB 1274201292, S. 97–102.
- Thomas Grove: Zwangsarbeiter- und Kriegsgefangenenlager im Kreis Melle. Melle: Der Grönegau. Meller Jahrbuch 2013. Bd. 31. Hrsg. v. Fritz-Gerd Mittelstädt.
- Thomas Grove: Nationalsozialismus in Melle vor 1933: Organisation, Personal, Praxis und Attraktivität der NSDAP in einer niedersächsischen Kleinstadt. Heimatverein Melle e. V., Melle 2020, ISBN 978-3-00-065654-5.
- Stadt-Melle: Erinnerungen an ein dunkles Kapitel der Meller Geschichte. www.melle.info, 24. November 2012.
- Uwe Plaß: Ein Meller Landrat mit zweifelhafter Karriere. In: Meller Kreisblatt. 3. Mai 2018. Heimatverein-Melle, „Aus alten Zeitungsbänden“ 24. Februar 2011.
- Uwe Plaß: Frau als Inhaberin damals untypisch: Das Modehaus Aberbach – Schicksal einer jüdischen Familie. In: Neue Osnabrücker Zeitung. (noz), Osnabrück vom 8. Februar 2019.
- Uwe Plaß: Zahlreiche Meller säumten seinen Trauerzug - Der Meller Jurist Avenarius: Schauspieler, Schützenkönig, Nazi. In: Meller Kreisblatt, Neue Osnabrücker Zeitung. (NOZ), Osnabrück vom 5. Juni 2020.